# モンディアル・ド・ロトモビル (2006)

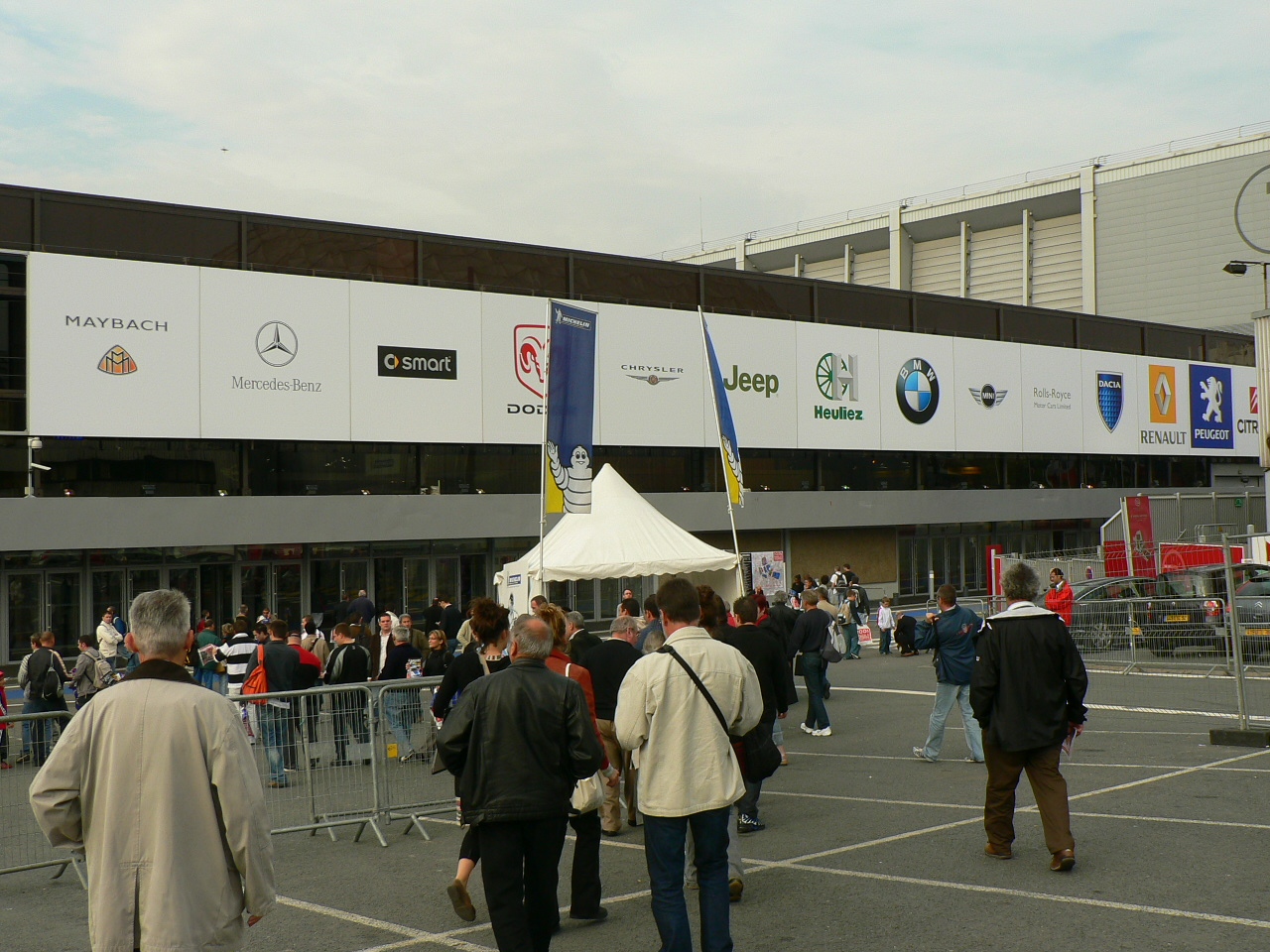
ホール1

モンディアル ド ロトモビル 2006は、フランスの国際自動車展示会「モンディアル ド ロトモビル」の2006年の展示会。2006年9月30日から10月15日までフランス、パリのポルト・ド・ヴェルサイユ見本市会場で開催された。2006年の入場者は1,431,883人と発表されている。プレス日は9月28日と29日の2日間。東京モーターショーと異なりプレス日は公式会期期間には含まれない。
8ホール分が使用され展示ブースが作られた。展示者見学以外にも来場者のための以下のようなイベントも開かれていた。
- カートレース
- 4x4車の体験走行
- ヘアピンのあるミニサーキットでのスポーツ走行
- 走行時の安全に関する情報

一例として、1ホールには、ダイムラー・クライスラー、フィアット、フォード、PSA・プジョーシトロエンなどが展示されていた。

## 出展車種
- アルファロメオ・8Cコンペティツィオーネ
- アウディ・R8
- ベントレー・アルナージ
- BMW・M3(E92)
- シボレー・WTCCウルトラ・コンセプト
- クライスラー・セブリング・コンバーチブル
- シトロエン・C4ピカソ
- シトロエン・C4WRC
- シトロエン・C-メティス・ディーゼルハイブリッド・コンセプト
- ダイハツ・D-Compact X-Overプロトタイプ
- ダイハツ・マテリア（欧州初公開）
- ダッジ・アベンジャー・コンセプト
- フィアット・パンダ・スポーツ
- フォード・イオシスX・コンセプト
- フォード・モンデオワゴン・コンセプト
- グレートウォール・ホーバー（欧州初公開）
- ホンダ・シビックタイプR（3代目、欧州仕様）
- ホンダ・CR-V
- ホンダ・FR-V・フェイスリフト
- ヒュンダイ・アーネズ・コンセプト
- ヒュンダイ・クーペ・フェイスリフト（欧州初公開）
- キア・シード5ドアハッチバック&ステーションワゴン
- キア・オピラス・フェイスリフト
- キア・プロシード3ドアハッチバック・コンセプト
- ランボルギーニ・ガヤルド・ネラ（特別仕様車）
- ランチア・デルタHPEコンセプト
- ランチア・イプシロン・フェイスリフト
- ランドローバー・フリーランダー
- マツダ・CX-7（欧州初公開）
- メルセデス・ベンツ・CL63 AMG
- メルセデス・ベンツ・SLRマクラーレン・722エディション
- MINIクーパー&クーパーS
- 三菱・アウトランダー・コンセプト（欧州初公開）
- 三菱・パジェロ
- 日産・キャシュカイ
- オペル・アンタラ
- オペル・コルサバン
- プジョー・207エピュール・コンセプト
- プジョー・908ル・マン
- プジョー・908RCコンセプト
- ポルシェ・パナメーラ・コンセプト
- ルノー・コレオス・コンセプト
- ルノー・ネプタ・コンセプト
- ルノー・トゥインゴ・コンセプト
- セアト・アルテアXL
- シュコダ・ジョイスター・コンセプト
- シュコダ・オクタビア・スカウトCUV
- スマート・フォーツー・エディション・レッド（特別仕様車）
- スバル・B9トライベッカ（欧州初公開）
- スバル・インプレッサ1.5R（欧州初公開）
- スバル・レガシィ/アウトバック・フェイスリフト（欧州初公開）
- スズキ・スプラッシュ・コンセプト
- スズキ・スイフトスポーツ（欧州初公開）
- トヨタ・オーリス・スペース・コンセプト
- トヨタ・ヤリスTS
- フォルクスワーゲン・アタカマ・コンセプト
- フォルクスワーゲン・クロスゴルフ
- フォルクスワーゲン・アイロック・コンセプト
- フォルクスワーゲン・トゥアレグ・フェイスリフト
- フォルクスワーゲン・トゥーラン・フェイスリフト
- ボルボ・C30

## ギャラリー

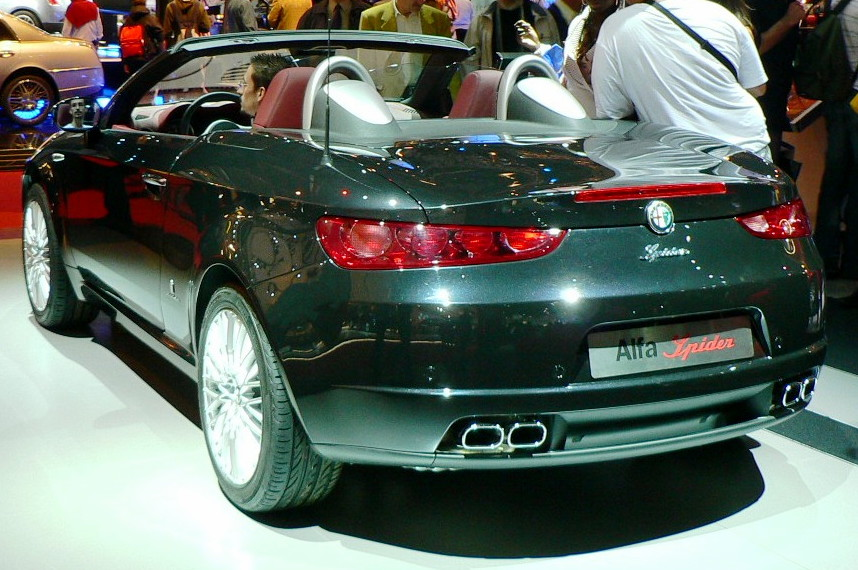
アルファロメオ スパイダー
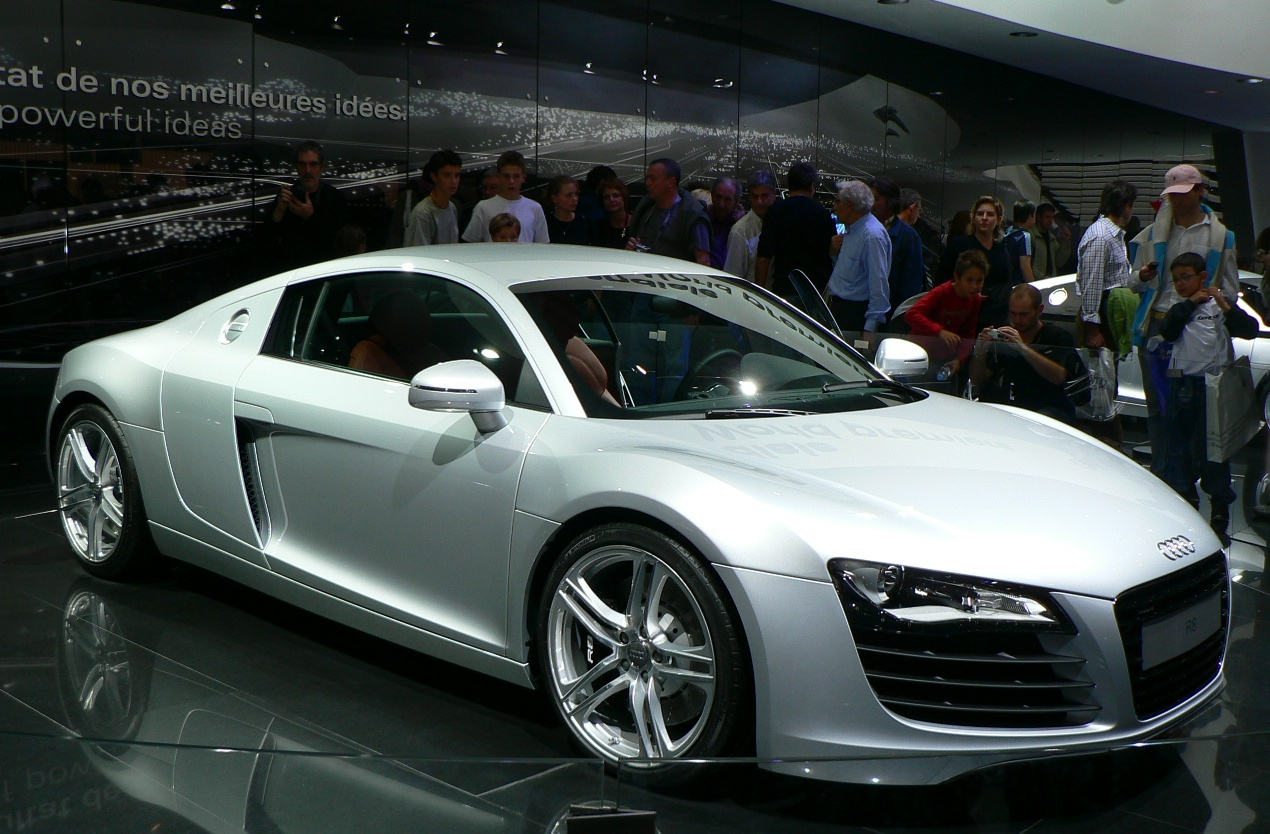
アウディ・R8
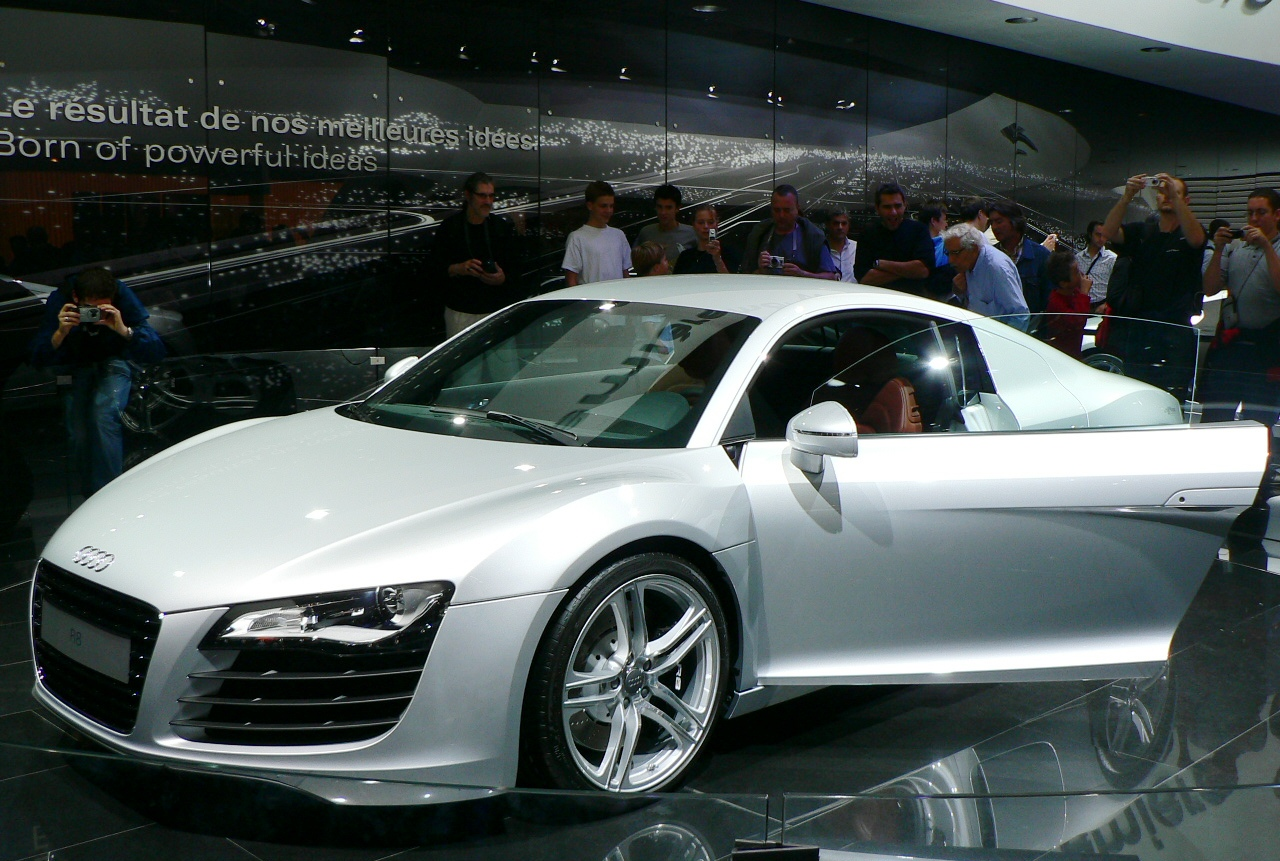
アウディ・R8
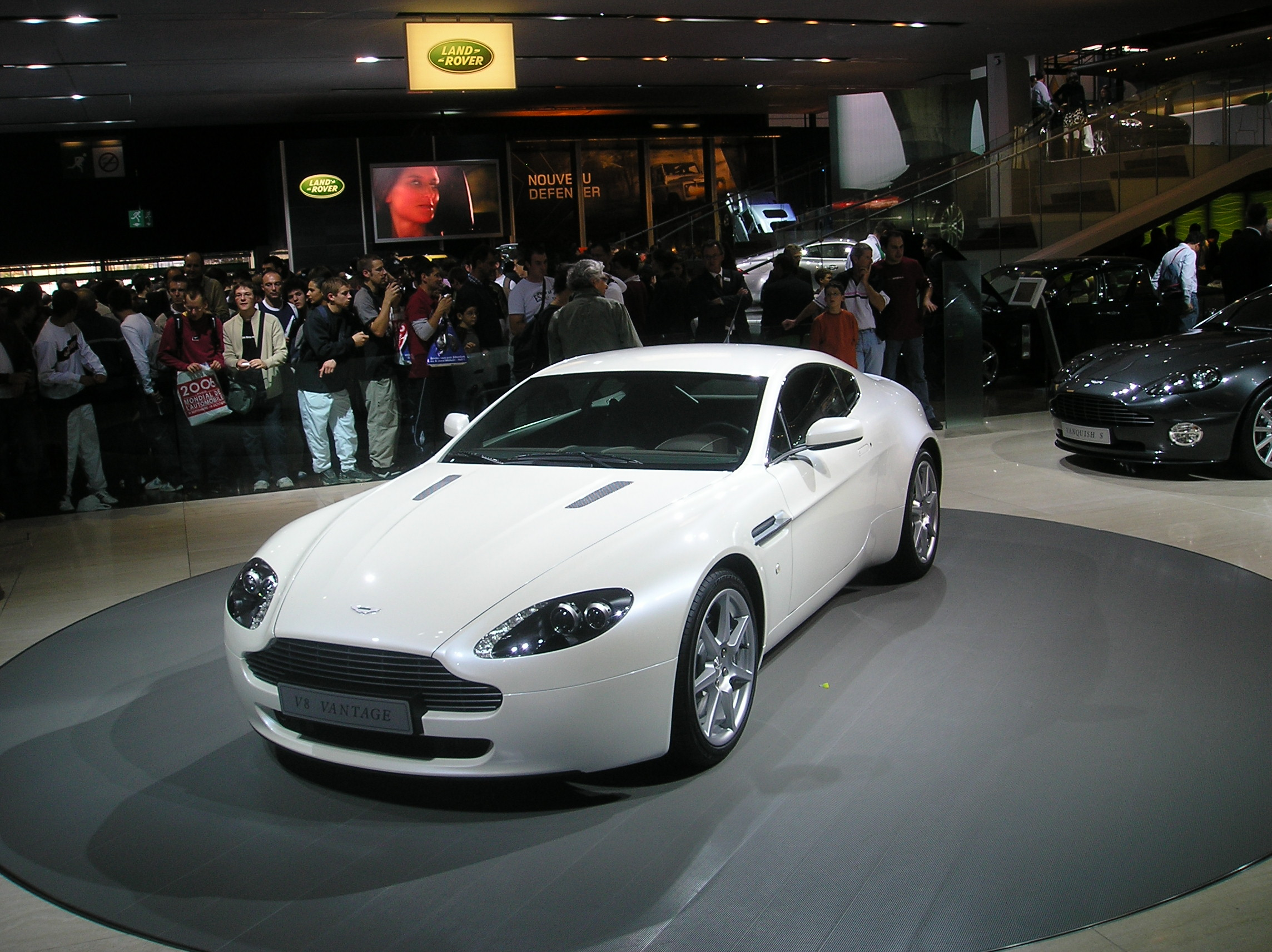
アストンマーティン・ヴァンテージ
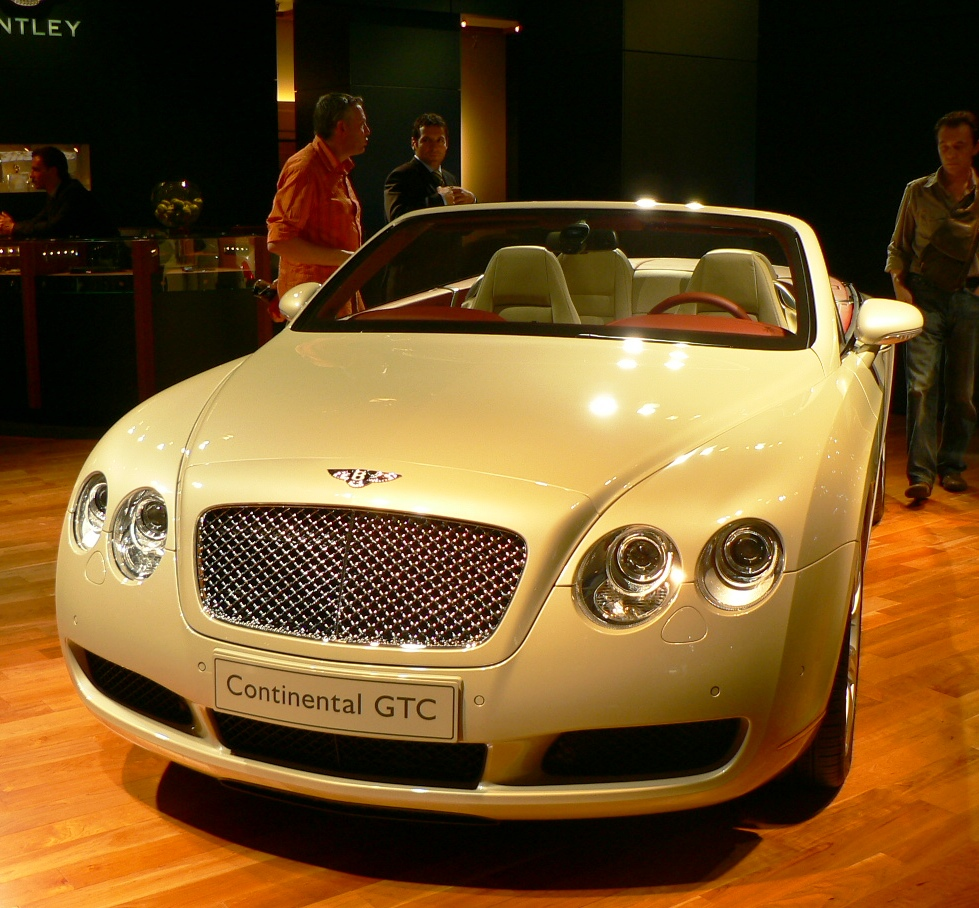
ベントレー・コンチネンタルGTC
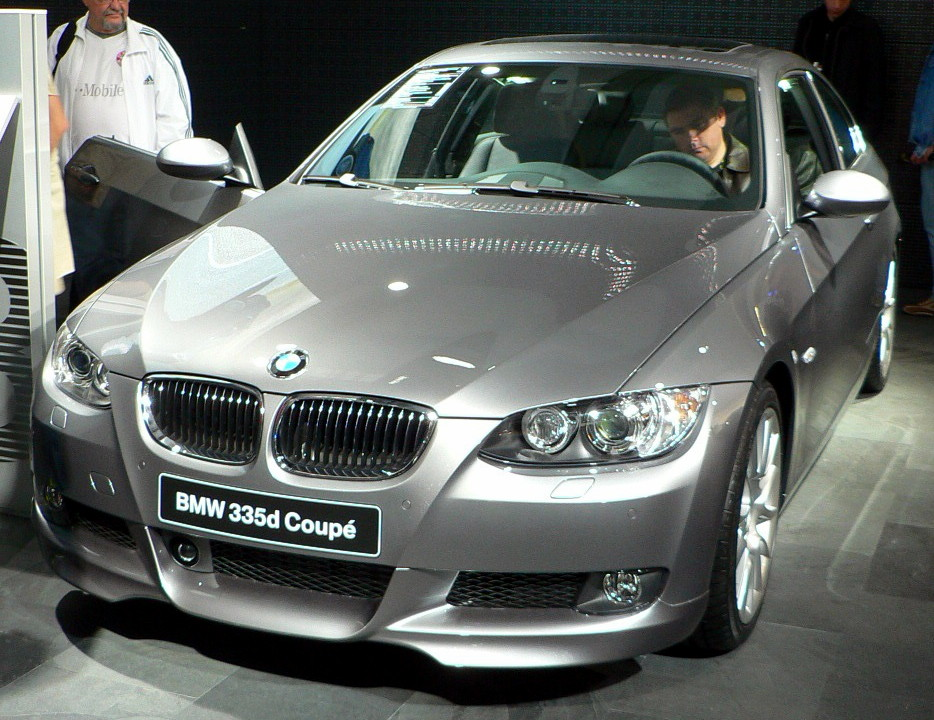
BMW・3シリーズ クーペ
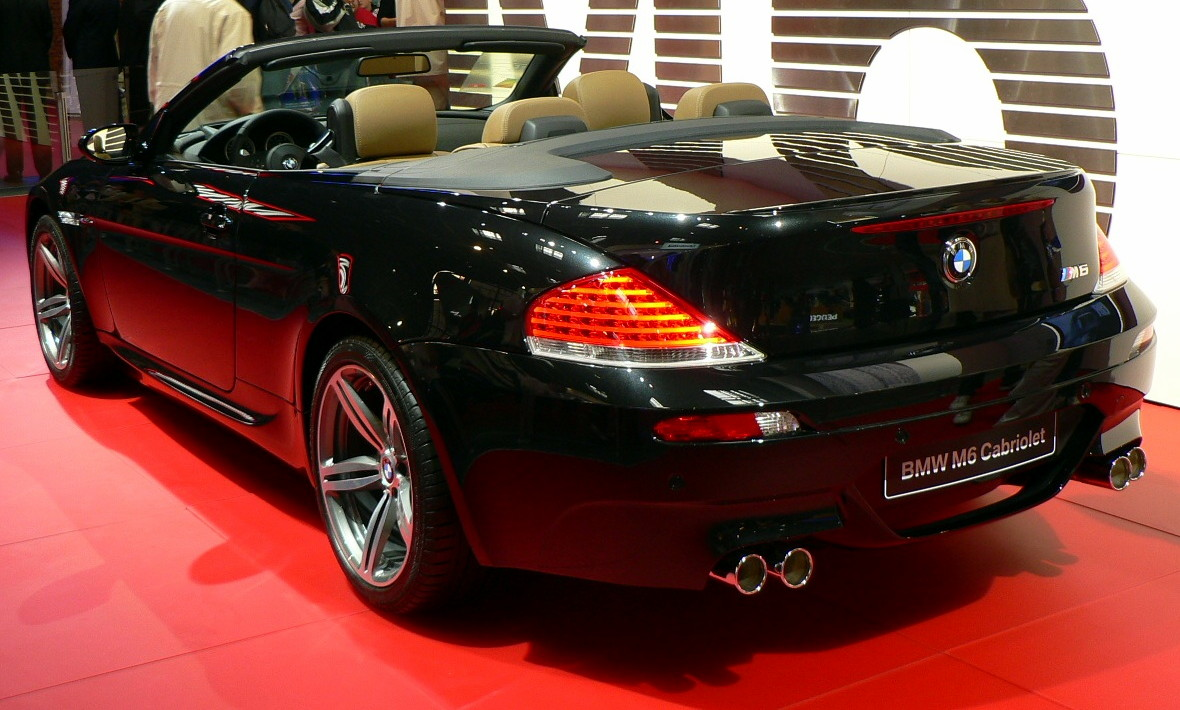
BMW・6シリーズ コンバーチブル
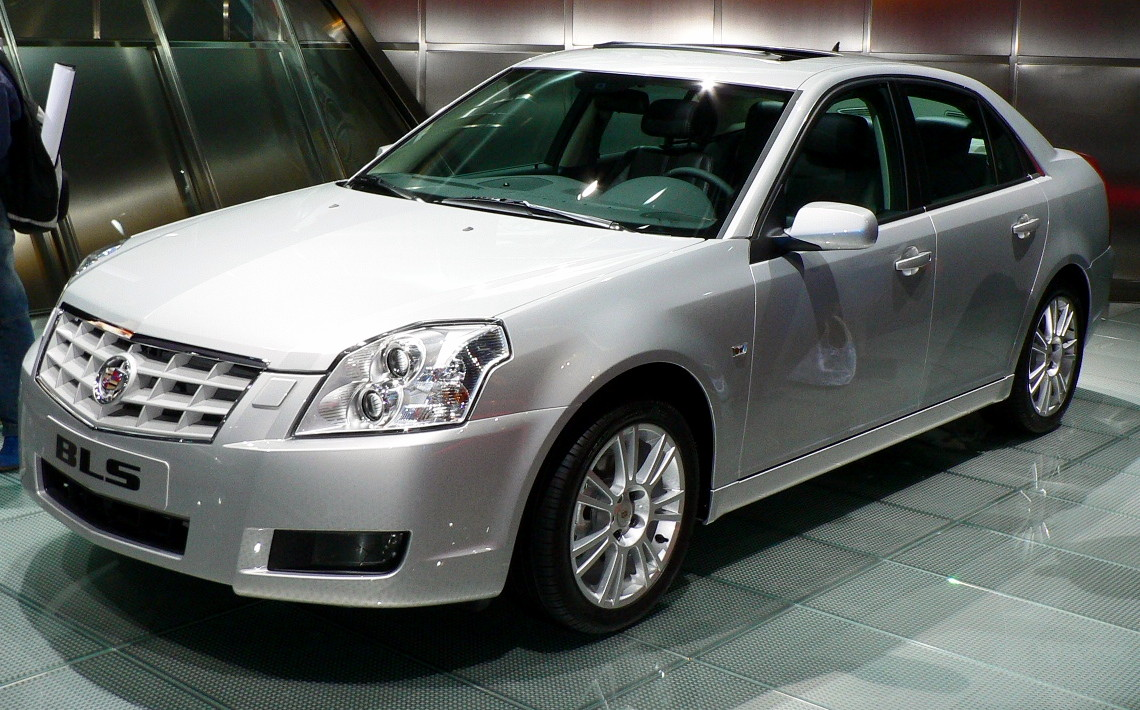
キャデラック BLS
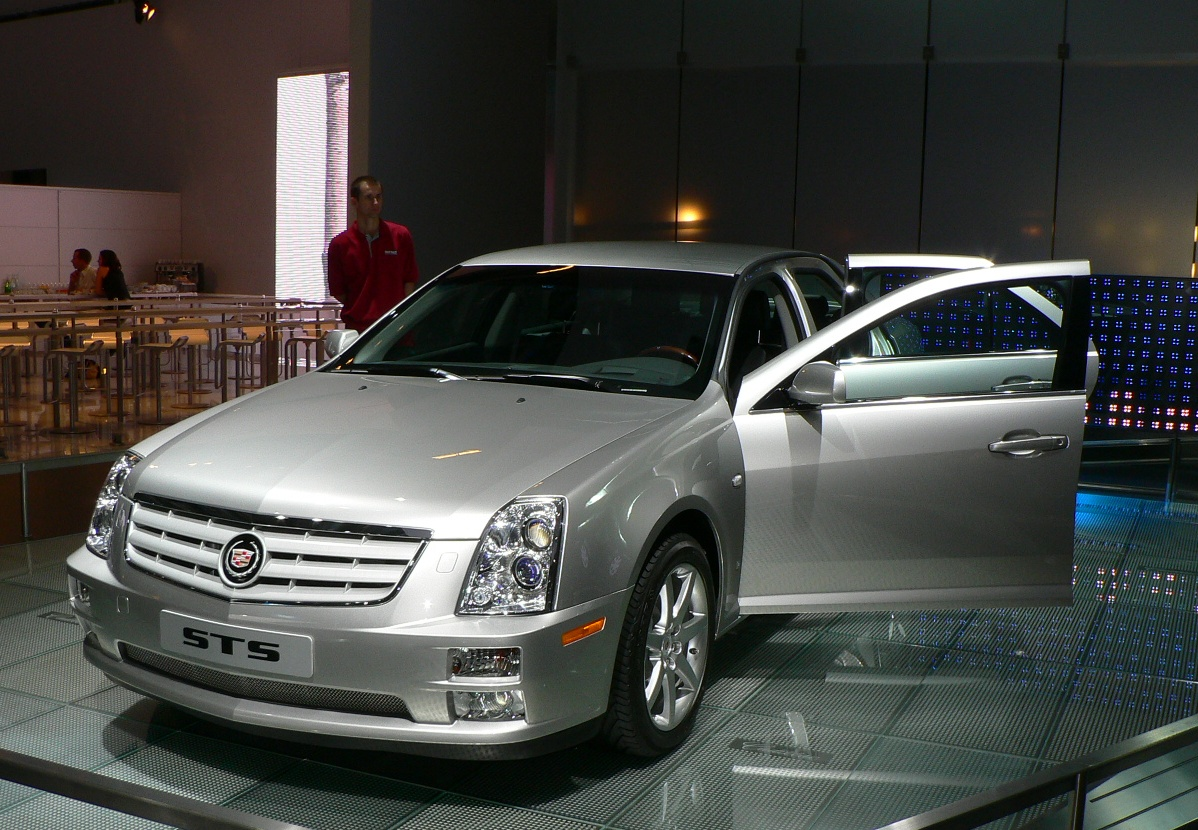
キャデラック STS
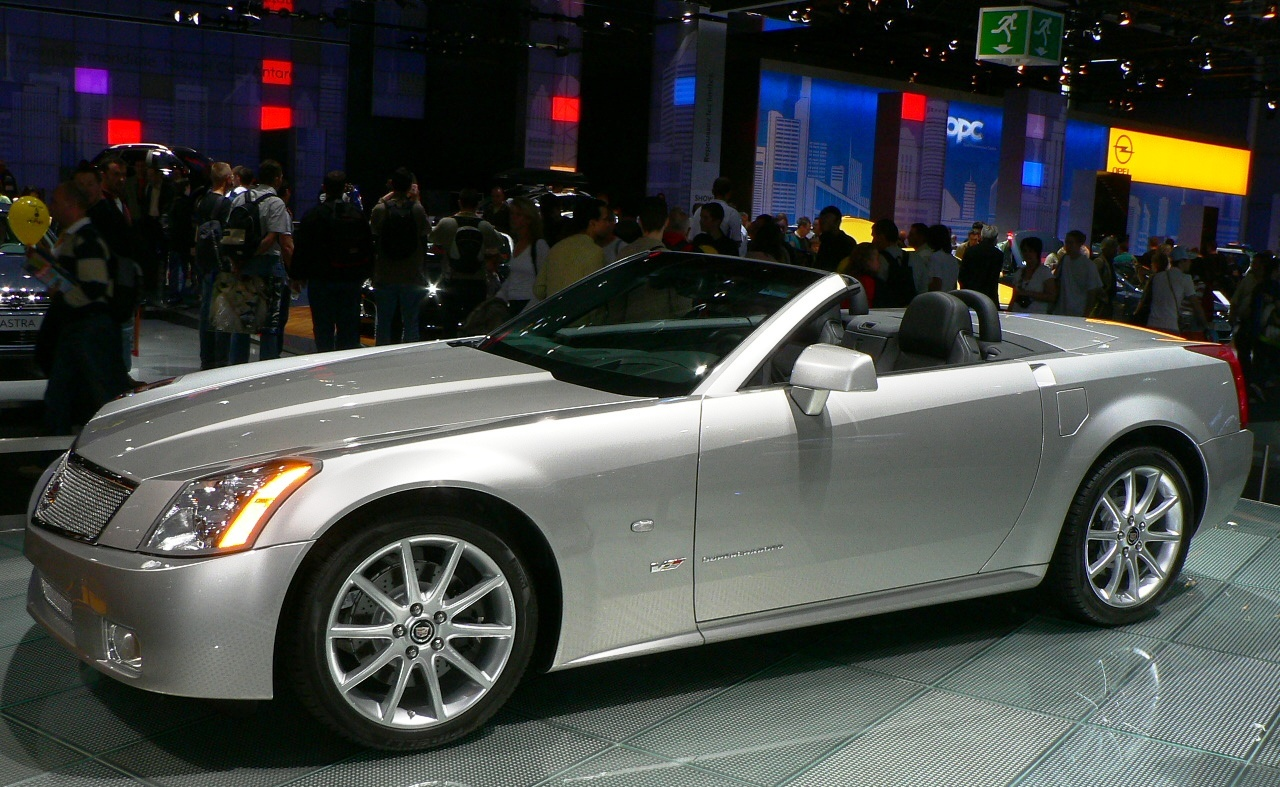
キャデラック・XLR
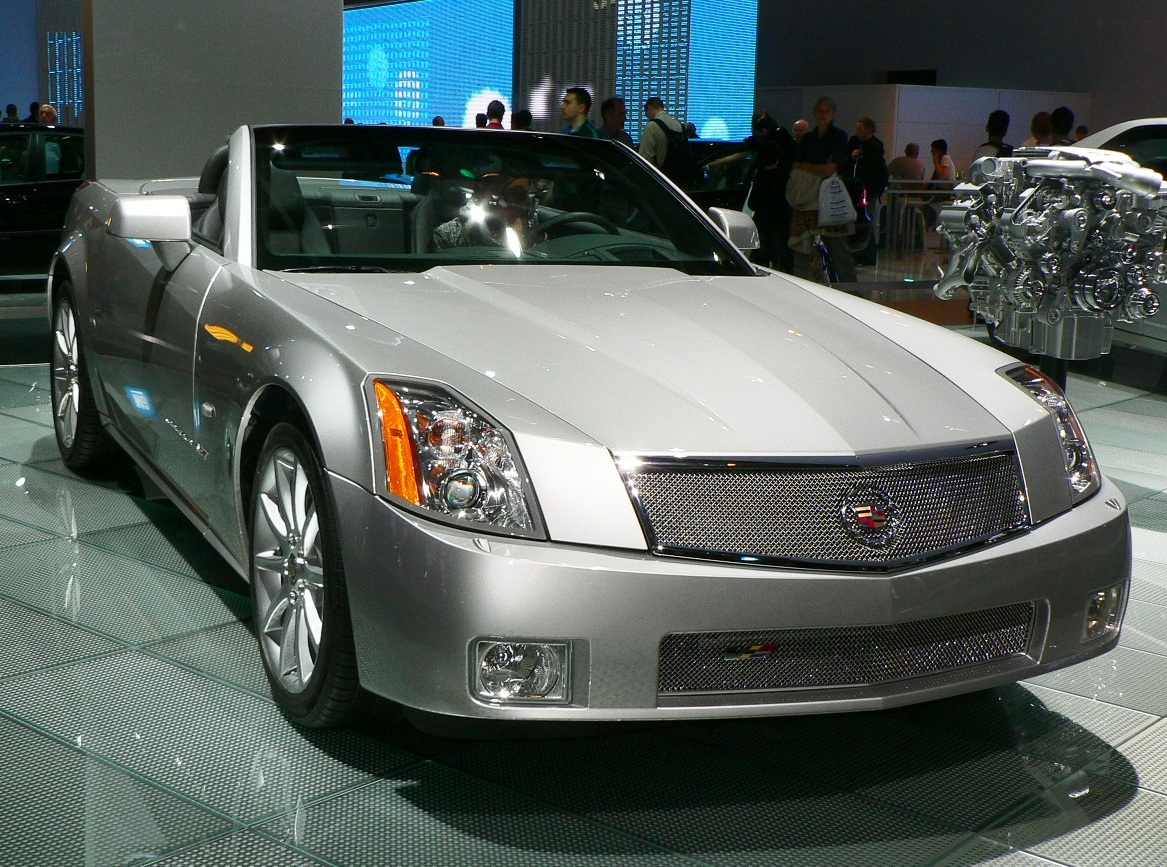
キャデラック・XLR
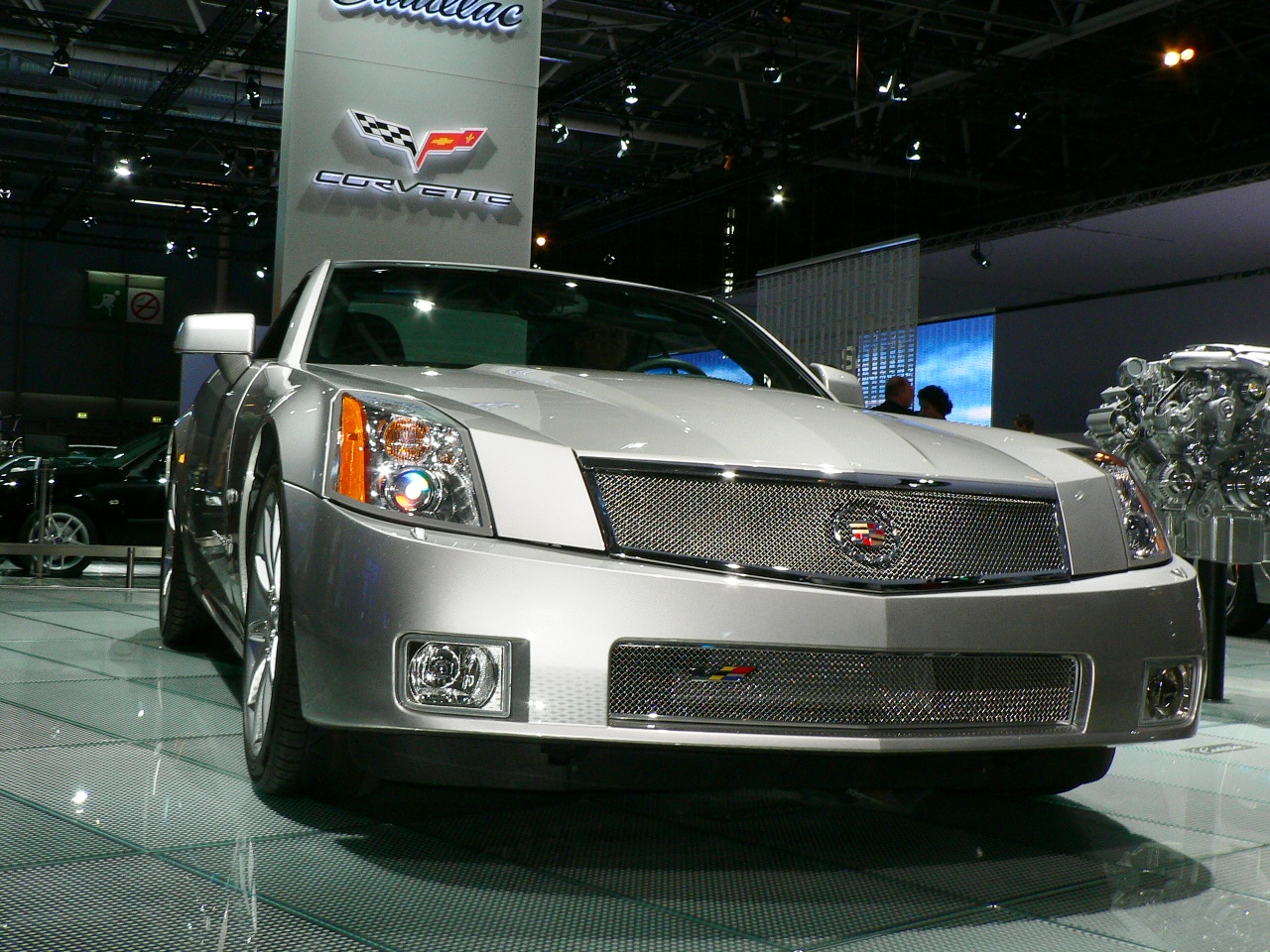
キャデラック・XLR
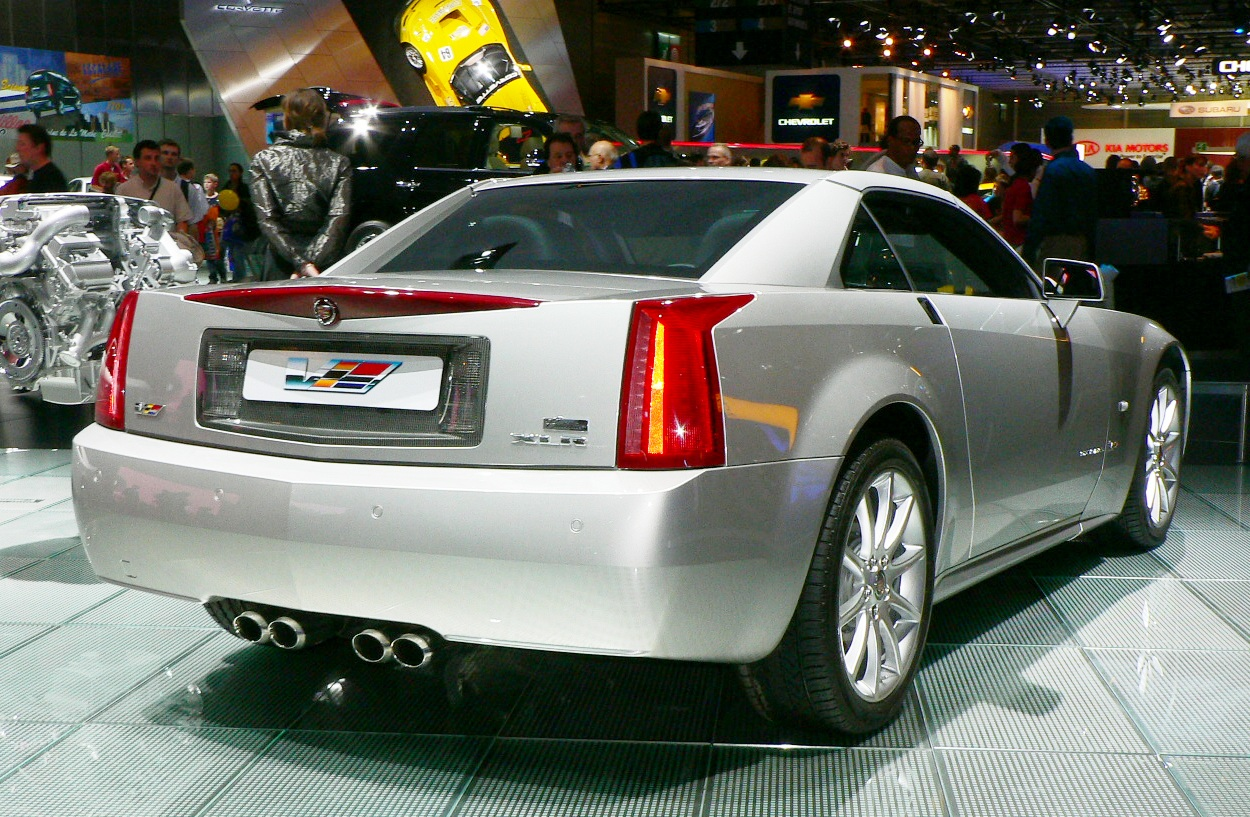
キャデラック・XLR
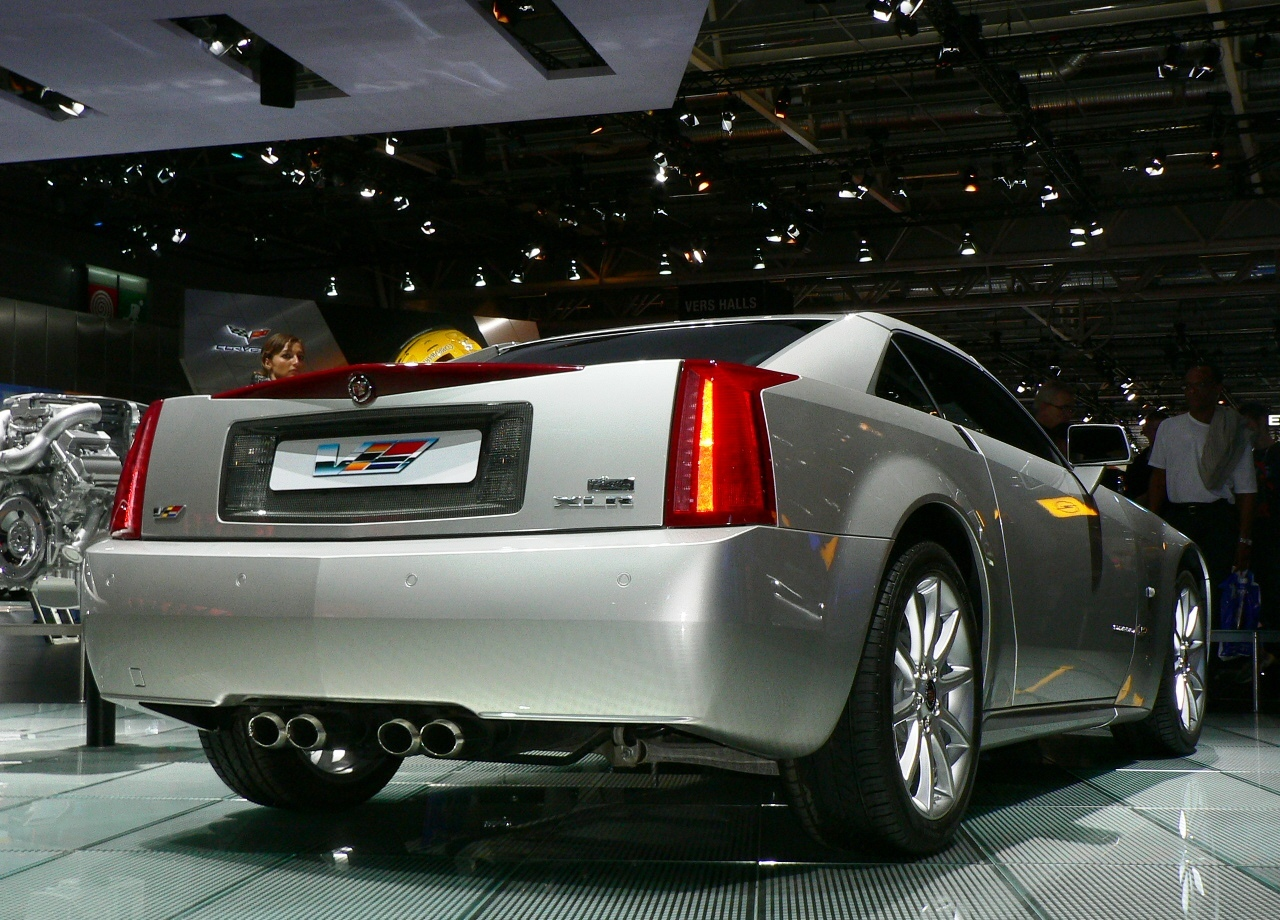
キャデラック・XLR
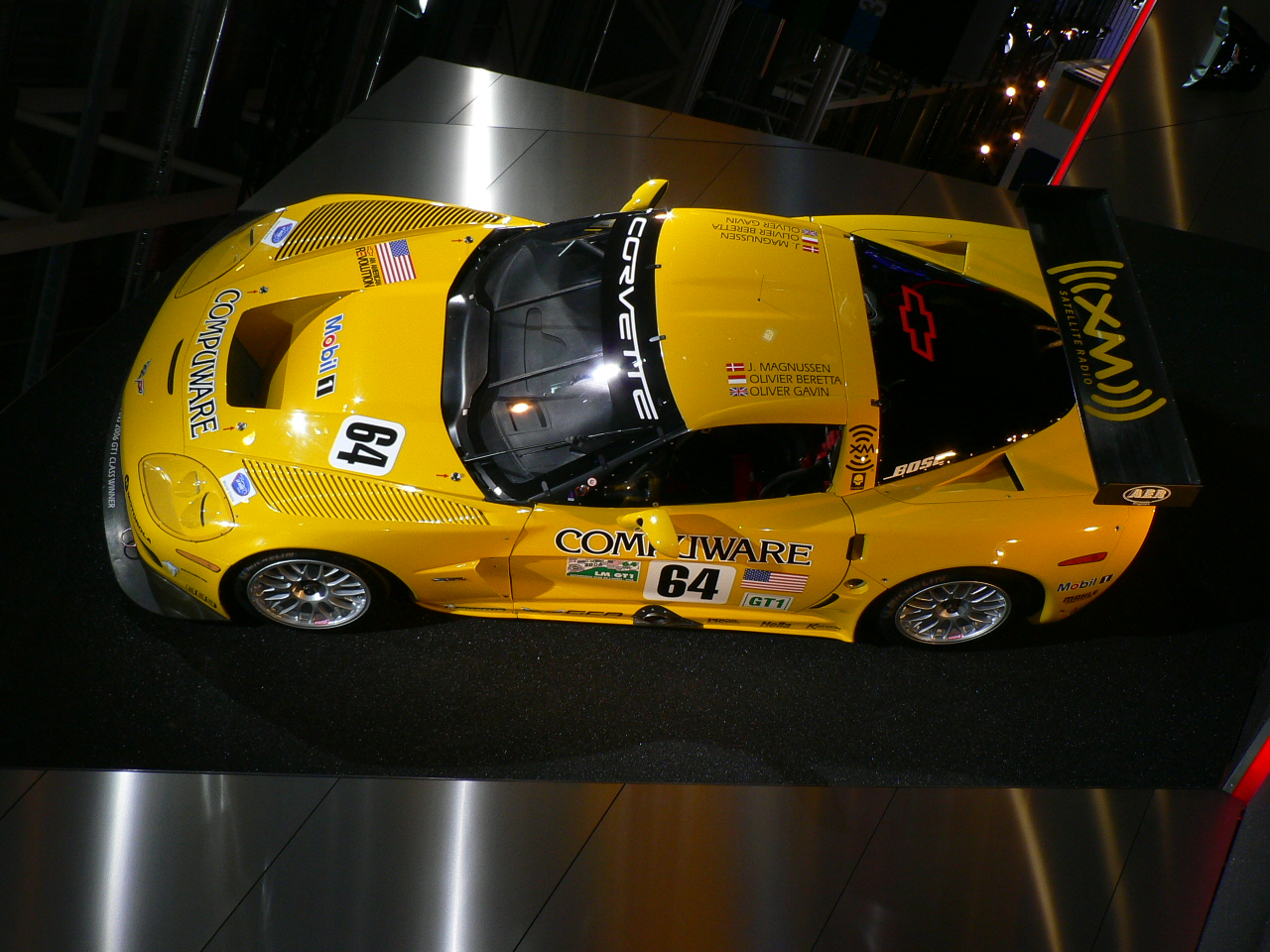
シボレー・コルベット C5
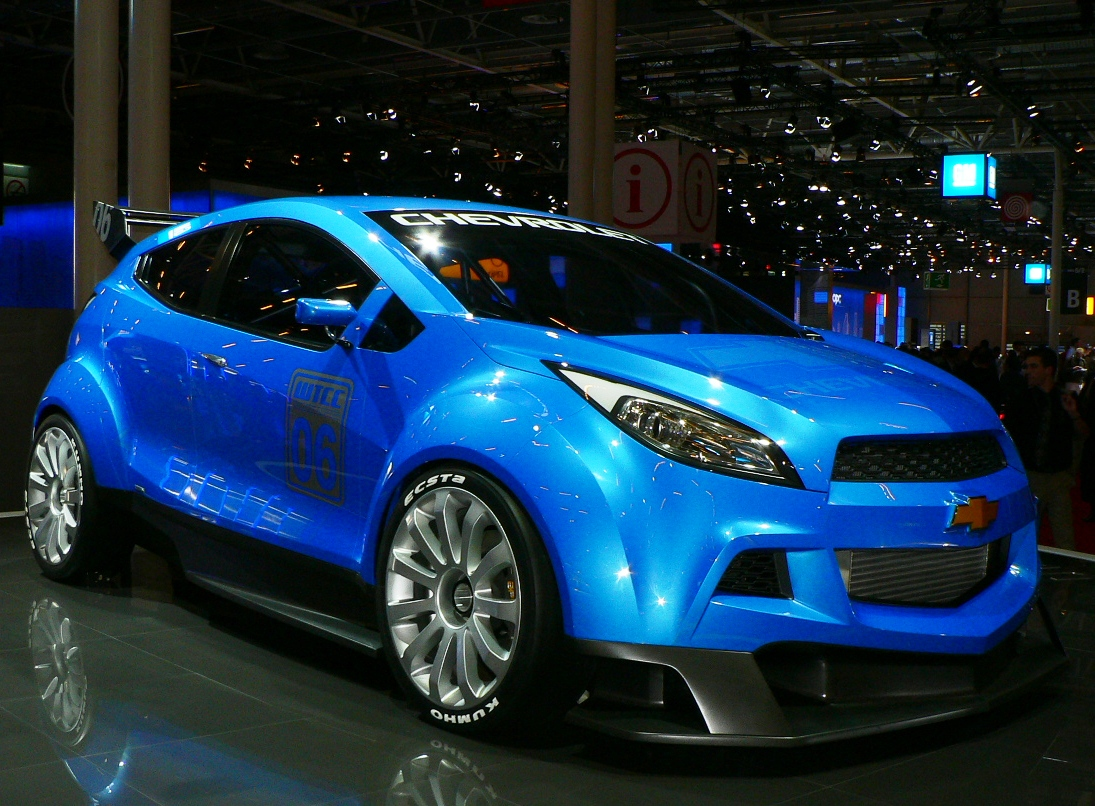
シボレー WTCC(世界ツーリングカー選手権) Ultra
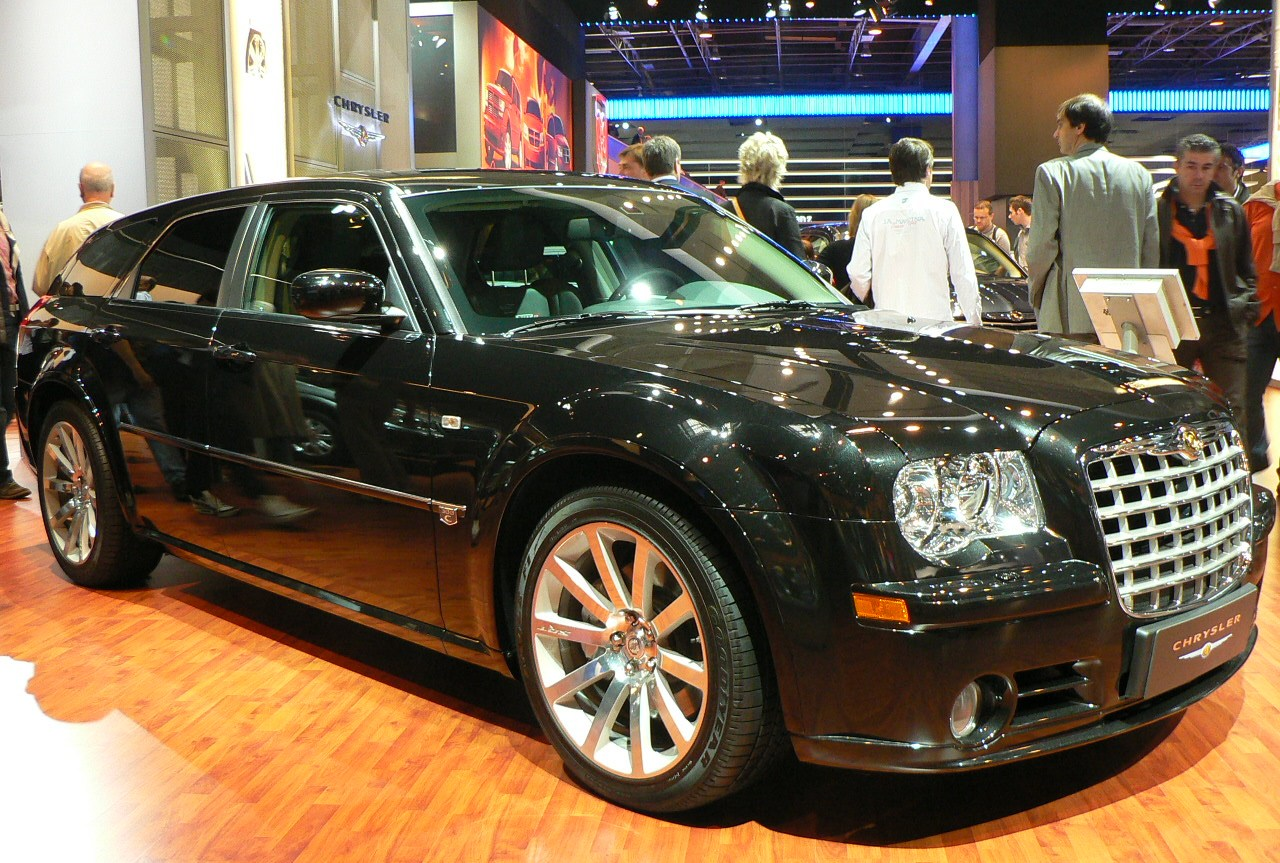
クライスラー・300C ブレク
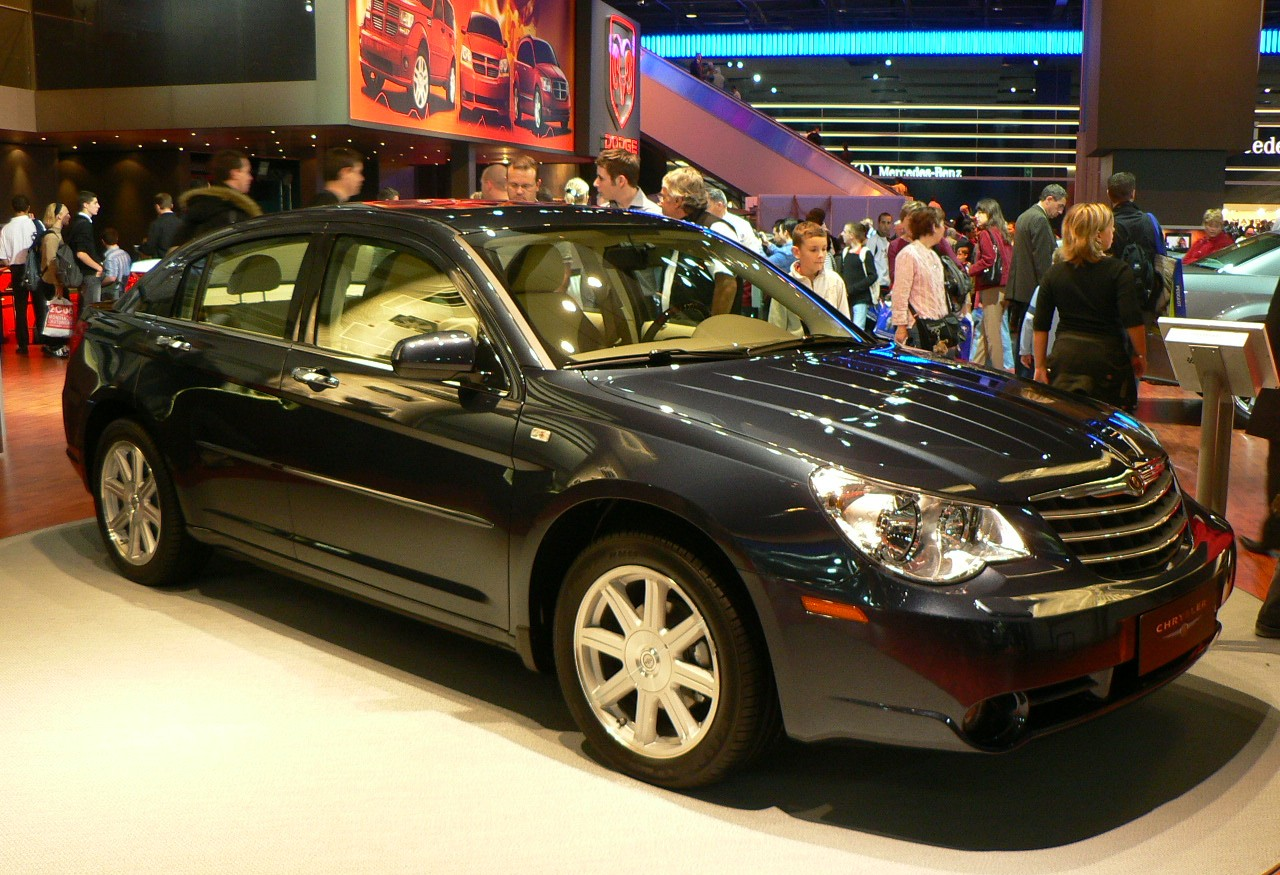
クライスラー セブリング
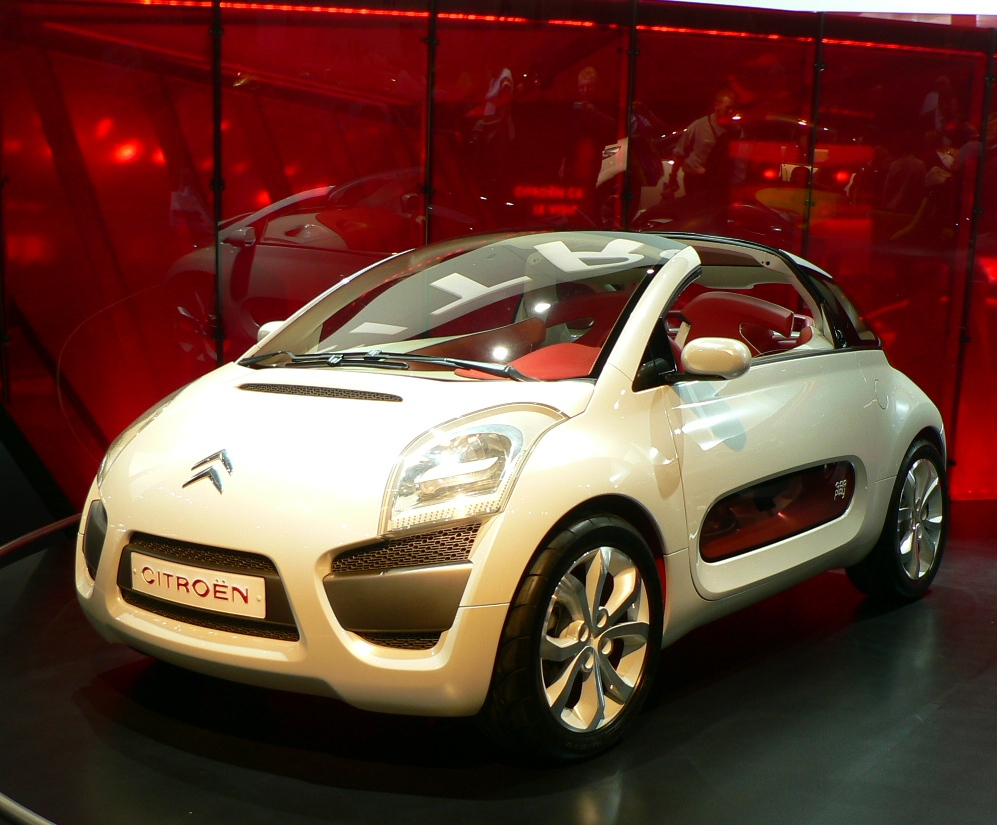
シトロエン C-Airplay
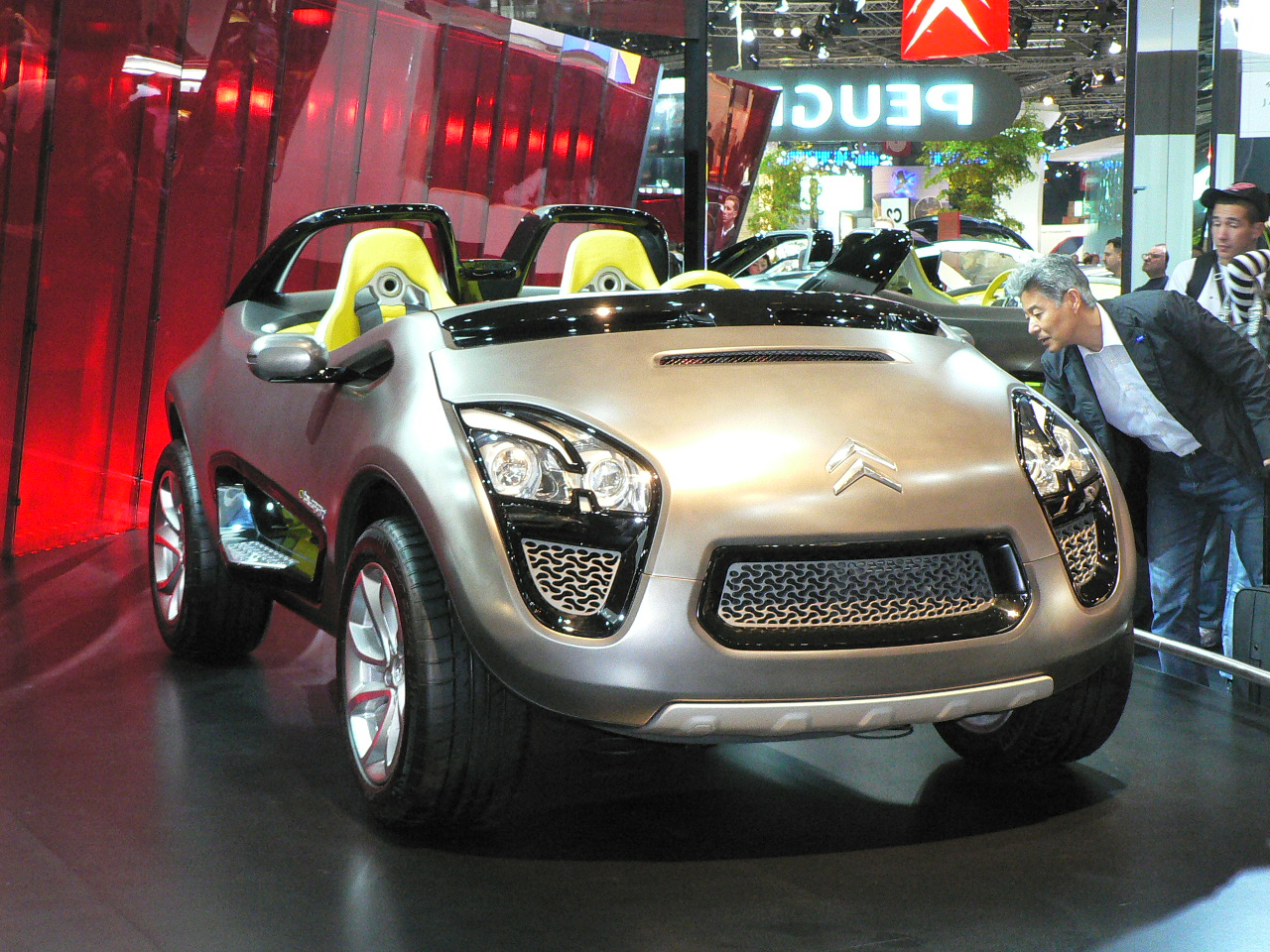
シトロエン C-Buggy
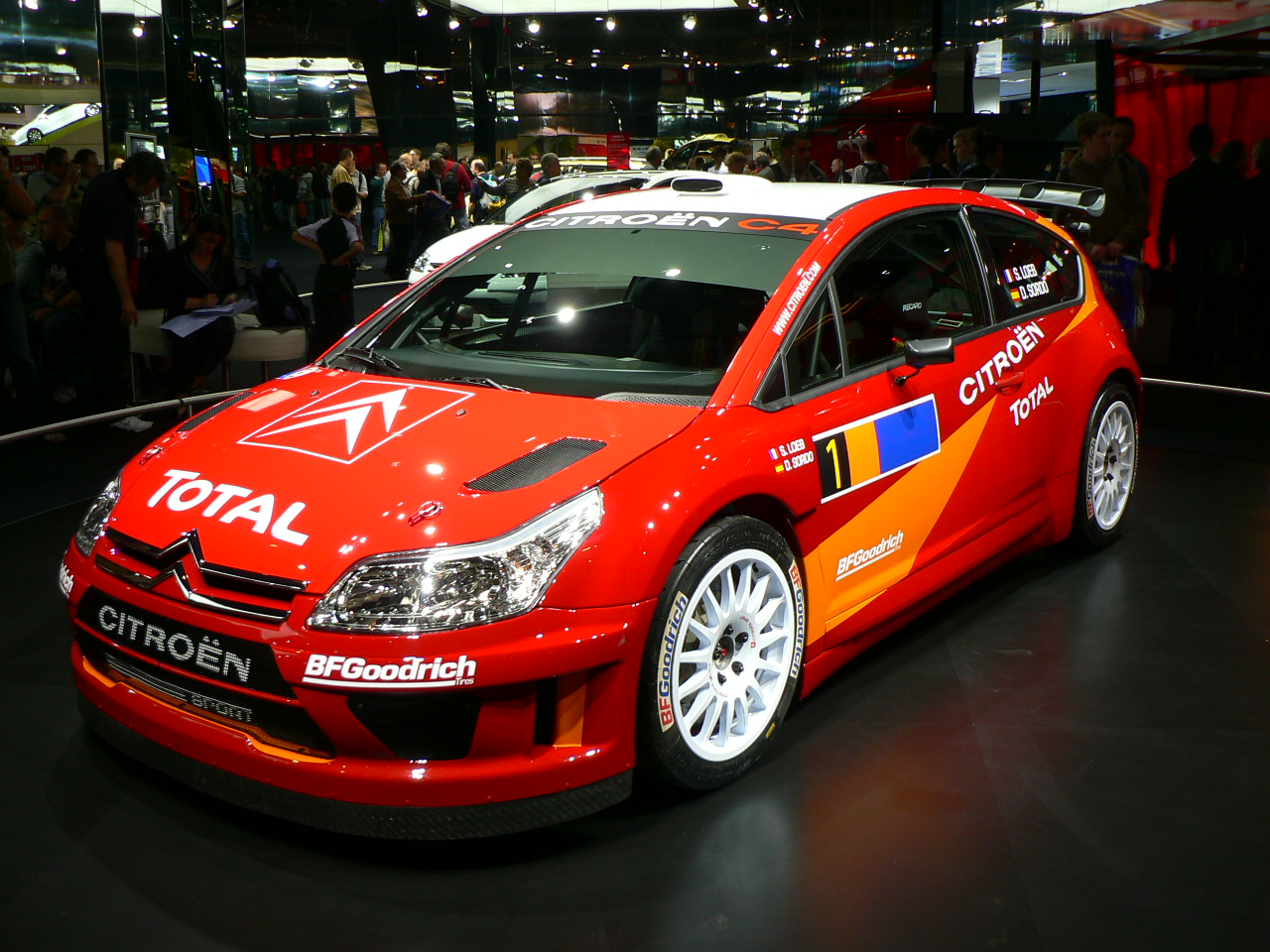
シトロエン・C4 WRC
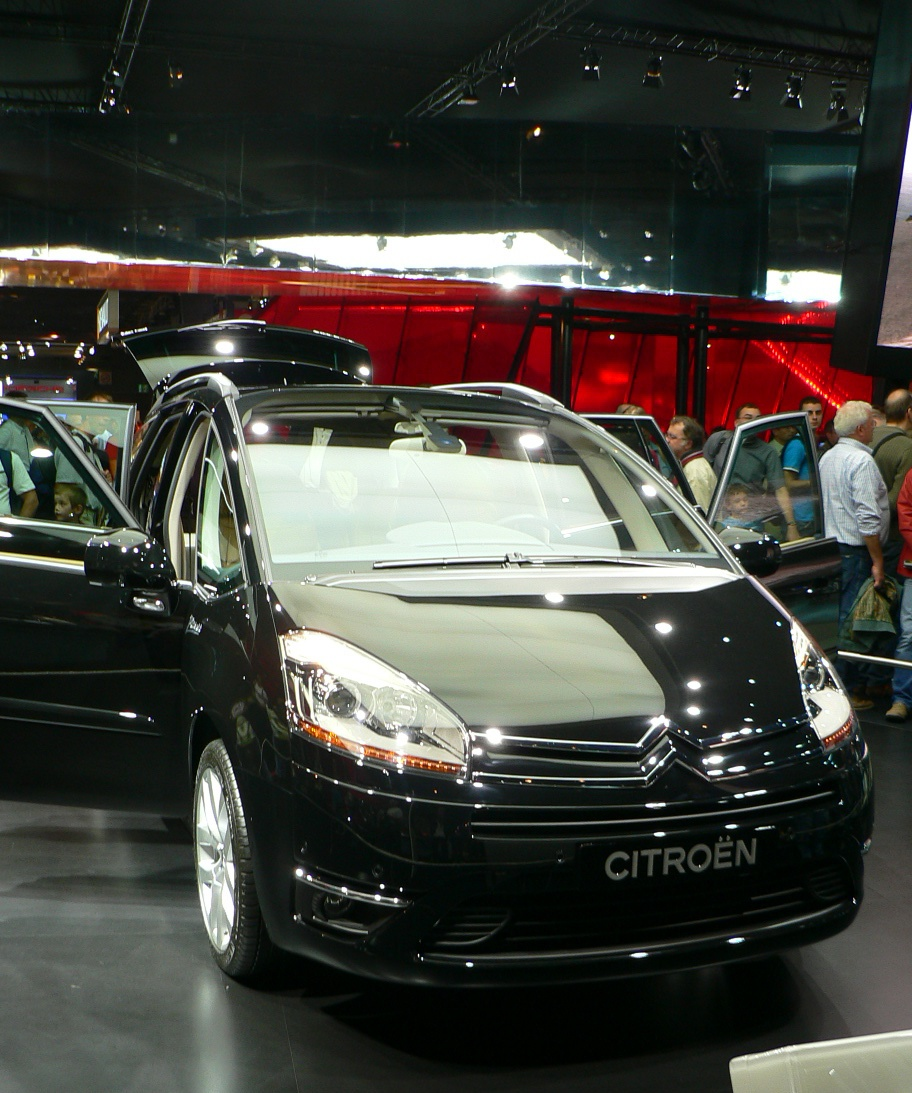
シトロエン・C4ピカソ
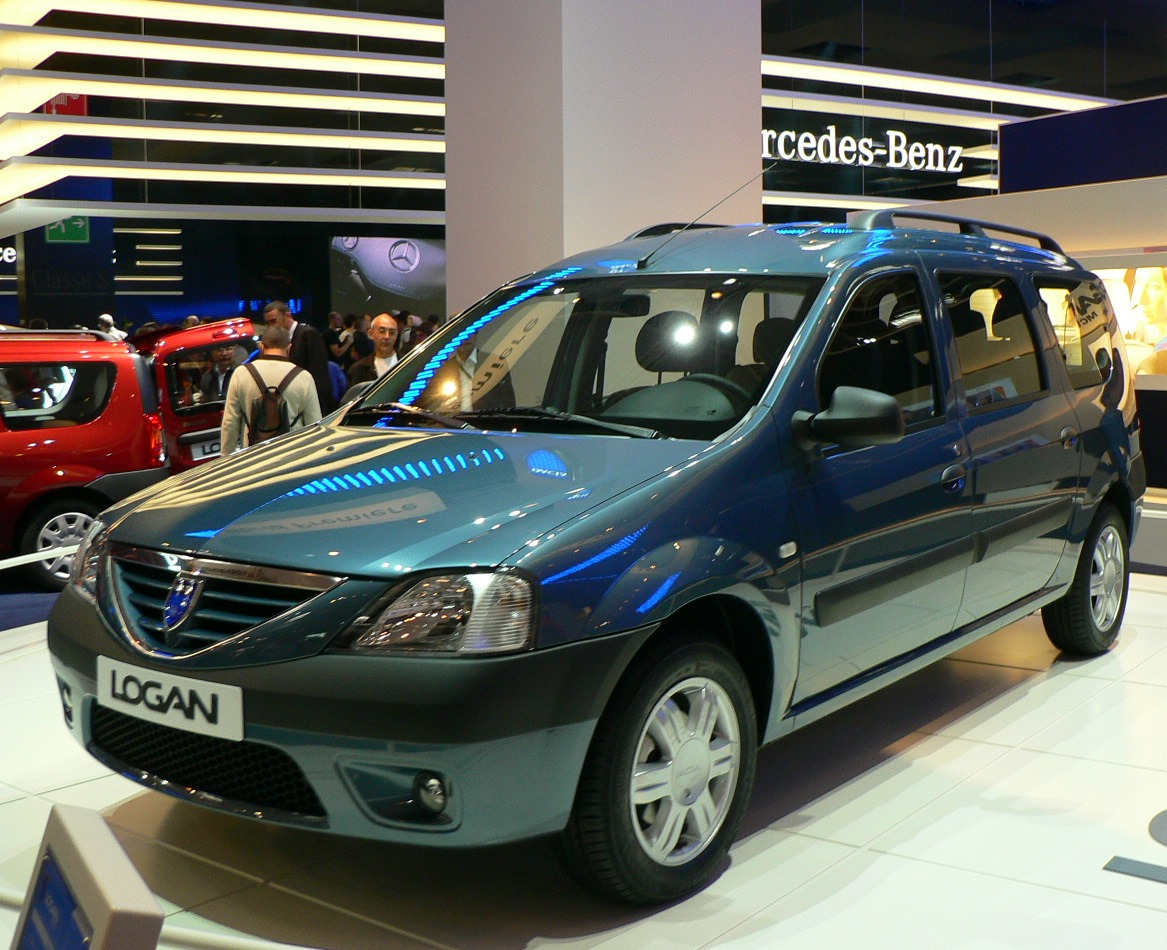
ダチア・ロガン ブレク
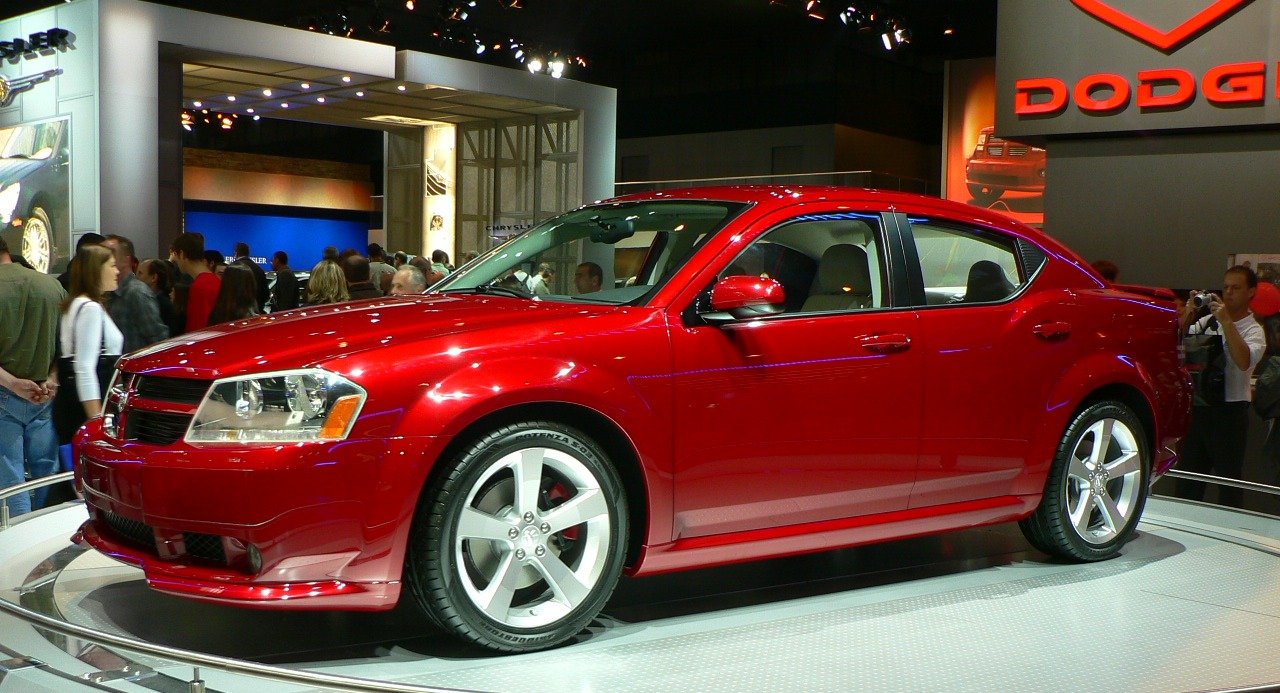
ダッジ・アベンジャー コンセプトモデル
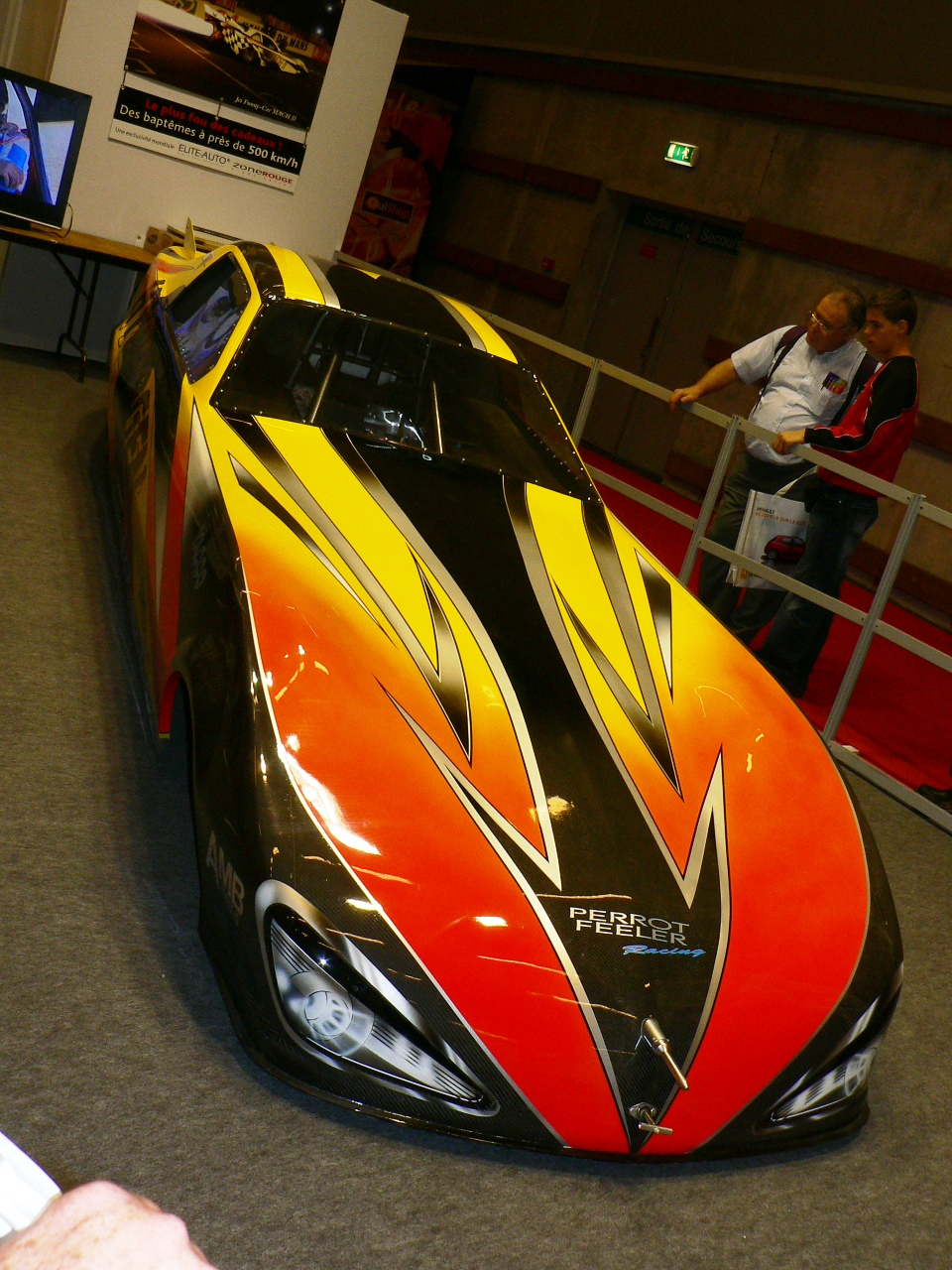
Dragster
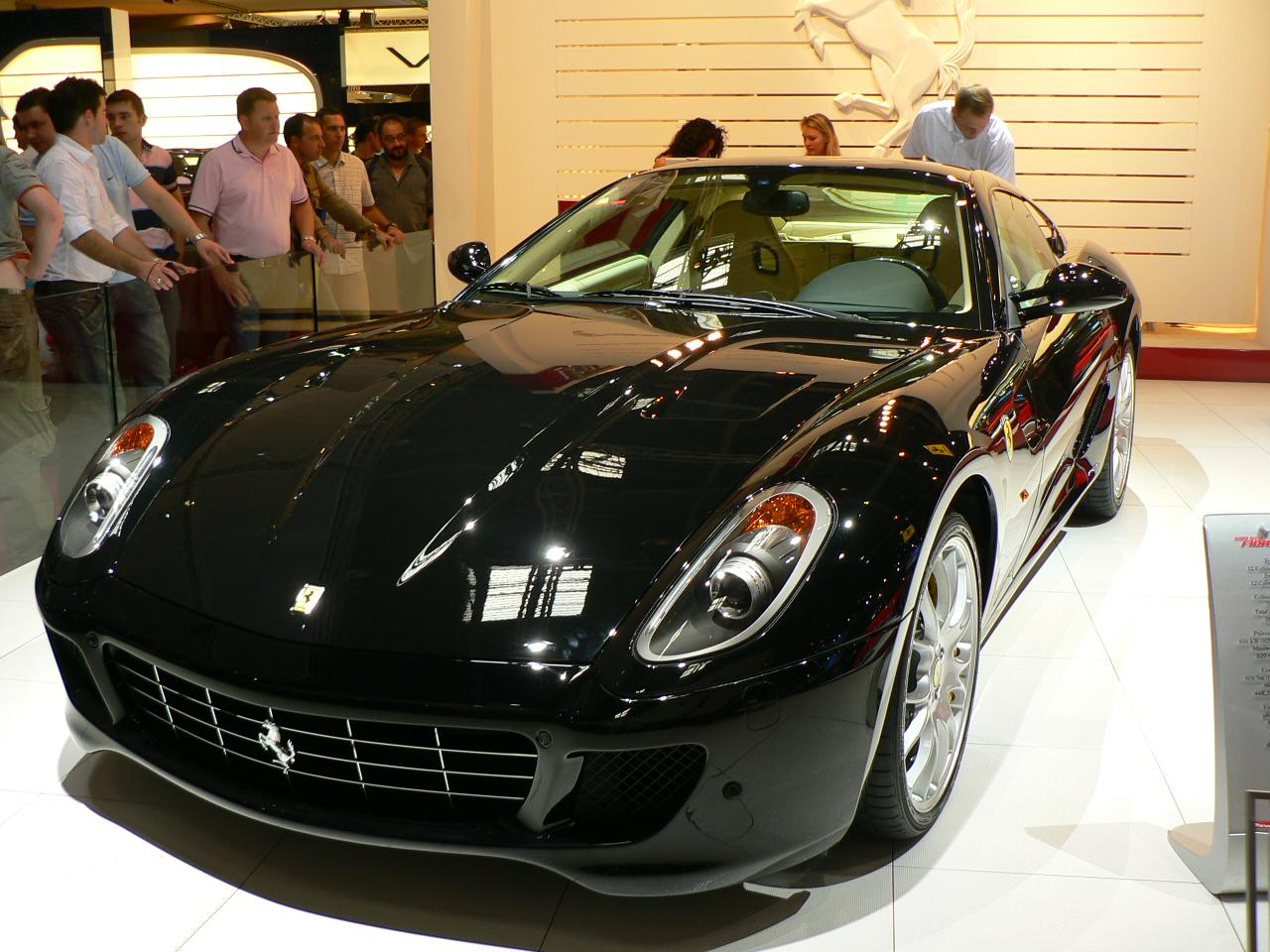
フェラーリ・599GTBフィオラノ
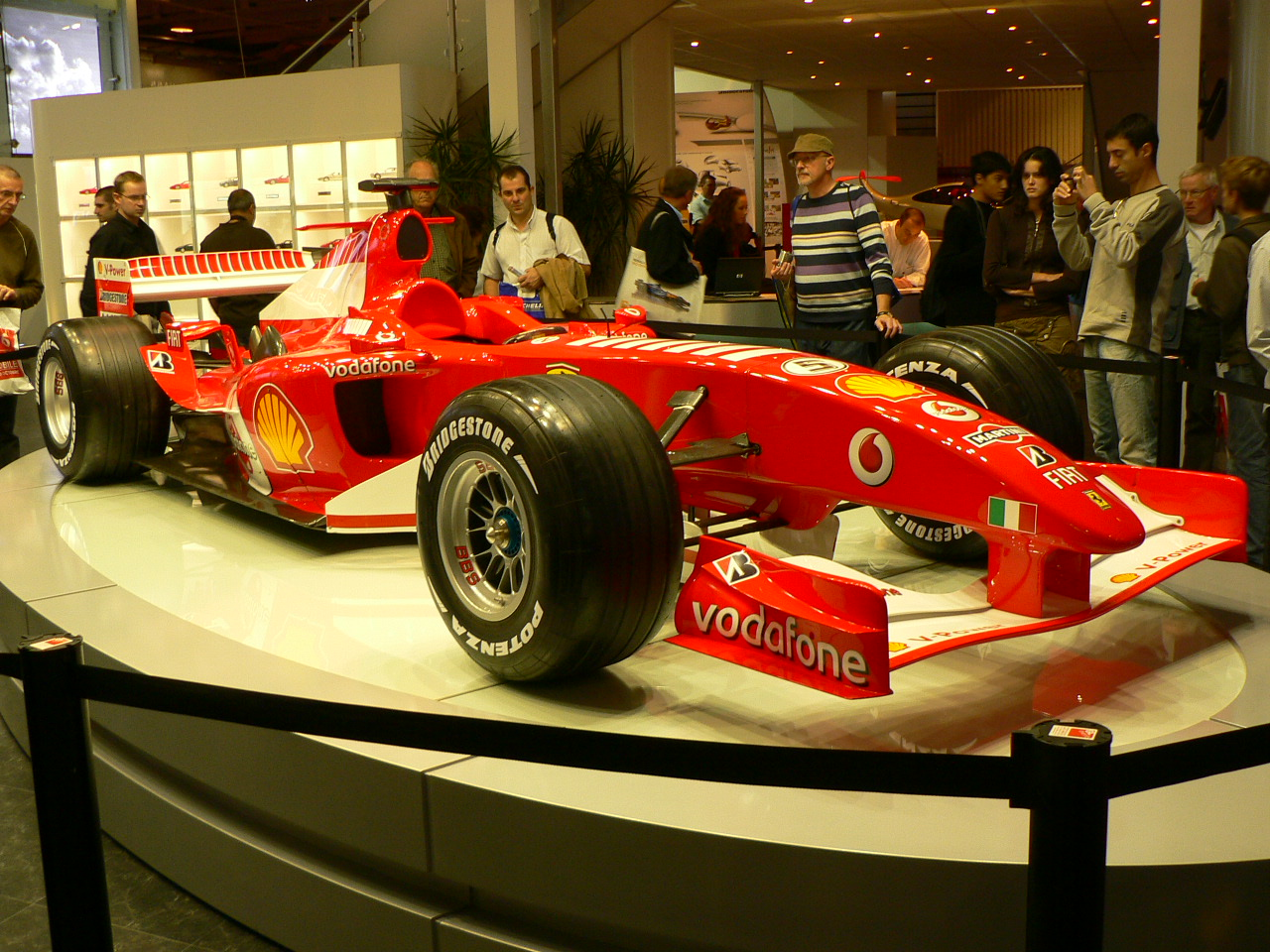
フェラーリ・248F1
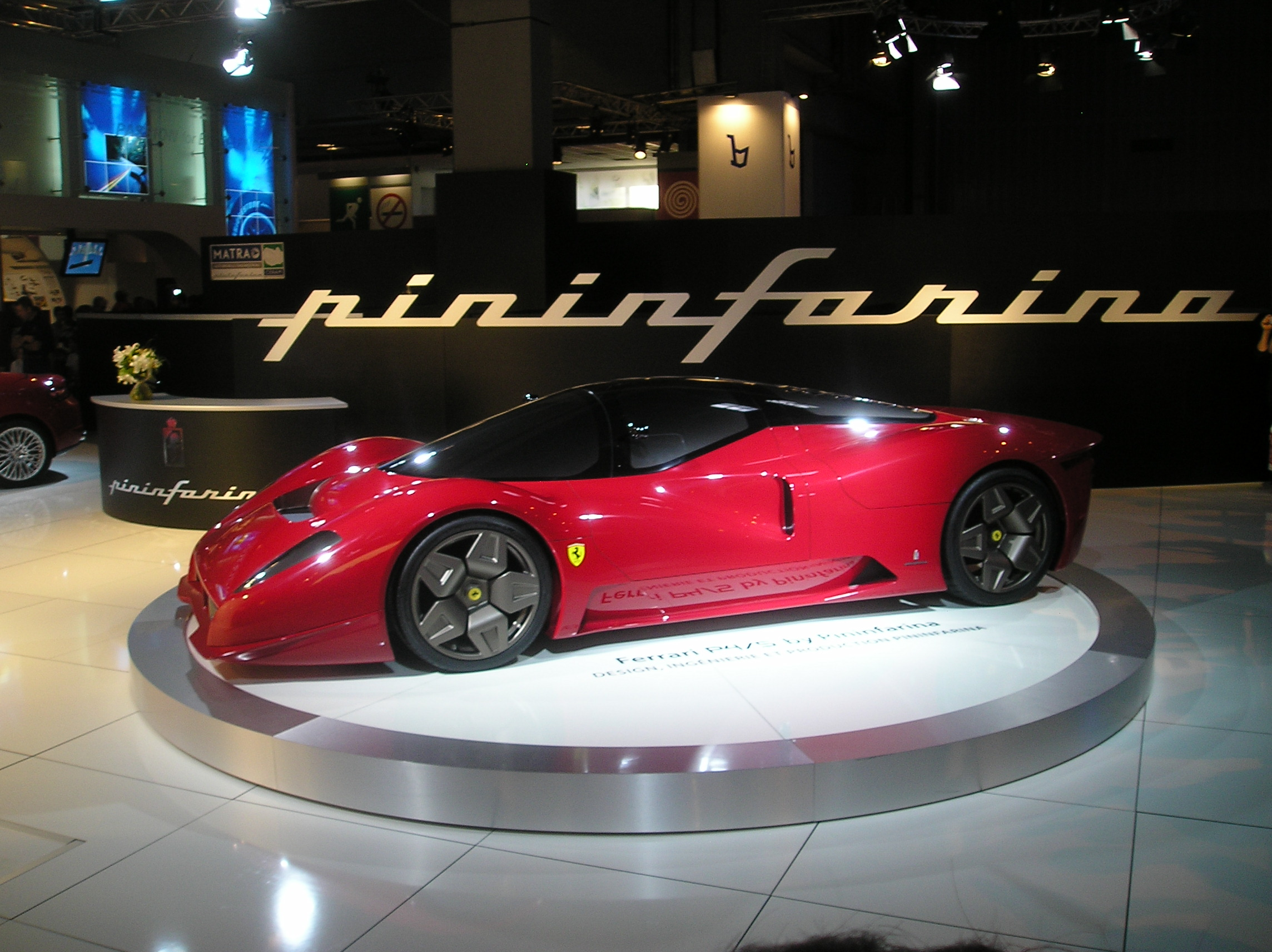
P4/5 ピニンファリーナ
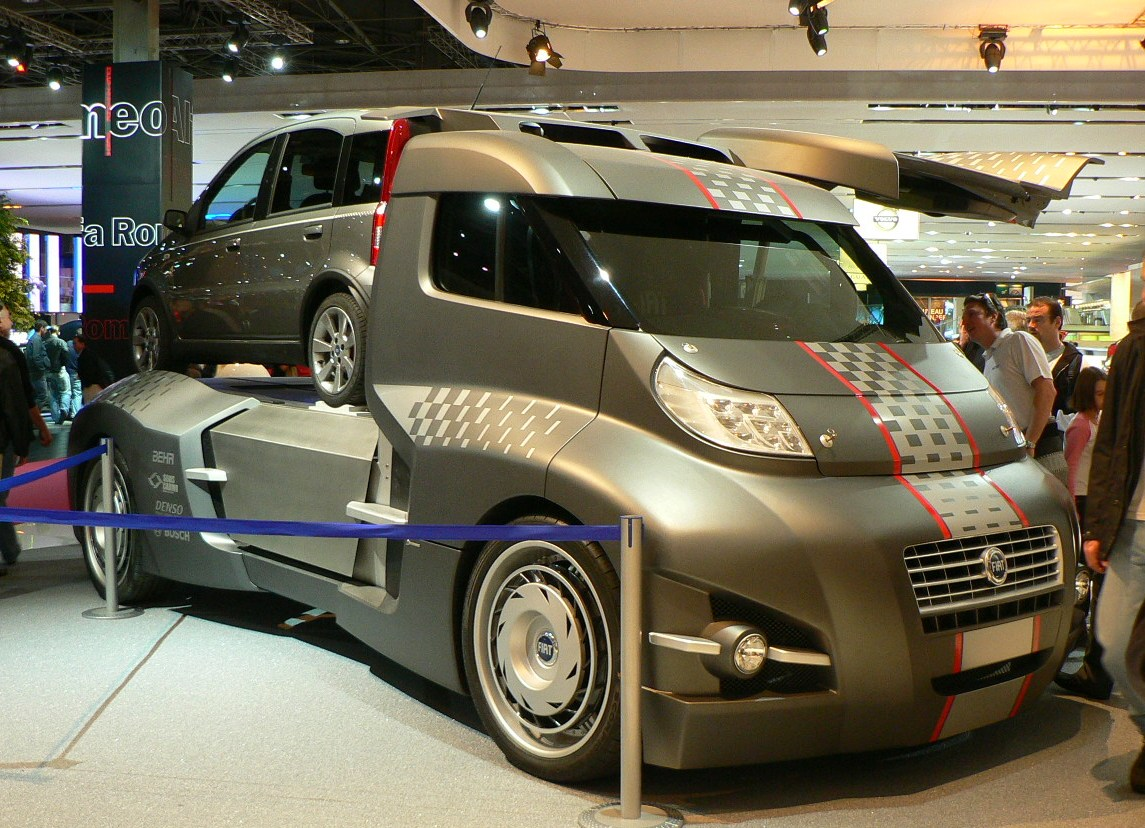
フィアット カミオン
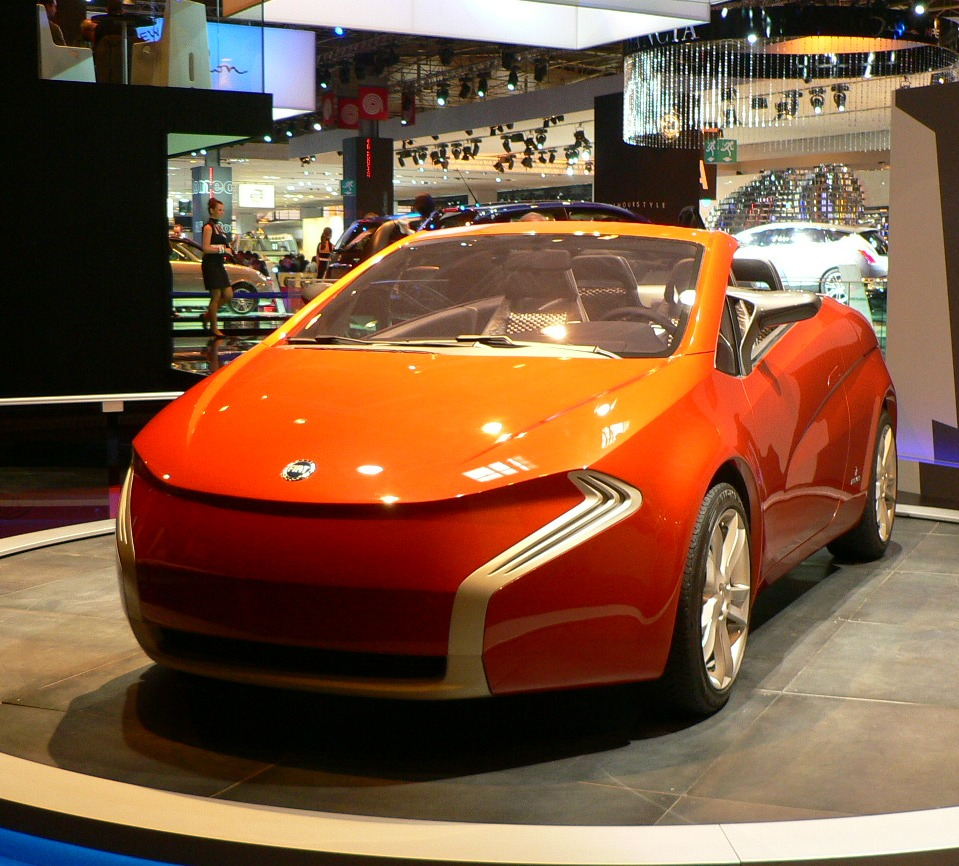
フィアット Suagna
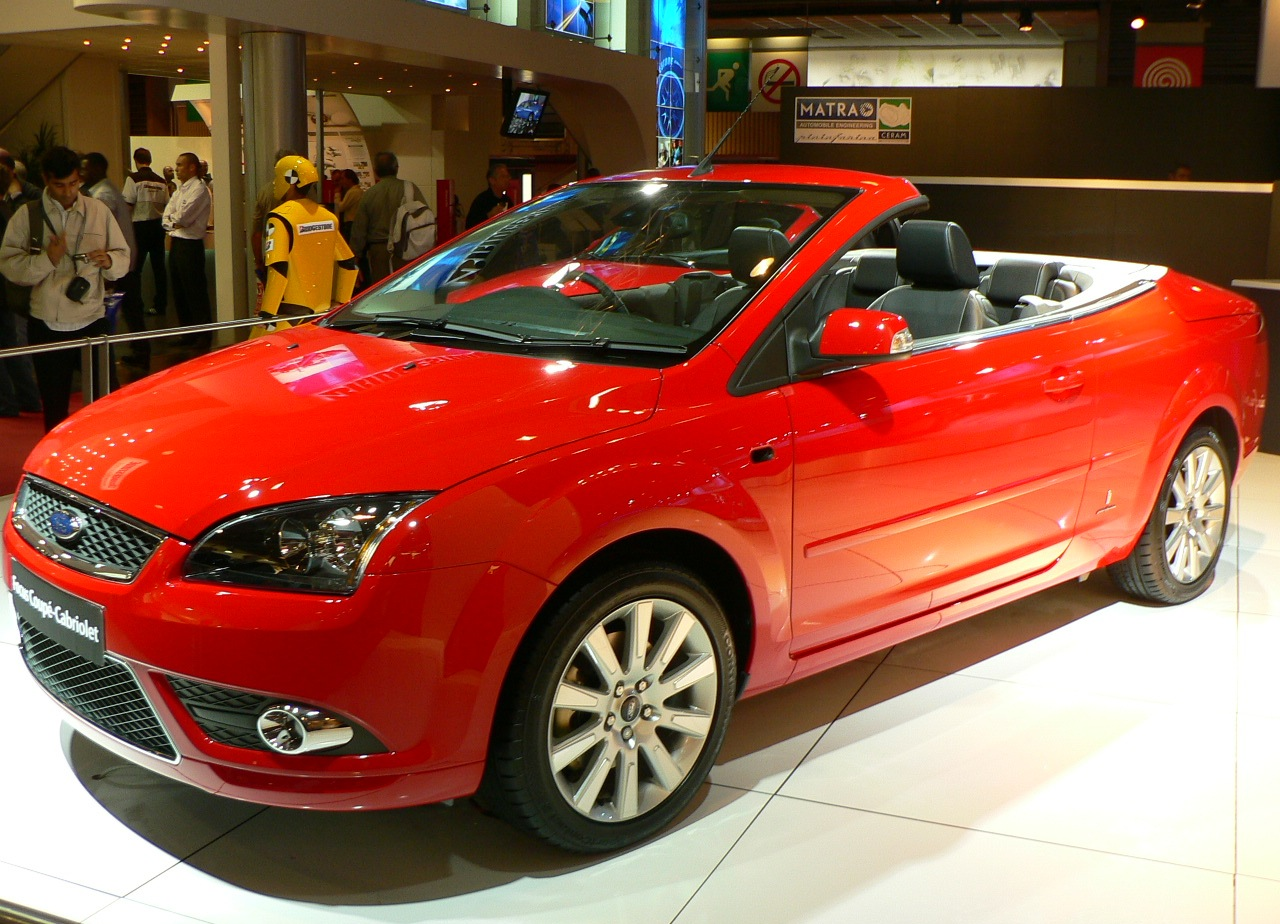
フォード・フォーカス CC
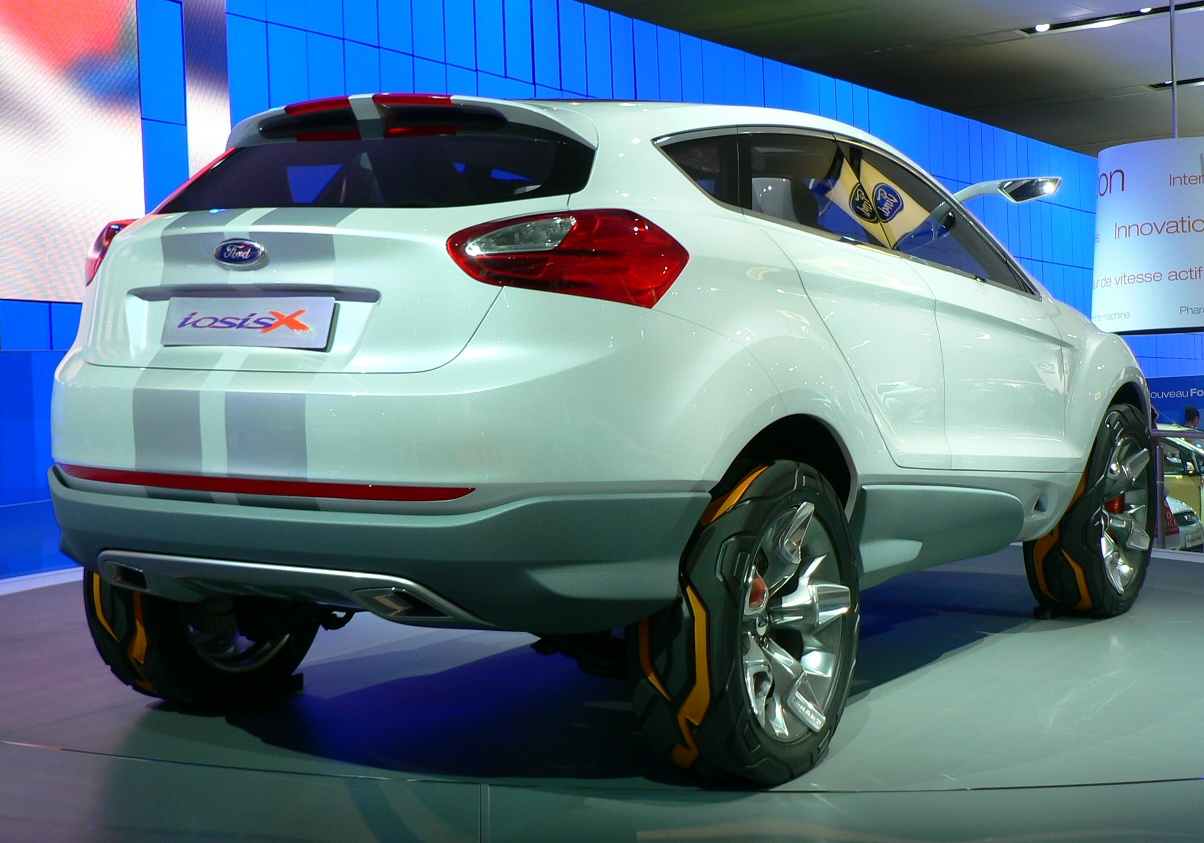
フォード Iosis X コンセプトモデル
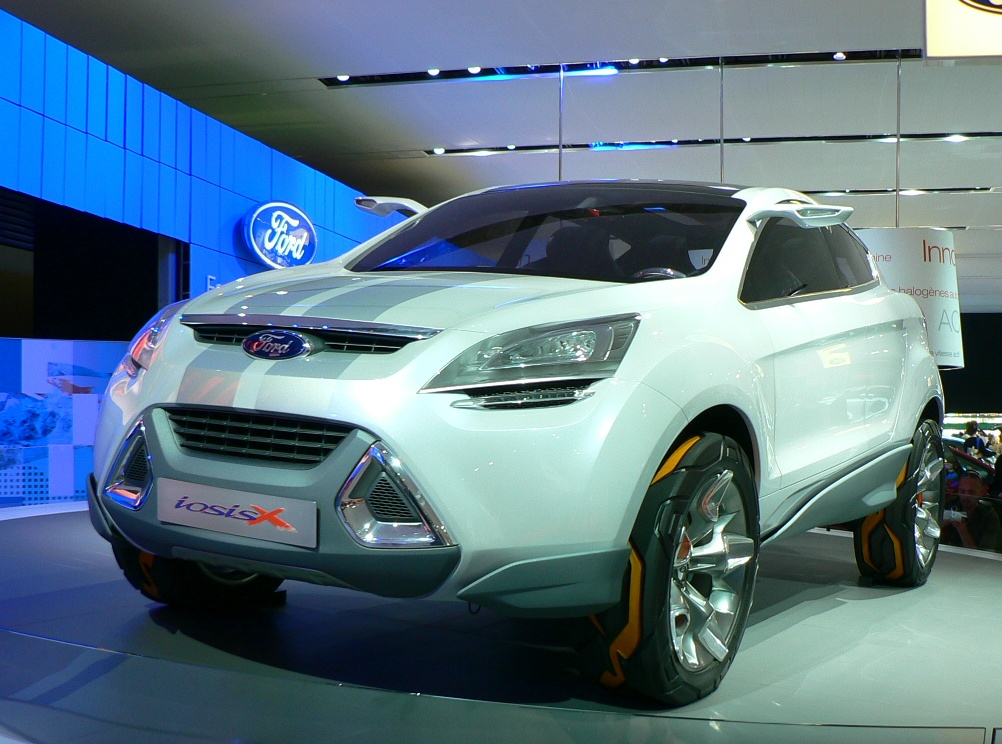
フォード Iosis X コンセプトモデル
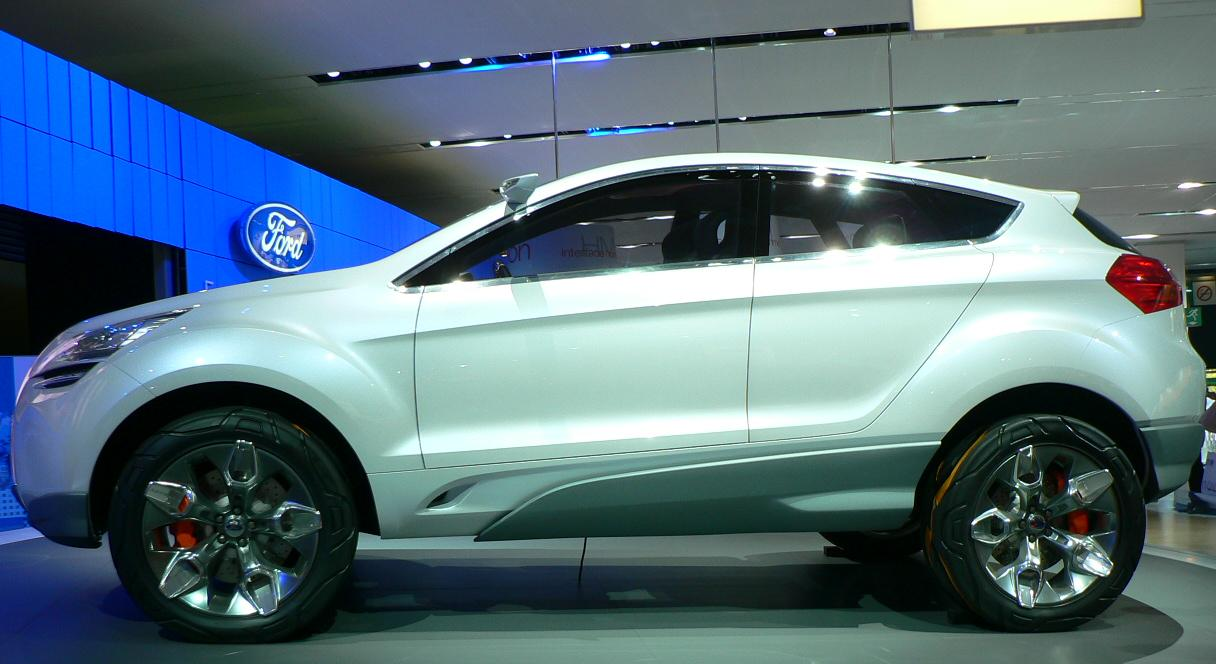
フォード Iosis X コンセプトモデル
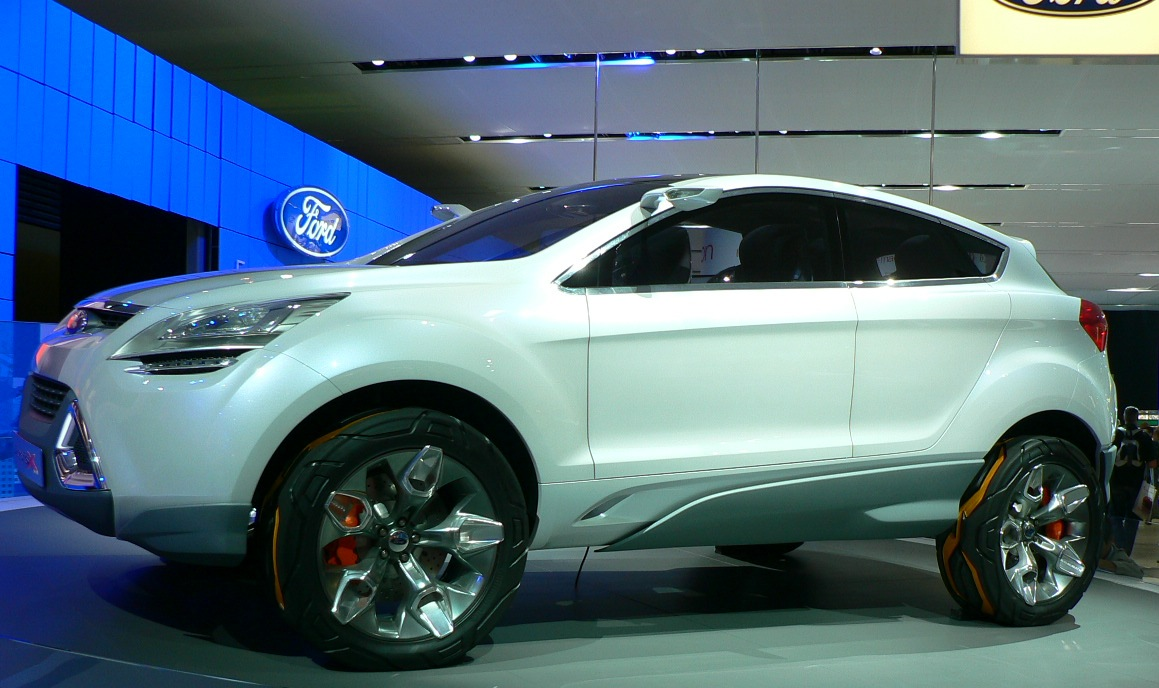
フォード Iosis X コンセプトモデル
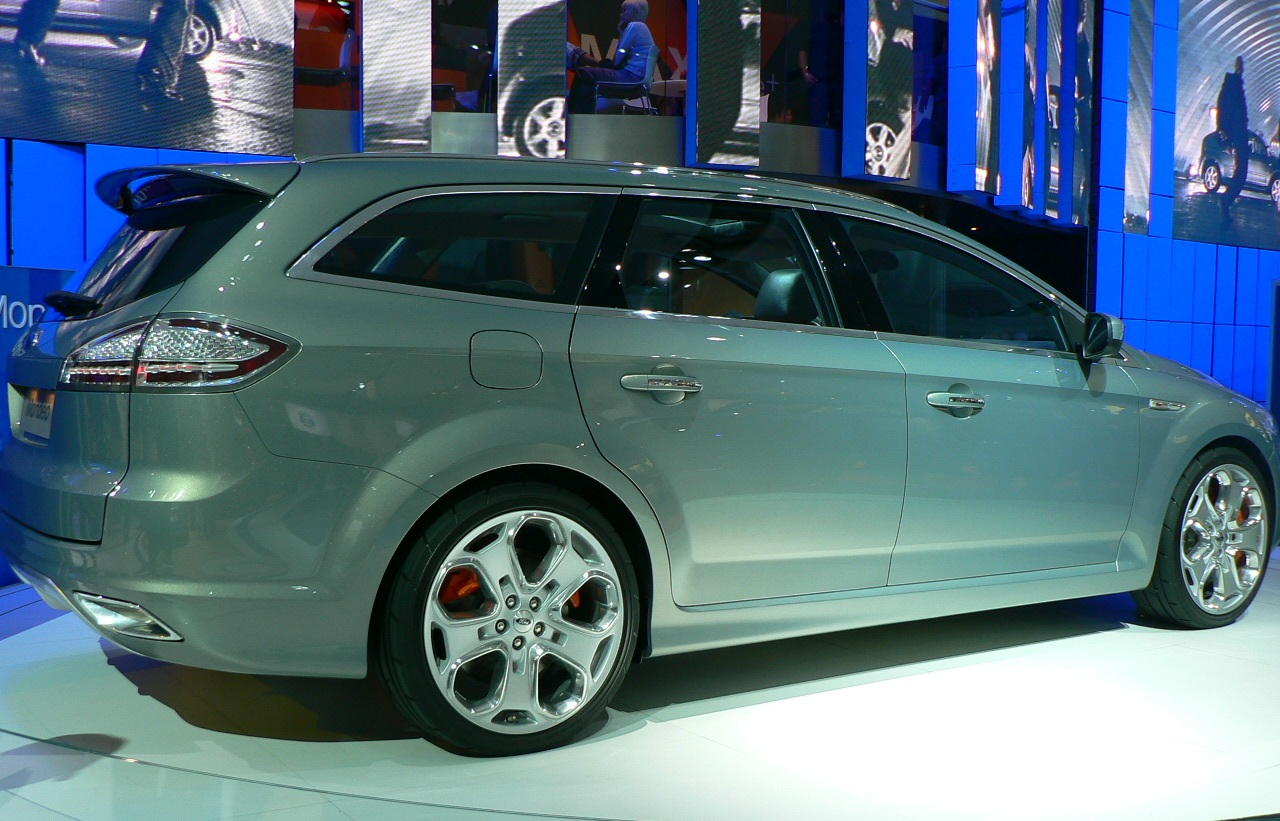
フォード・モンデオ ブレク
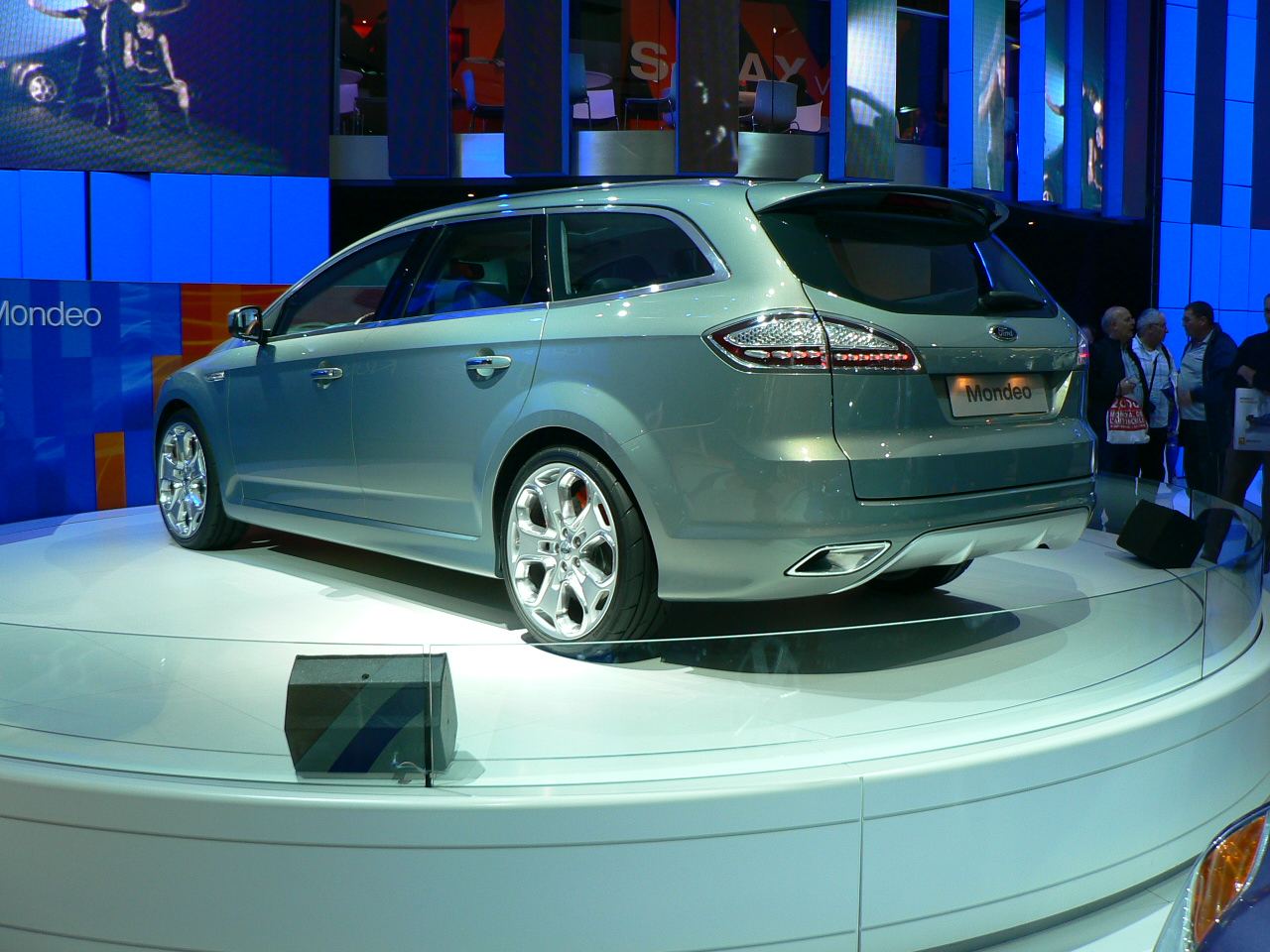
フォード・モンデオ ブレク
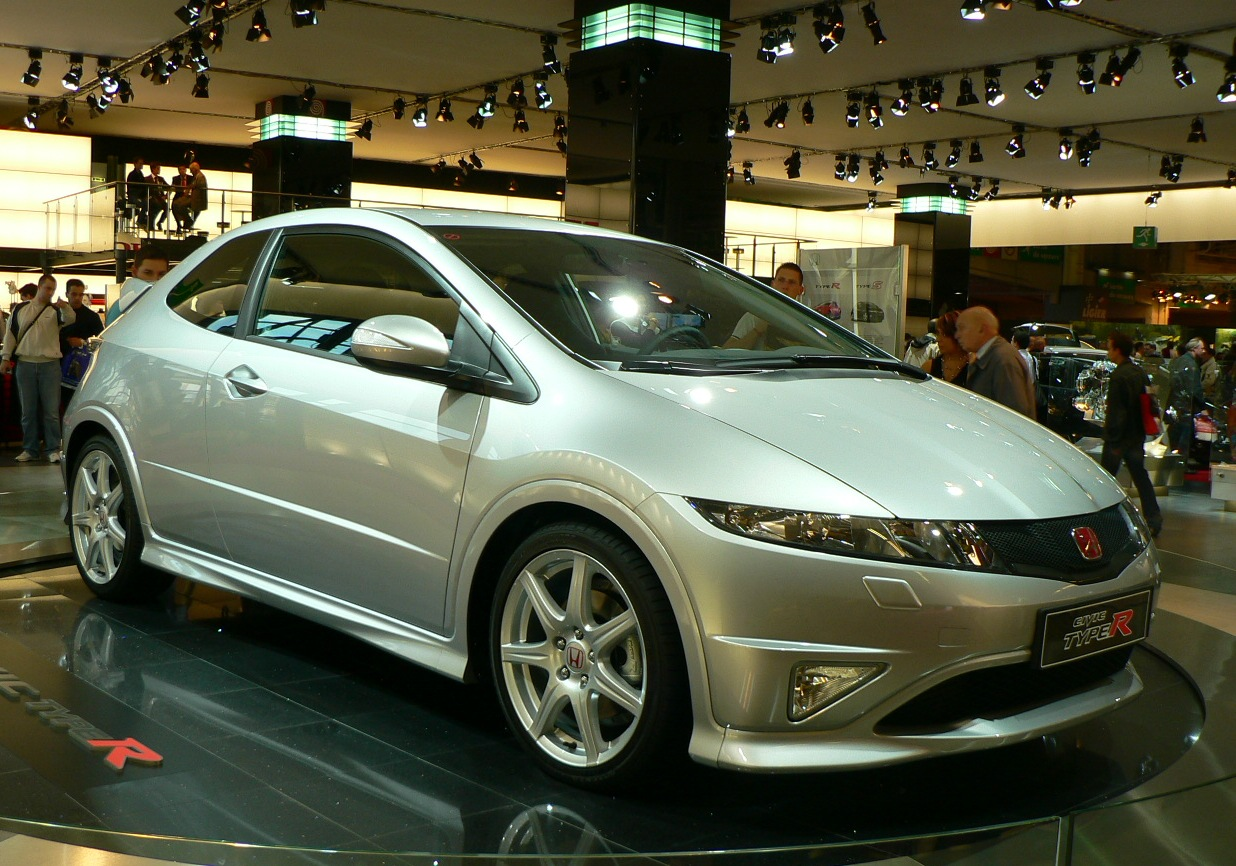
ホンダ・シビックタイプR
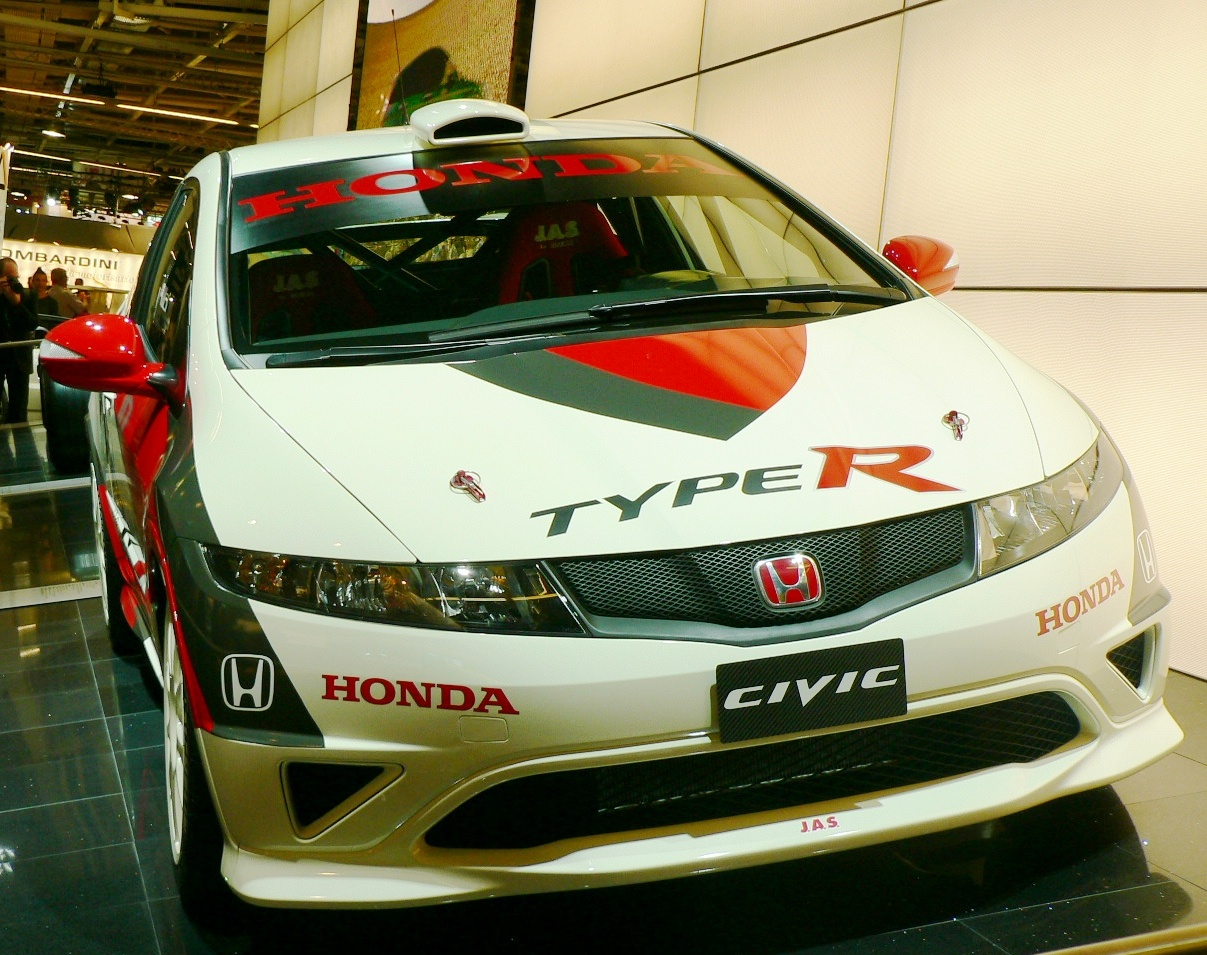
ホンダ・シビックタイプR
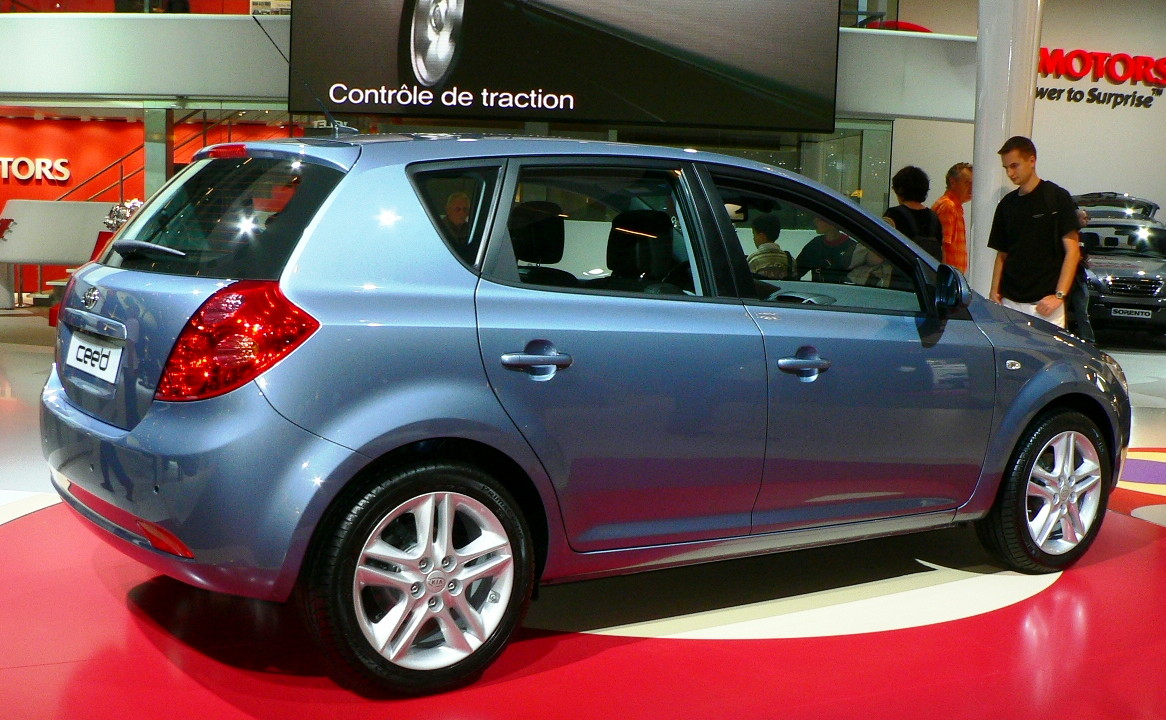
キア・シード
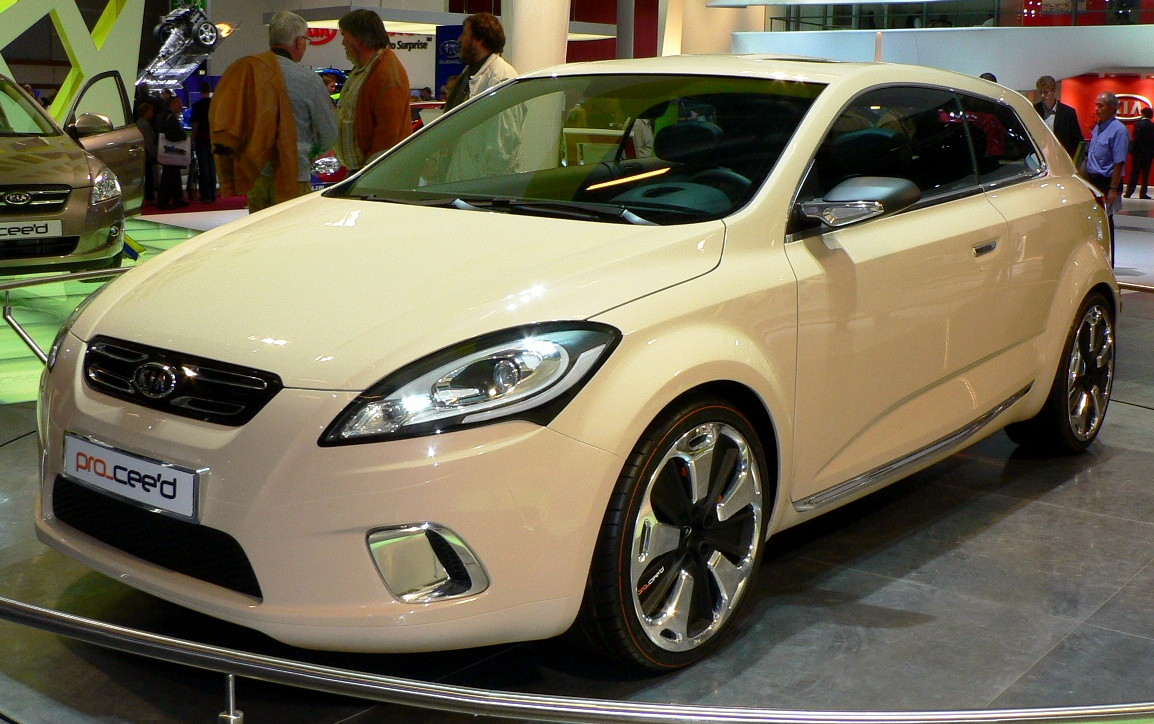
キア・プロシード
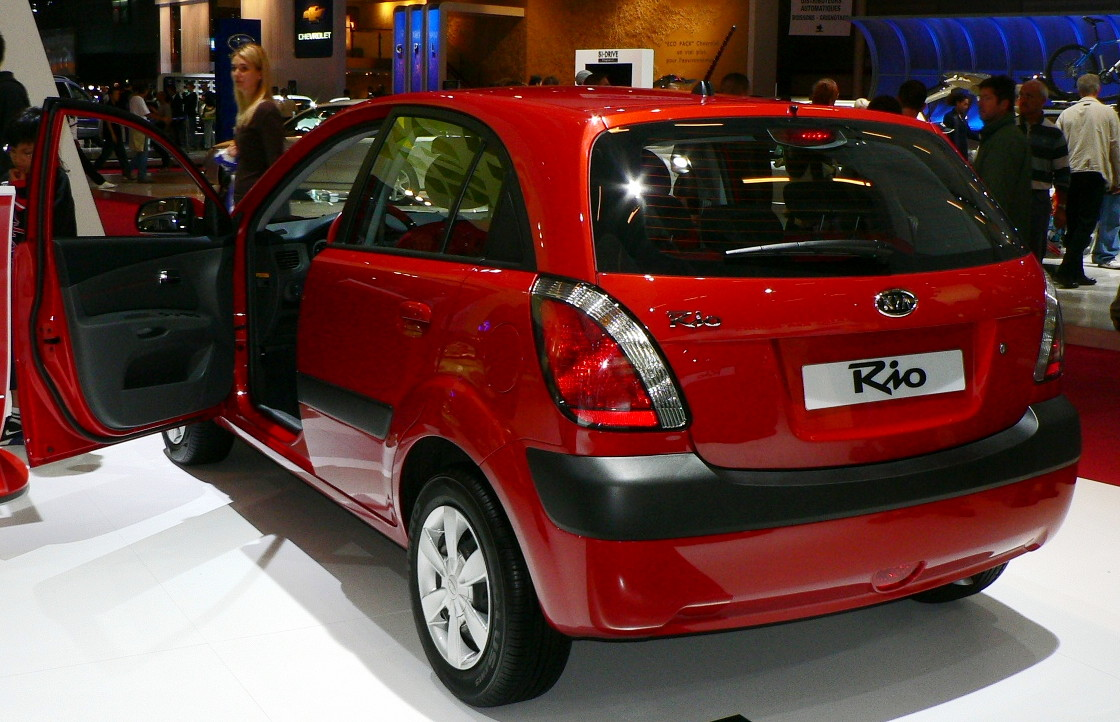
キア・リオ
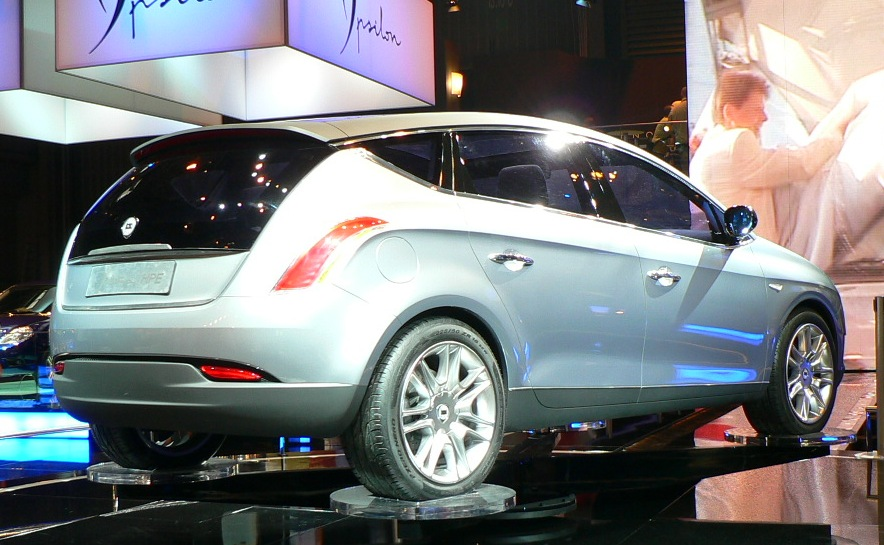
ランチア・デルタ HPE
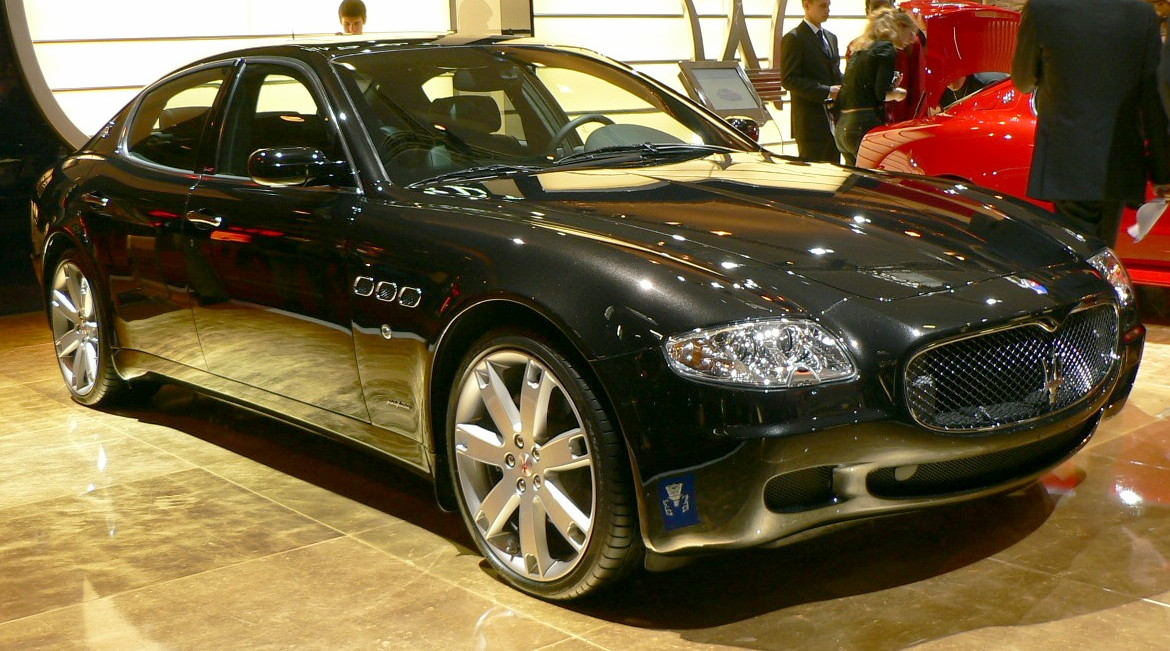
マセラティ クアトロポルテ
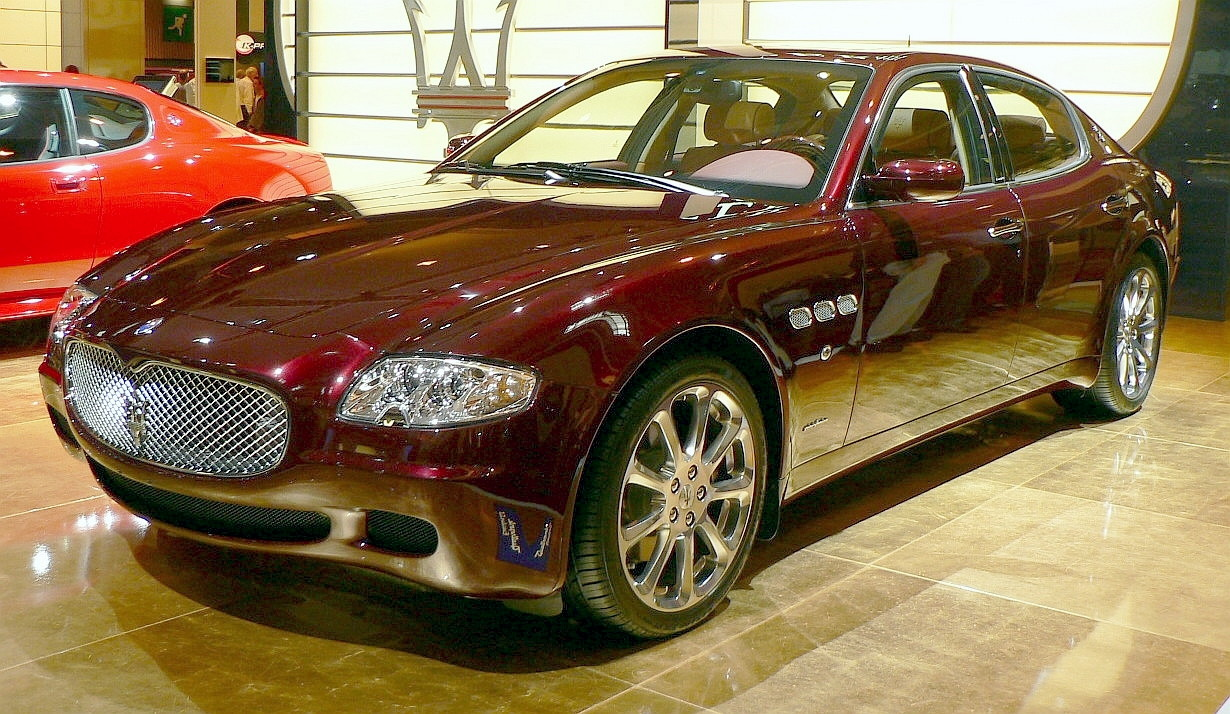
マセラティ クアトロポルテ
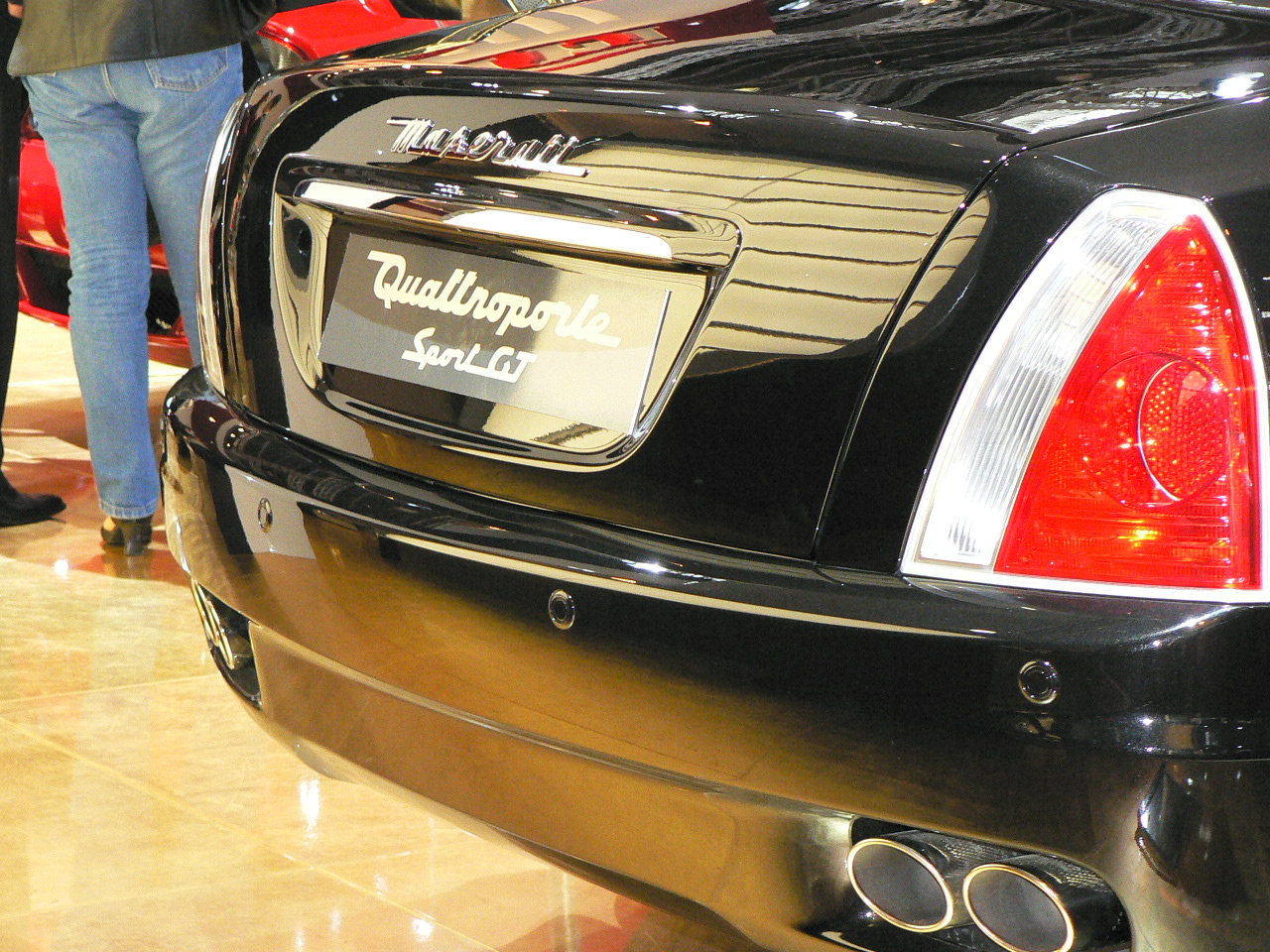
マセラティ クアトロポルテ
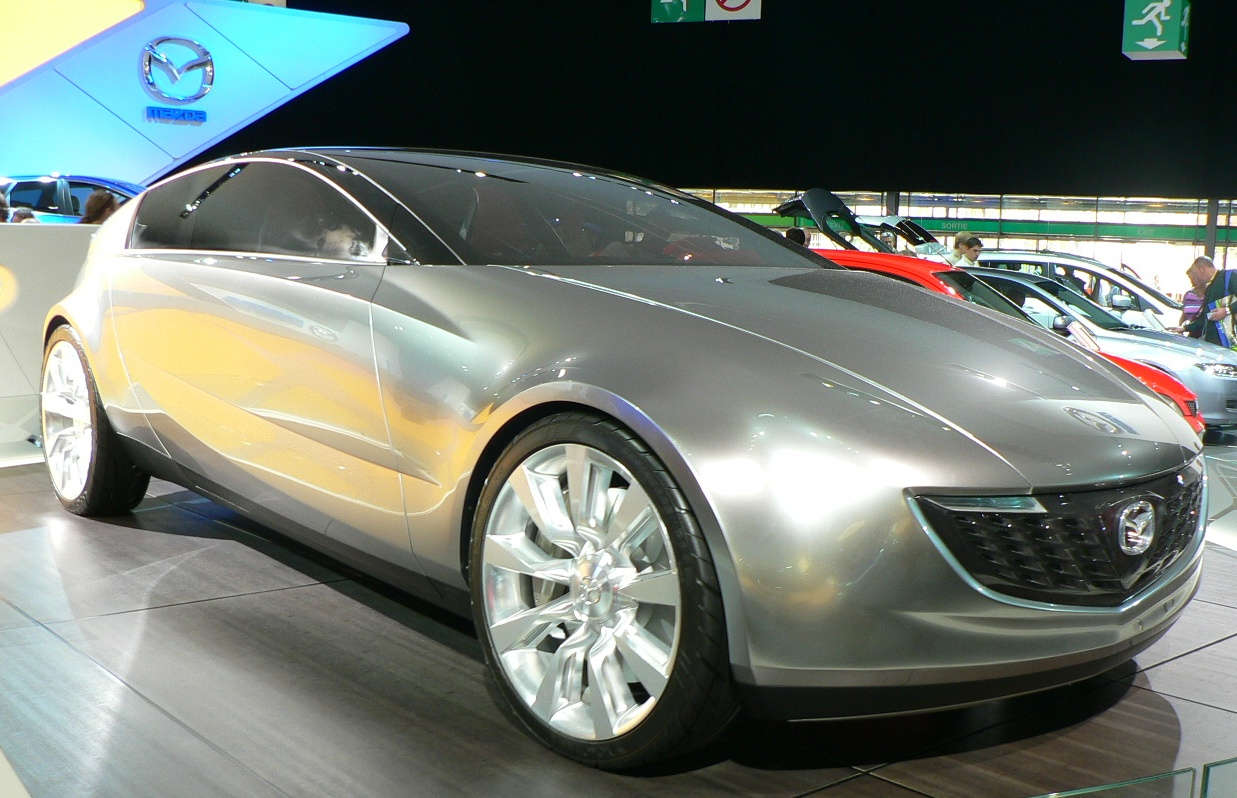
マツダ 先駆(Senku) コンセプトモデル
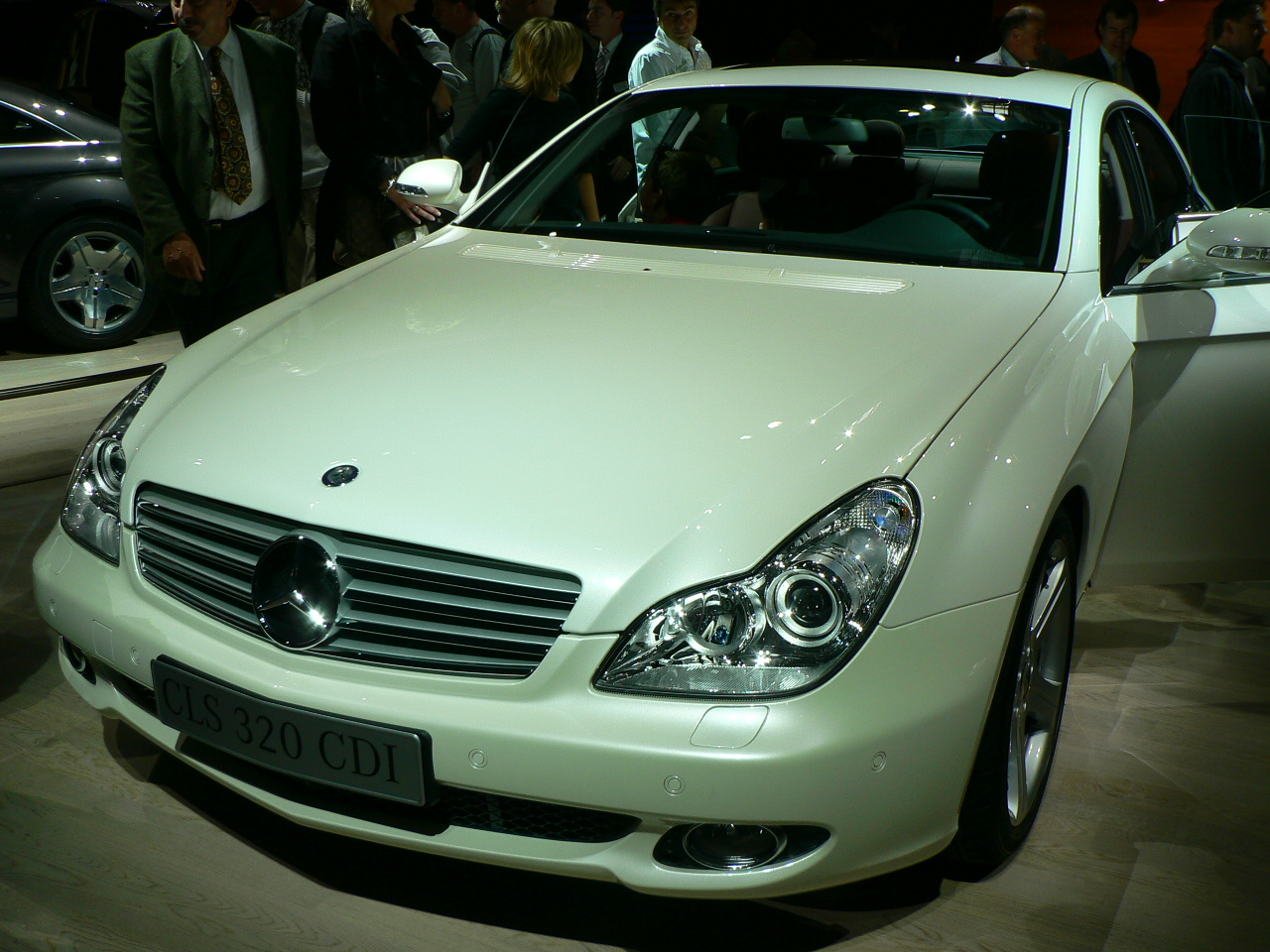
メルセデス・ベンツ・CLSクラス CLS 320
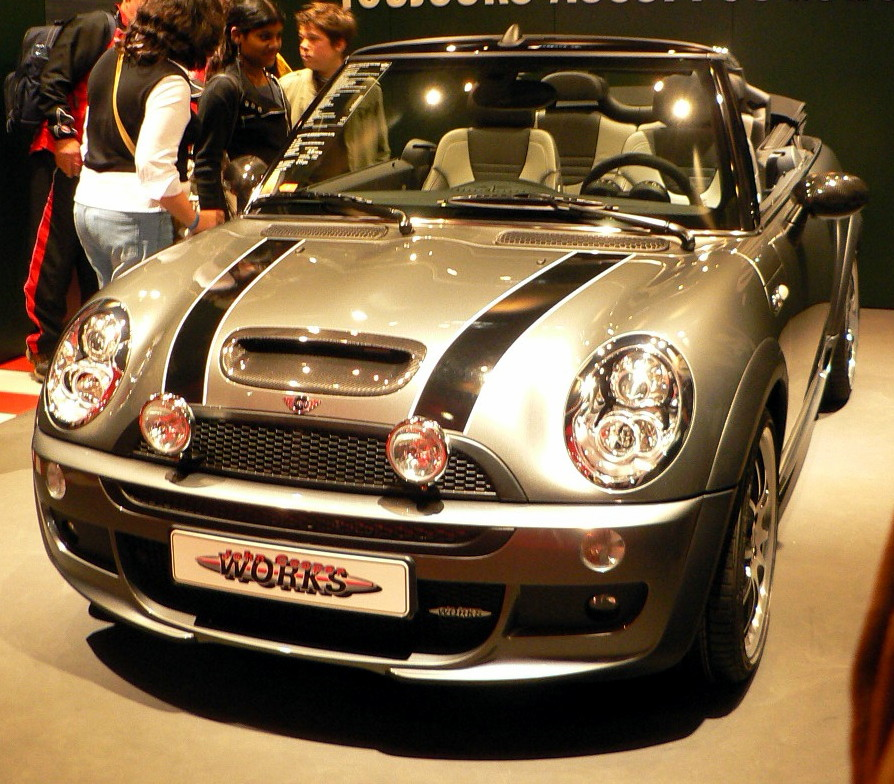
Mini Cooper Works
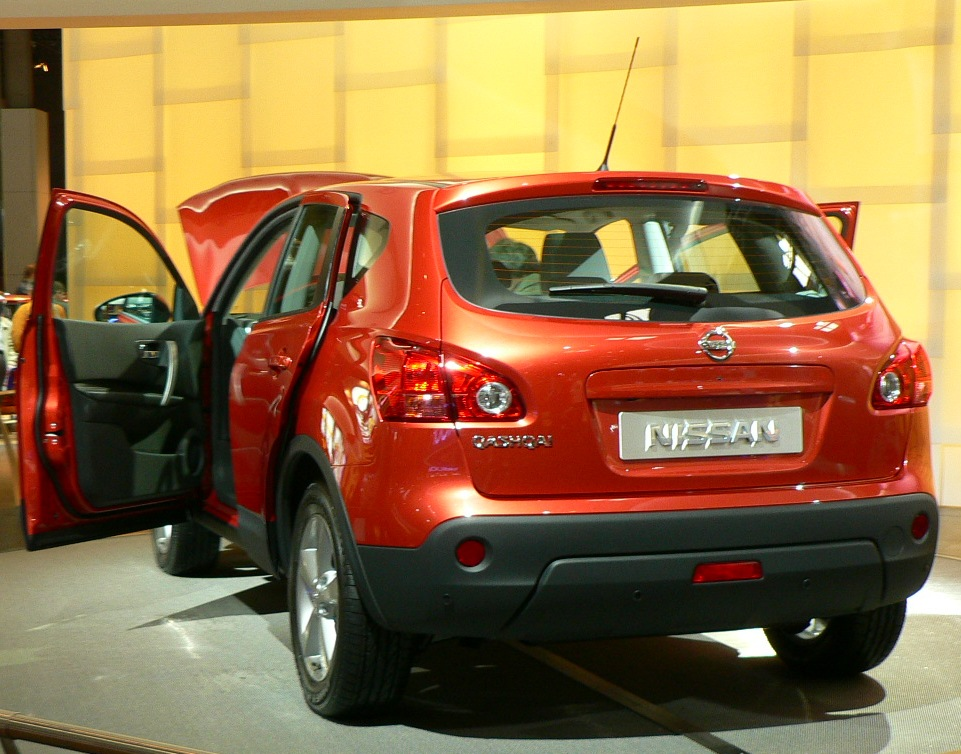
日産・キャシュカイ
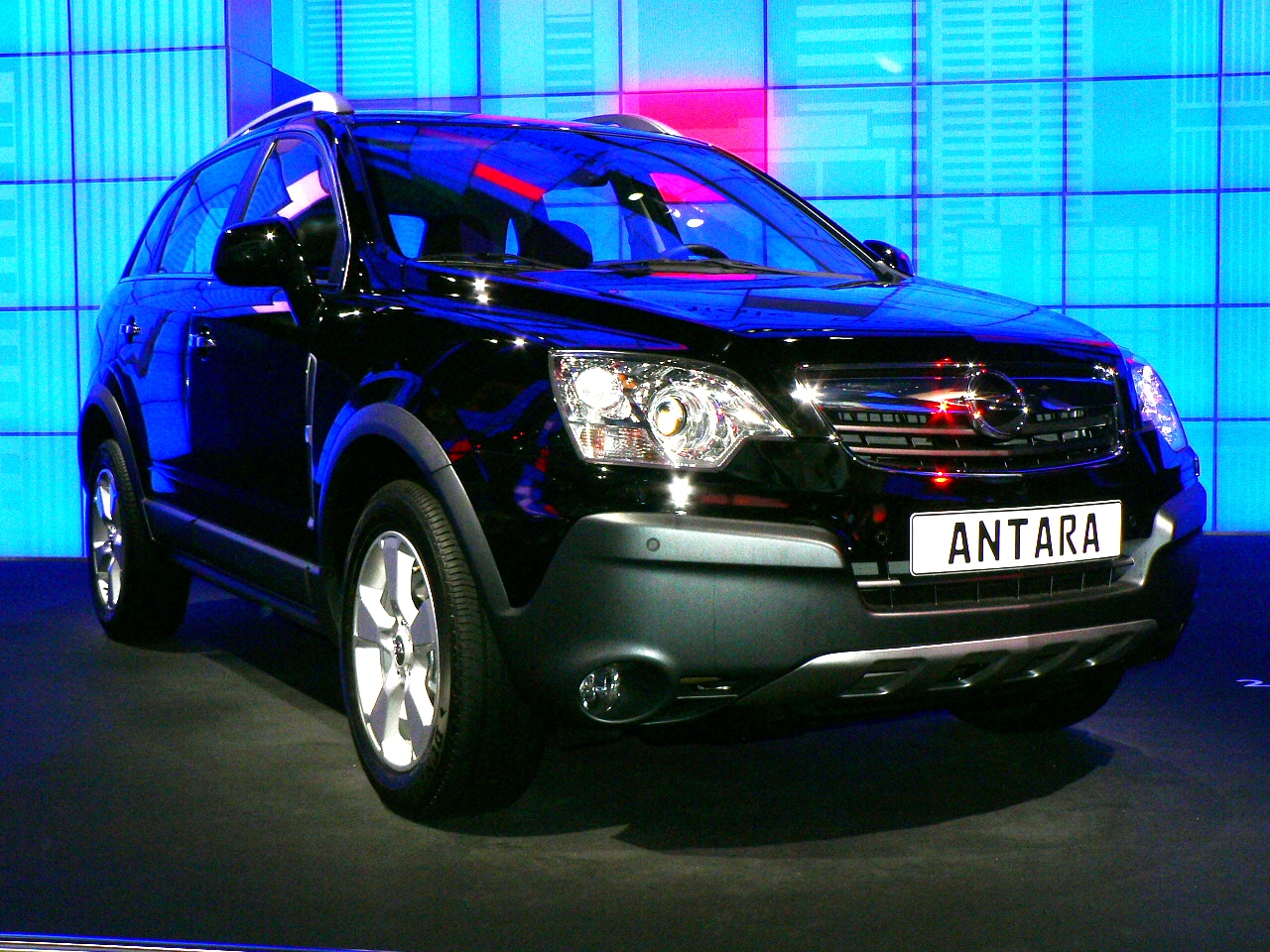
オペル・アンタラ
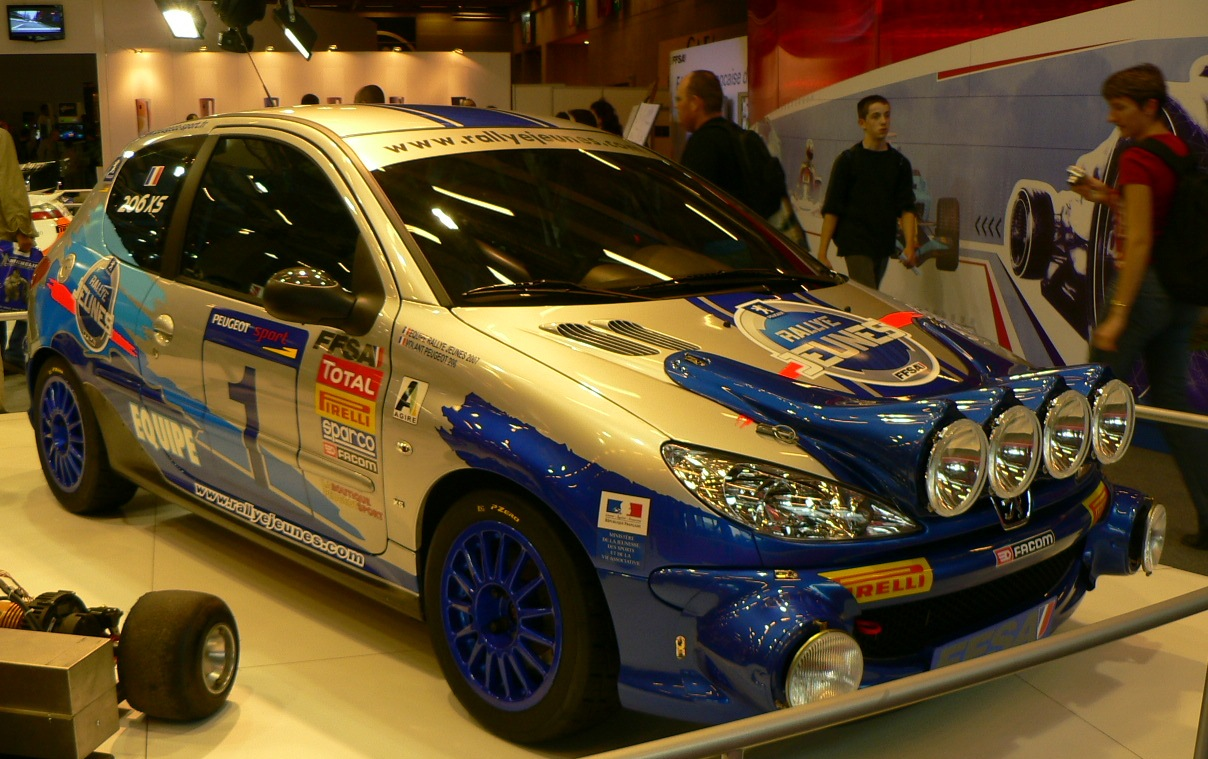
プジョー・206 ラリー仕様
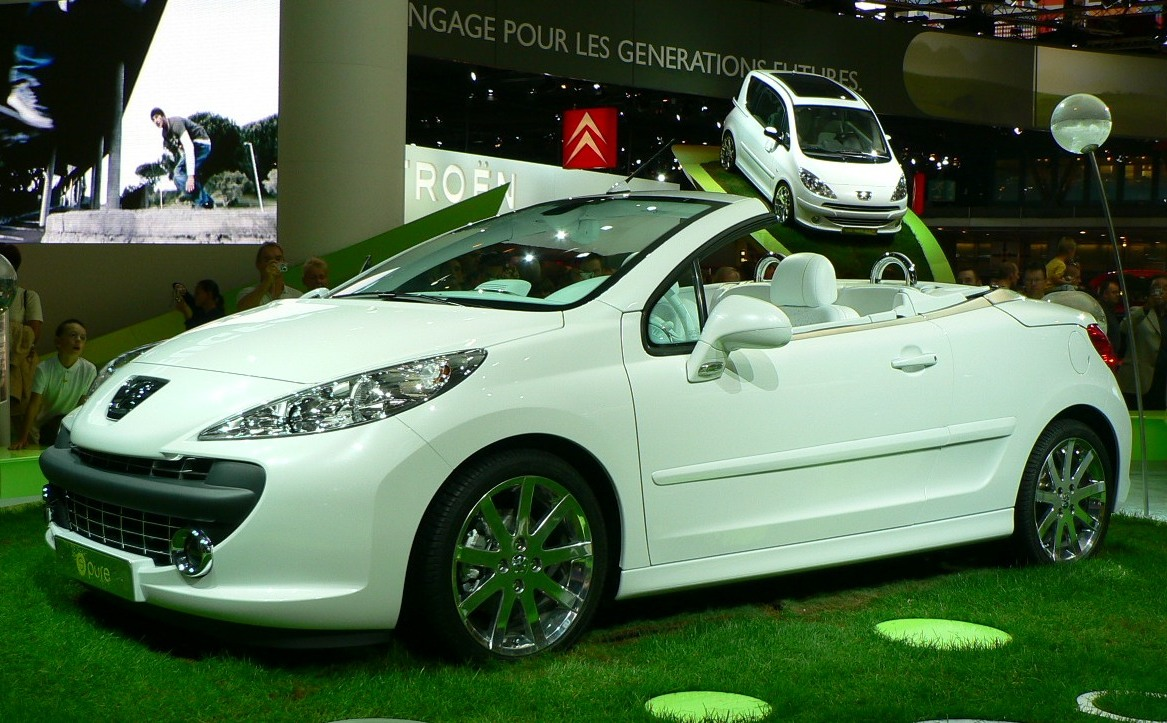
プジョー・207 CC
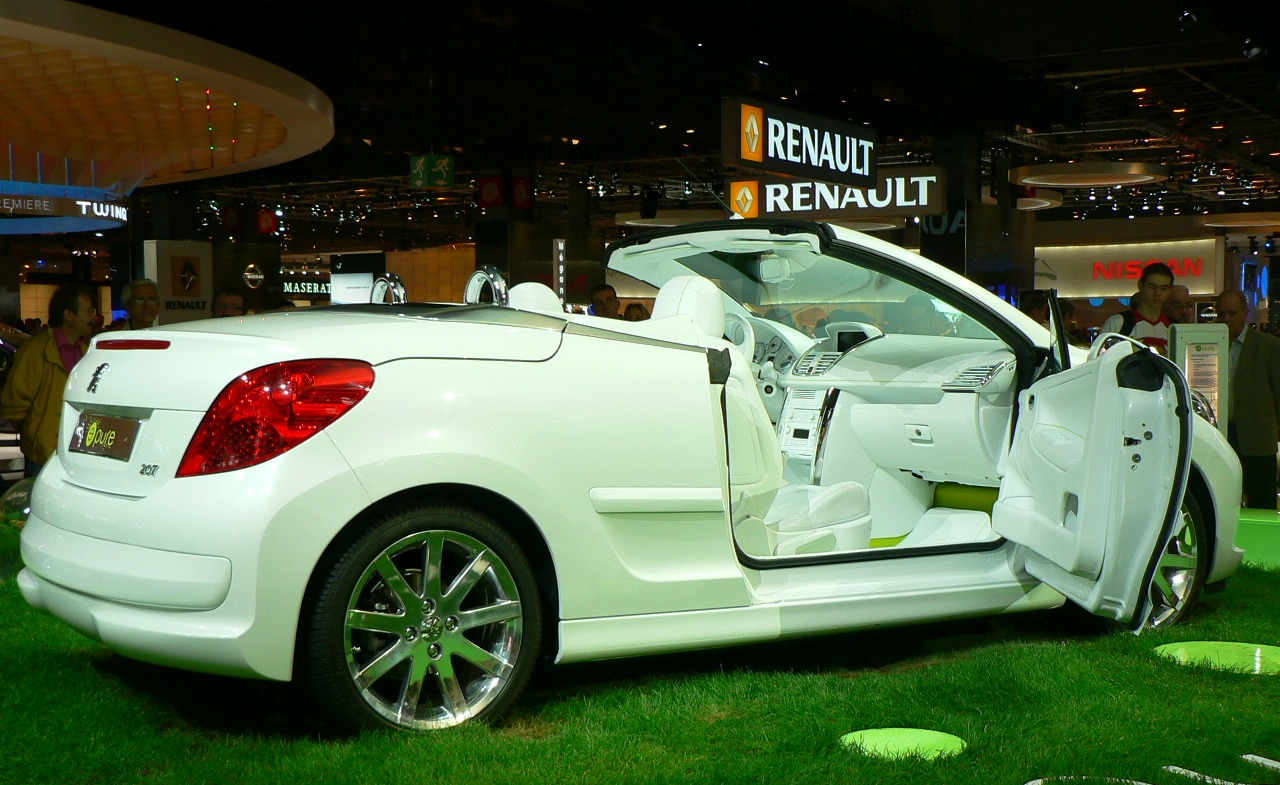
プジョー・207 CC
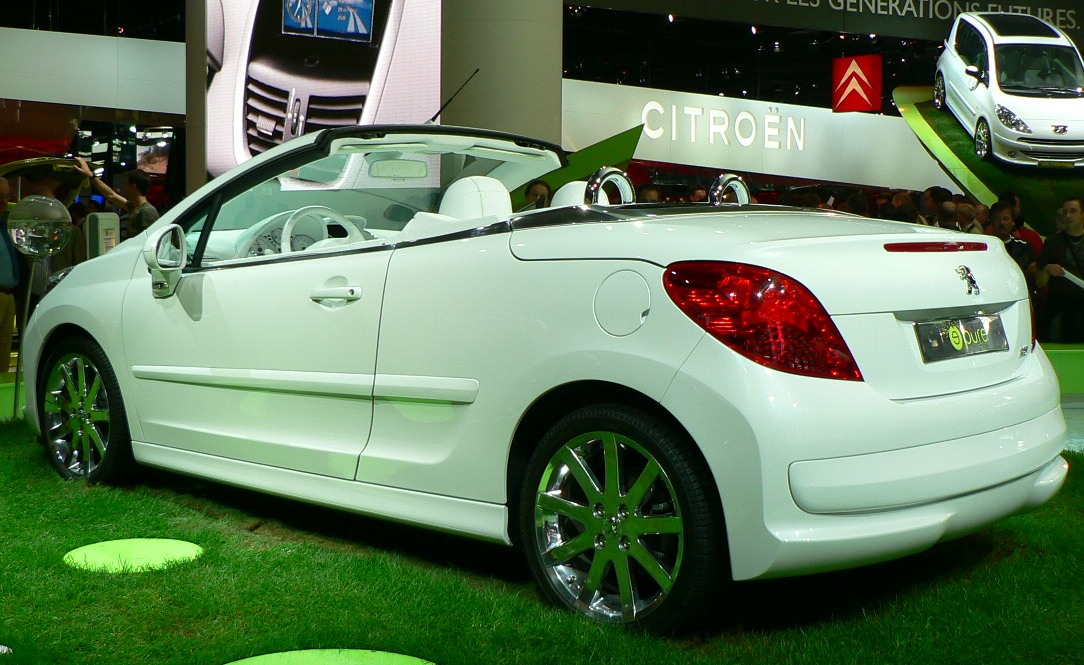
プジョー・207 CC
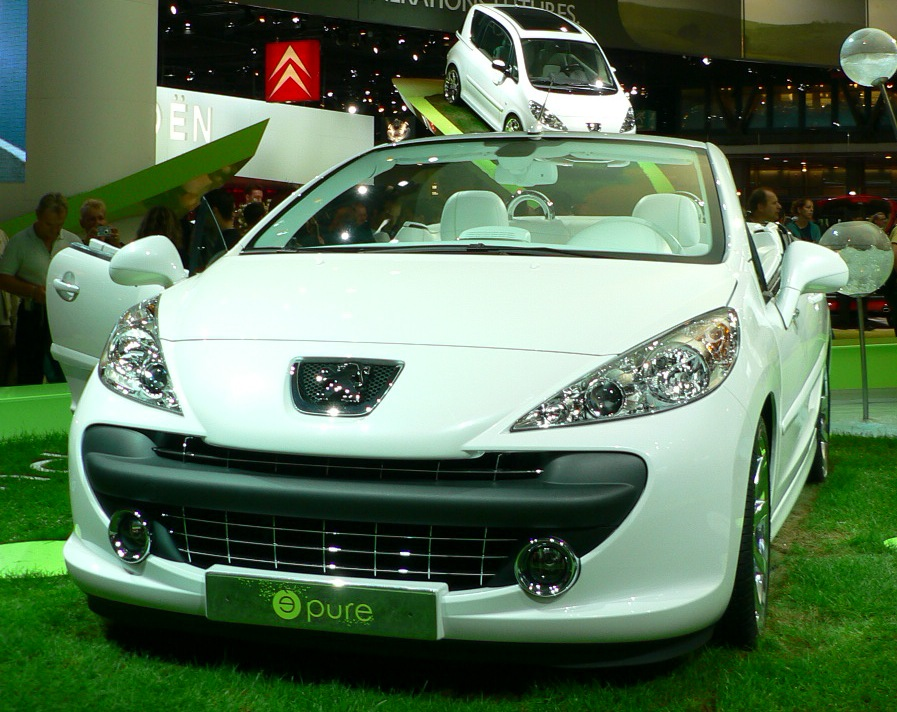
プジョー・207 CC
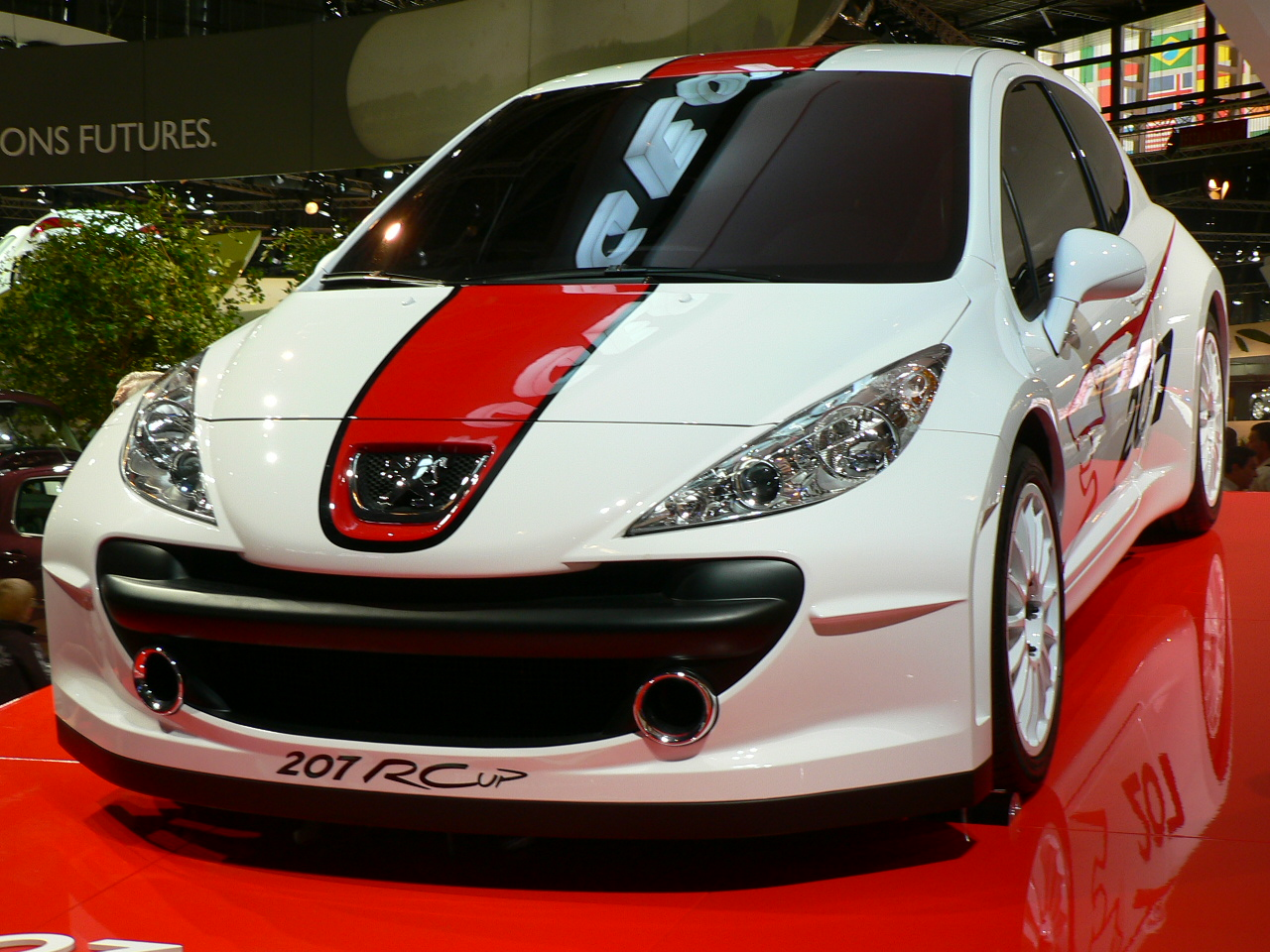
プジョー・207 RCup
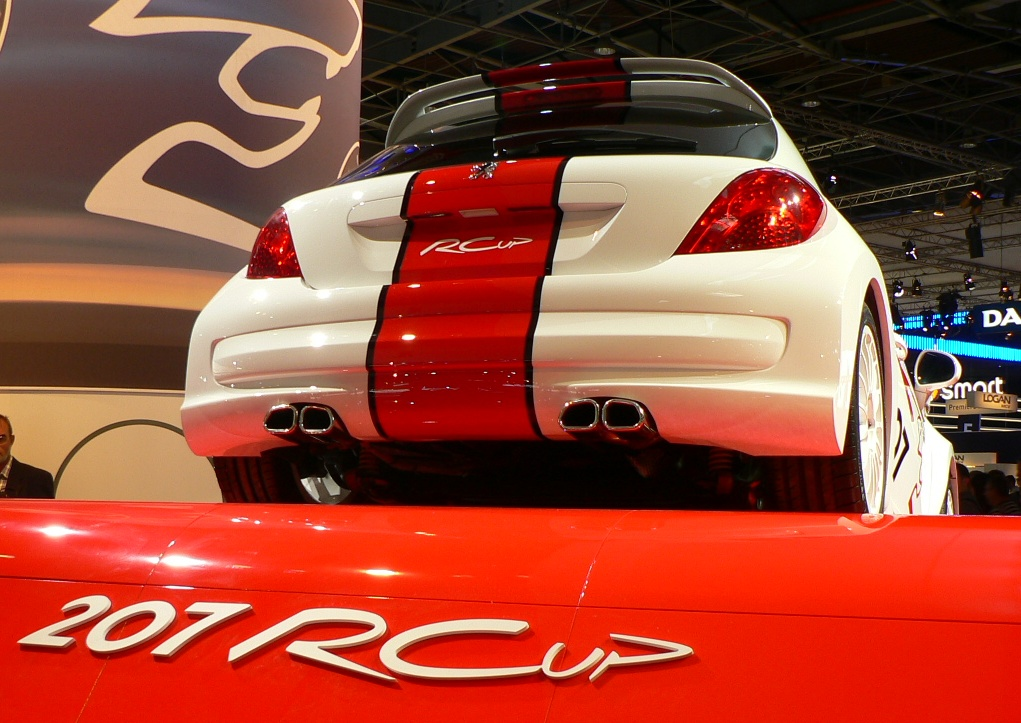
プジョー・207 RCup
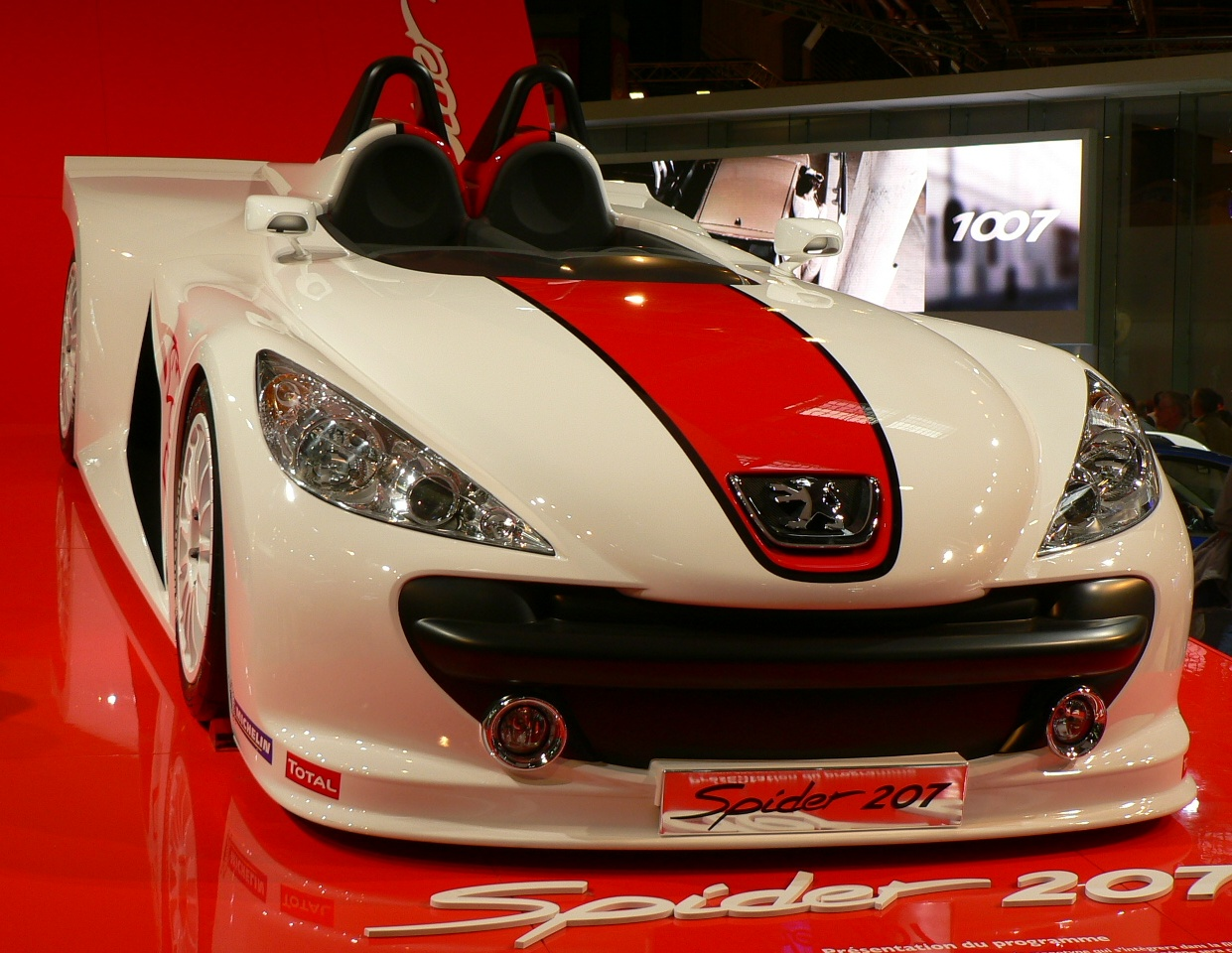
プジョー・207
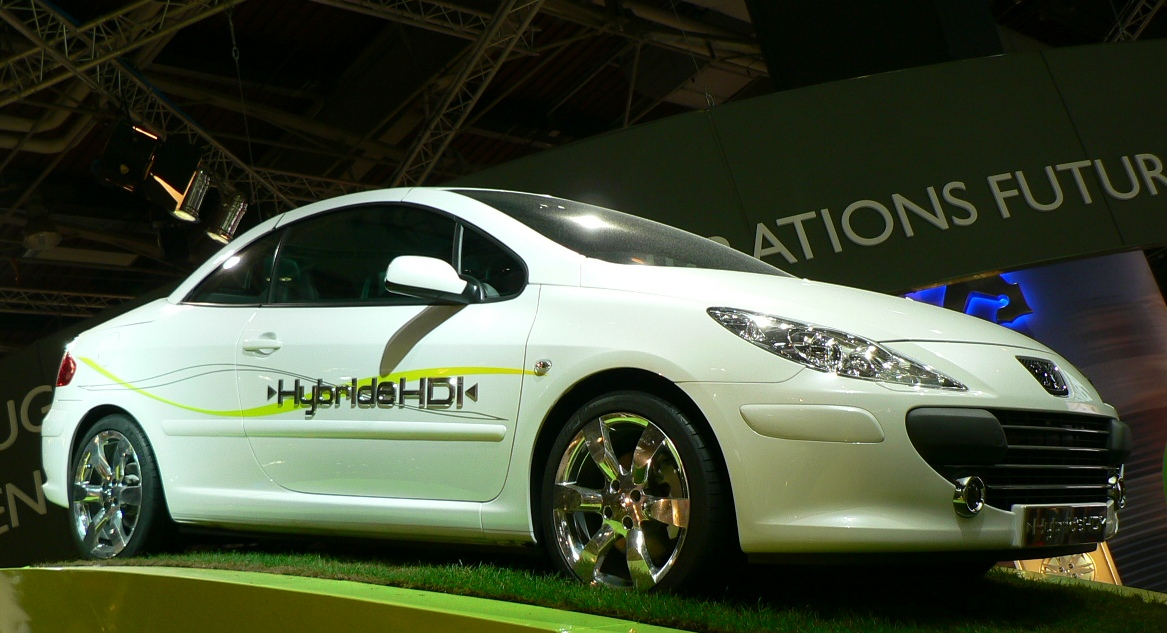
プジョー・307 CC
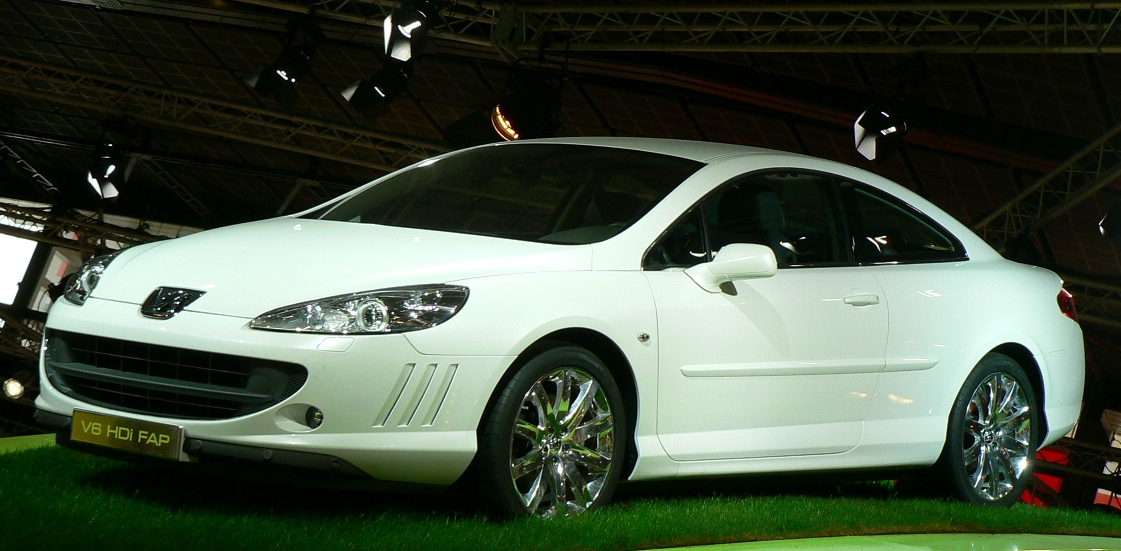
プジョー・407 クーペ
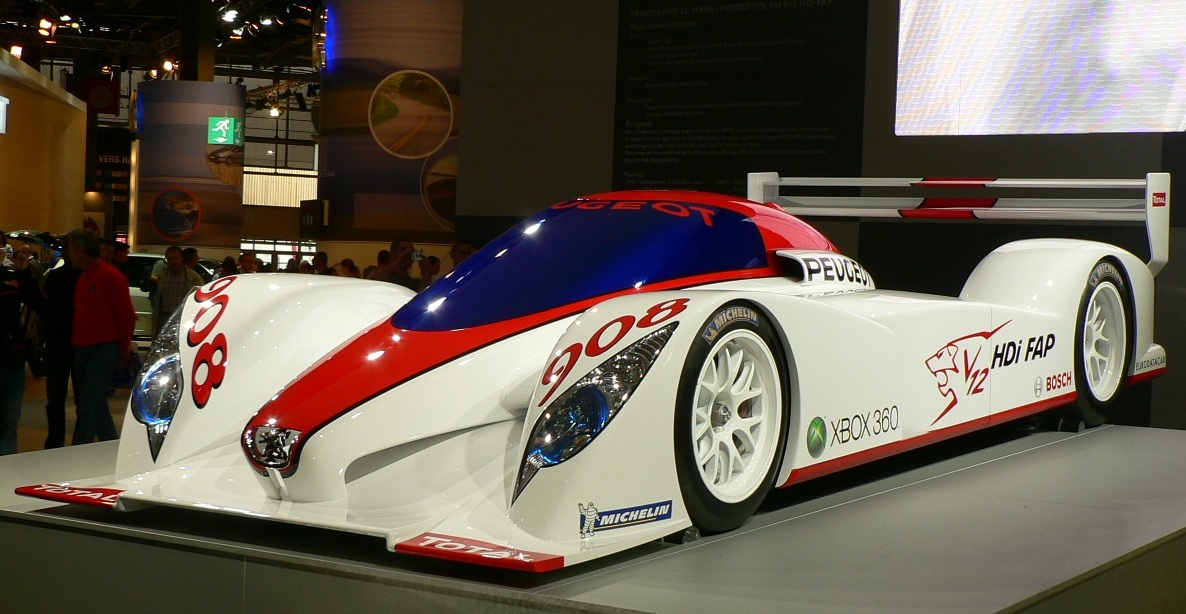
プジョー・908
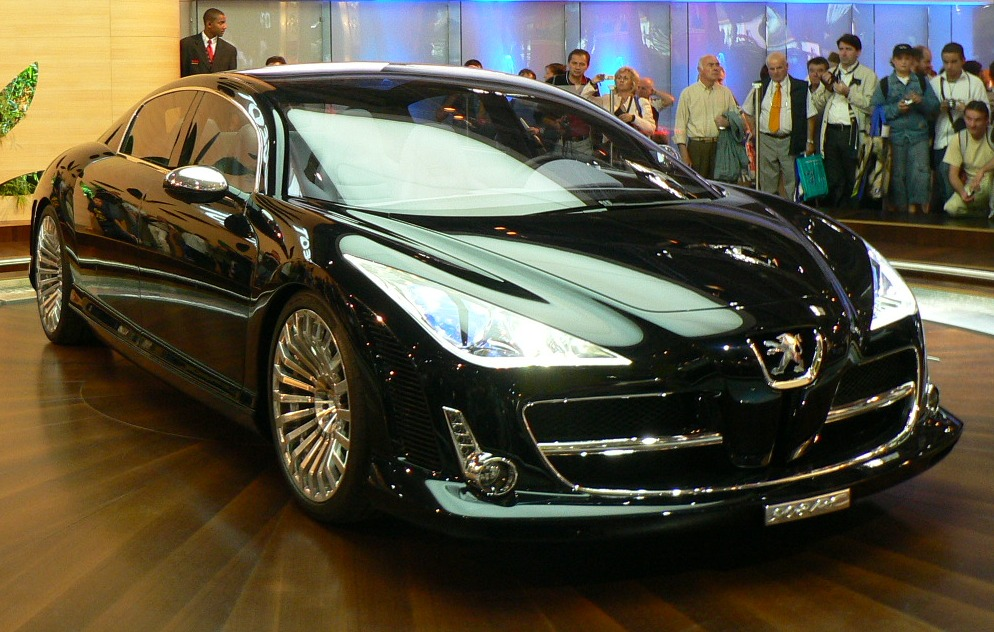
プジョー 908 RC
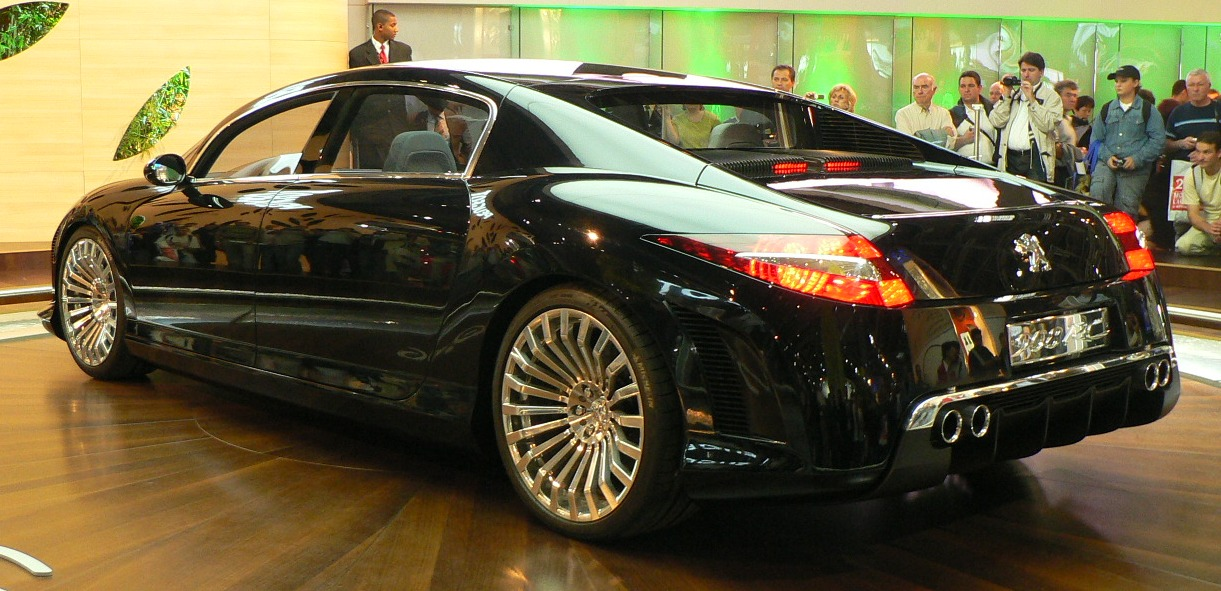
プジョー 908 RC
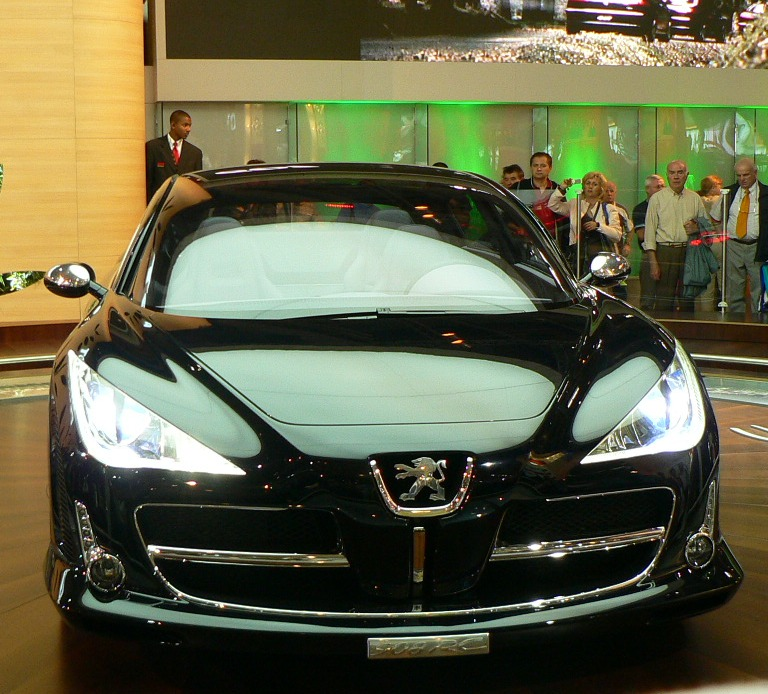
プジョー 908 RC
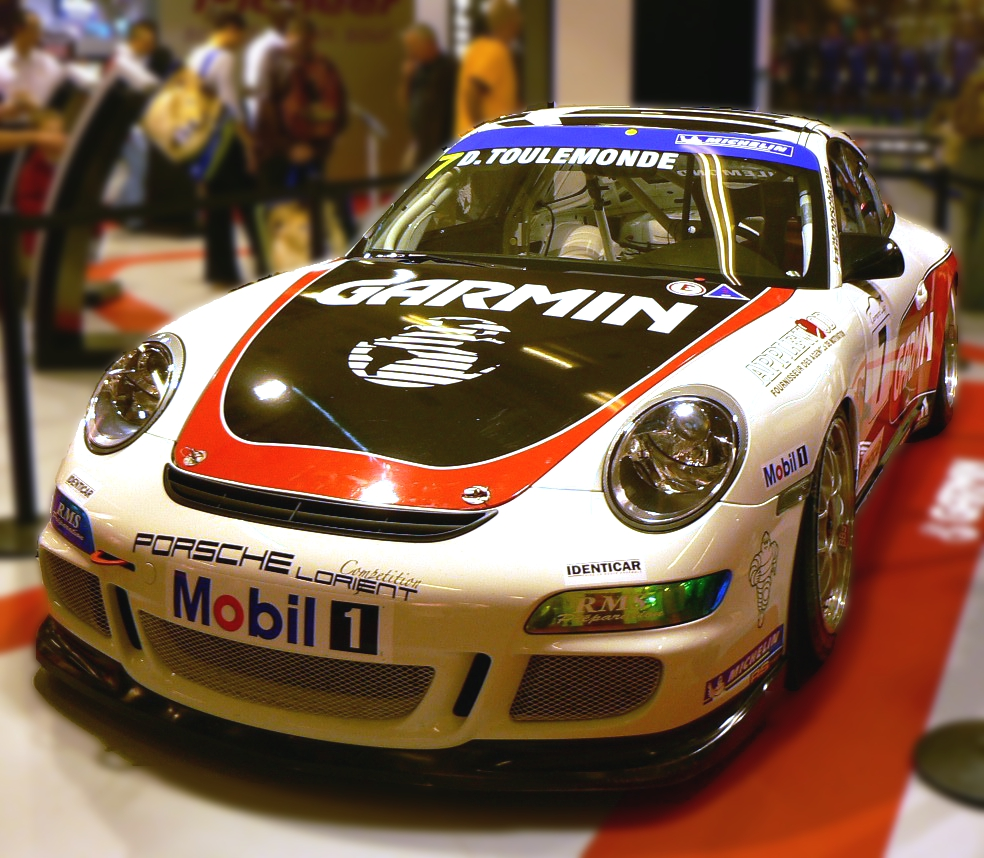
ポルシェ・911
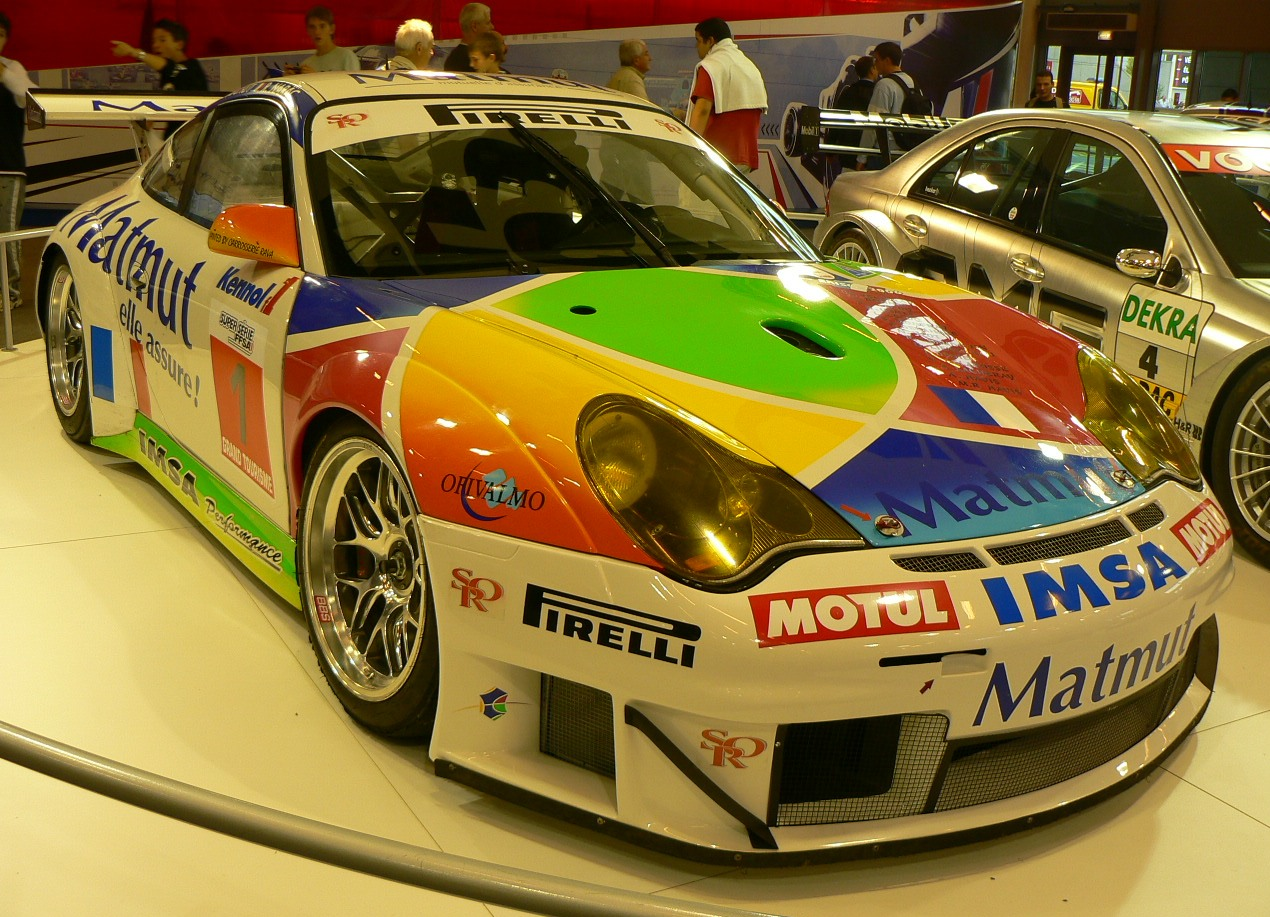
ポルシェ 911
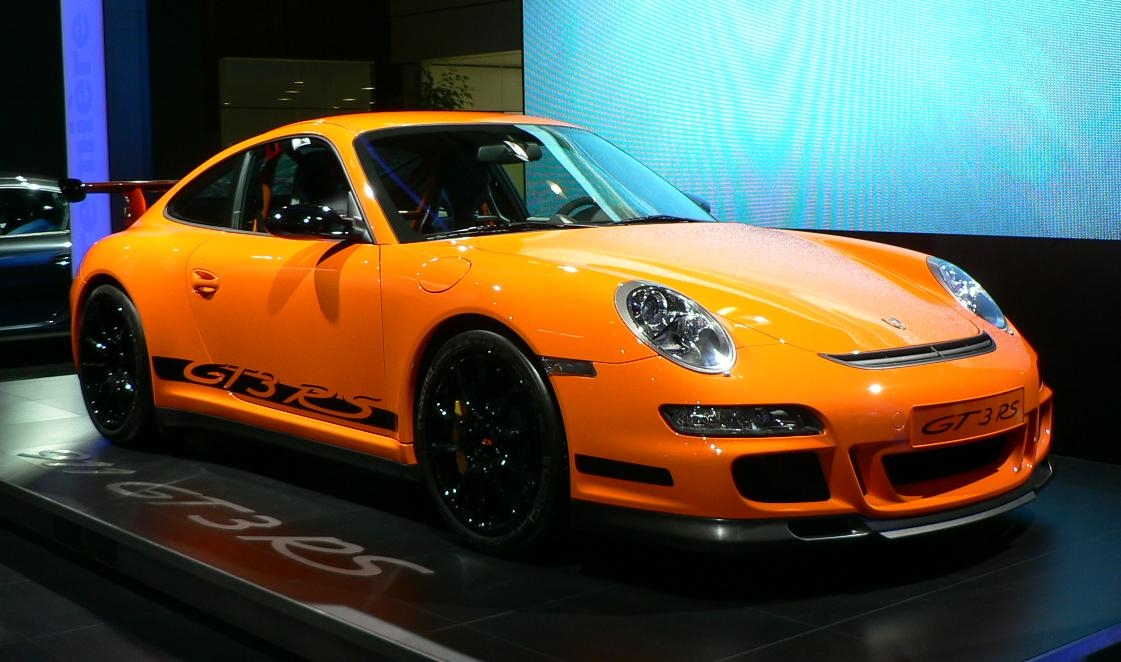
ポルシェ GT3 RS
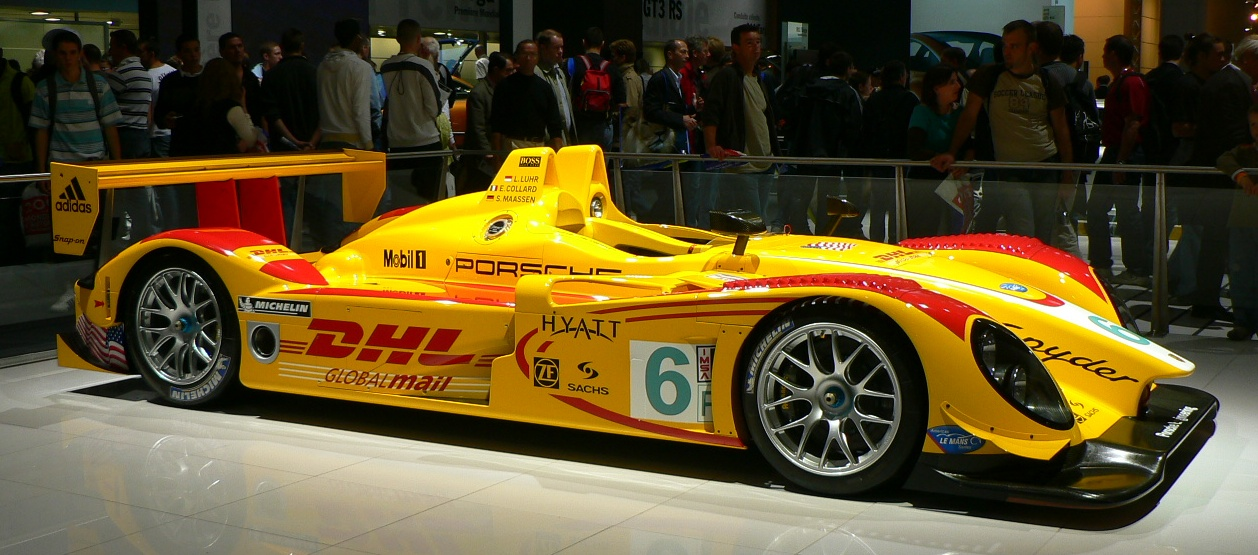
ポルシェ スパイダー
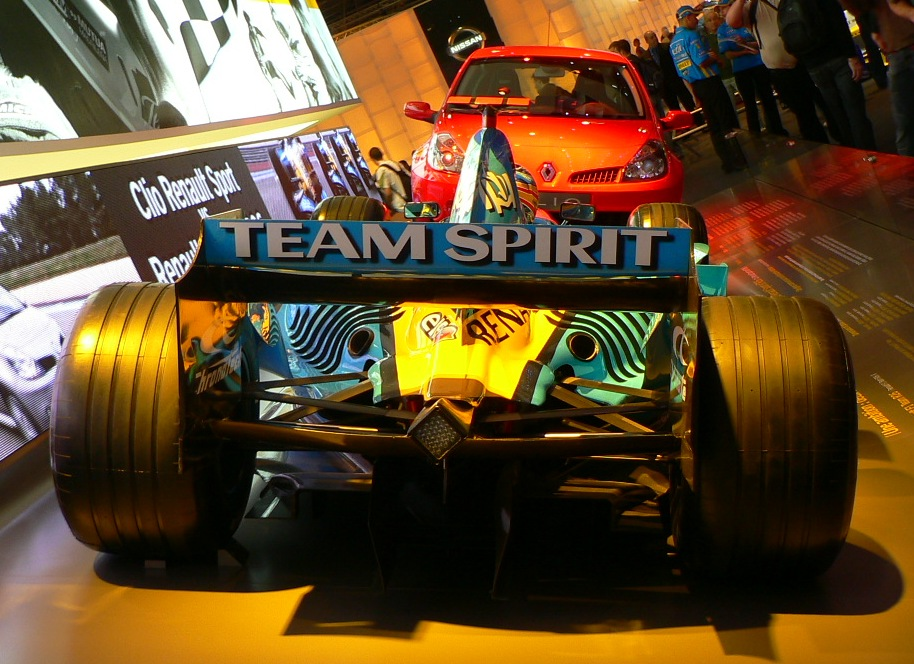
ルノー R26
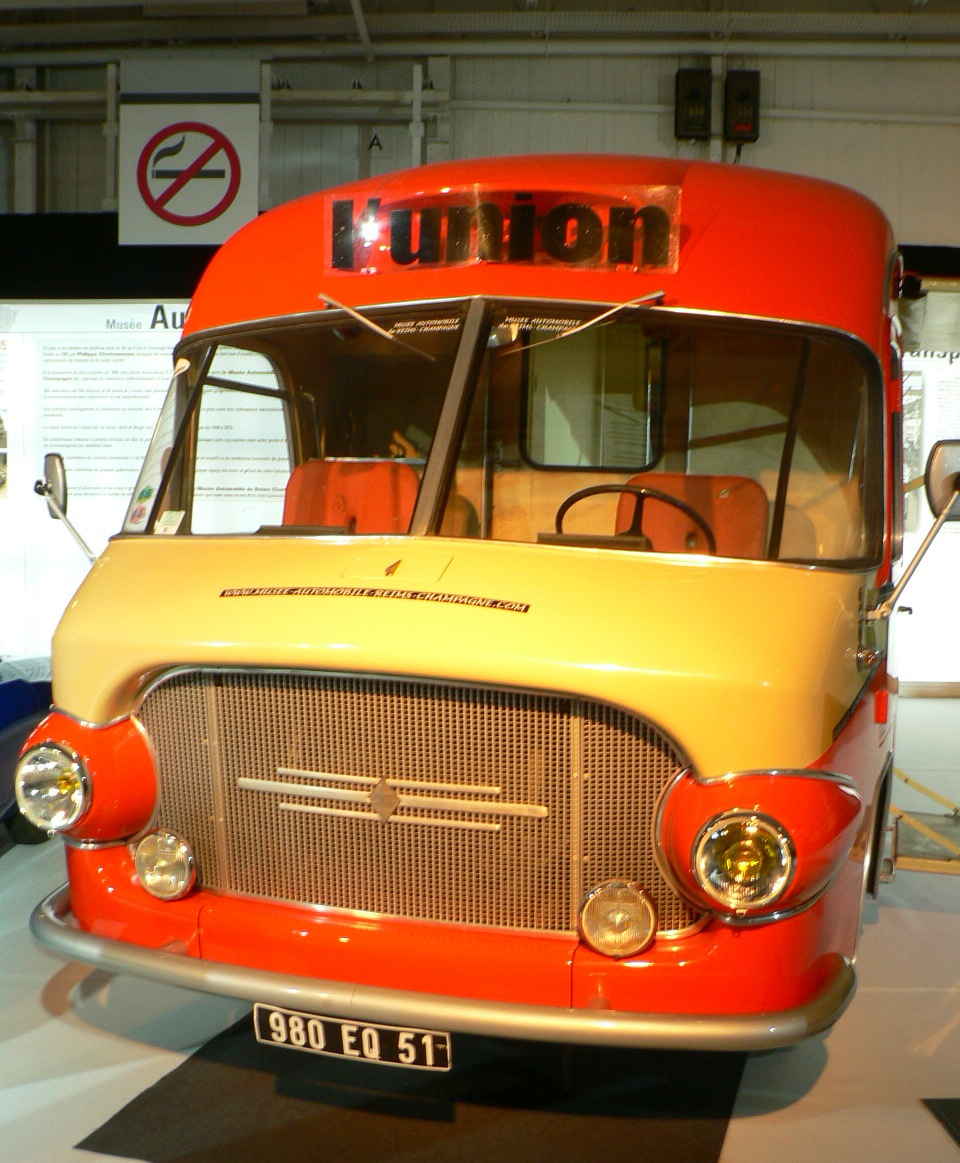
ルノー ガリオン
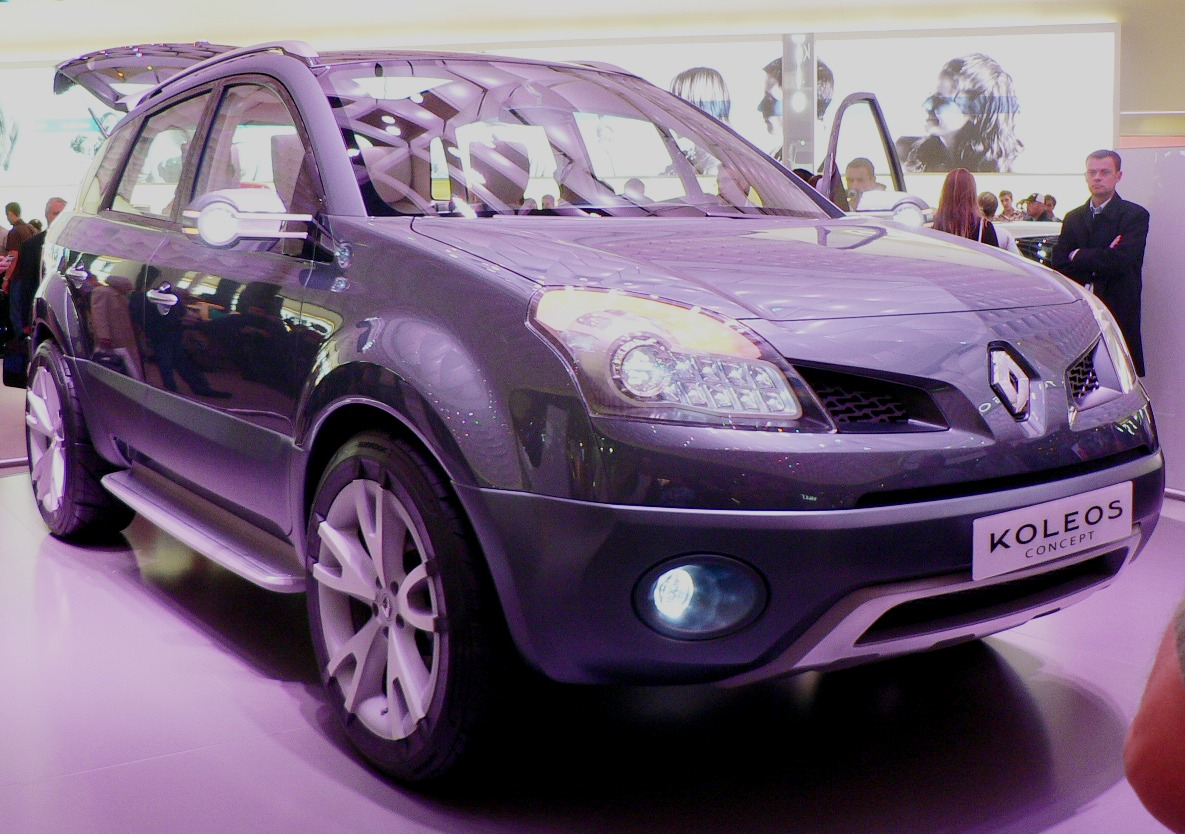
ルノー クレオ
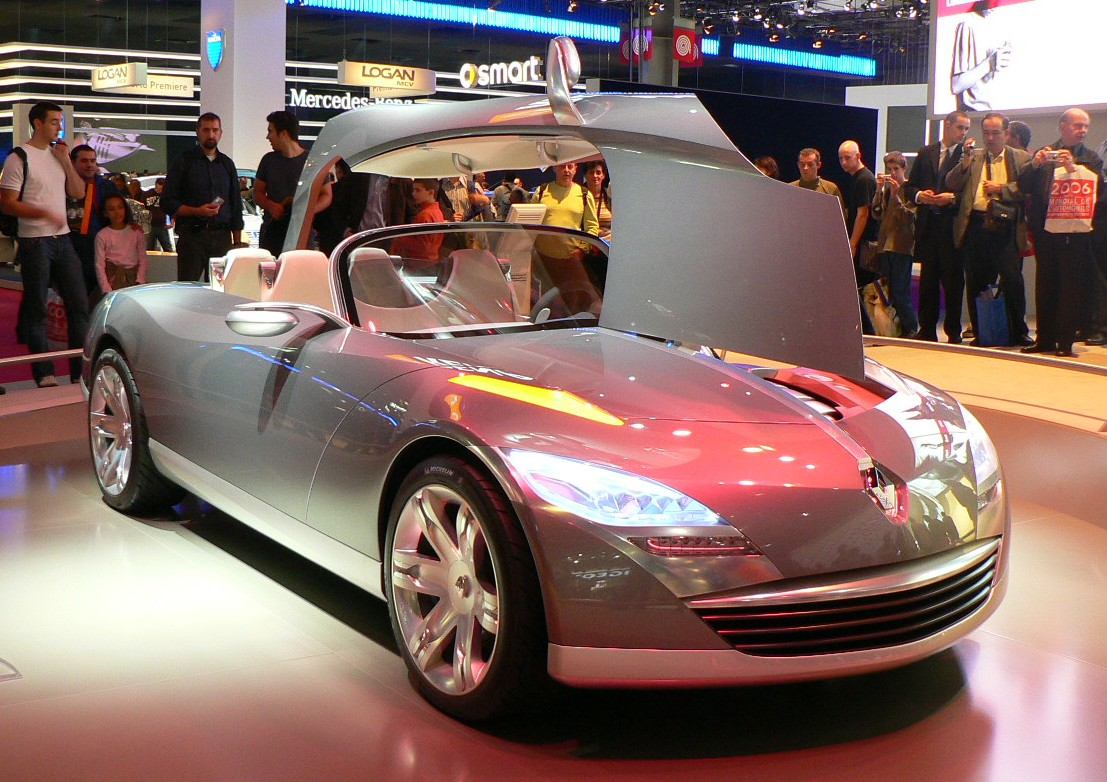
ルノー ネプタ
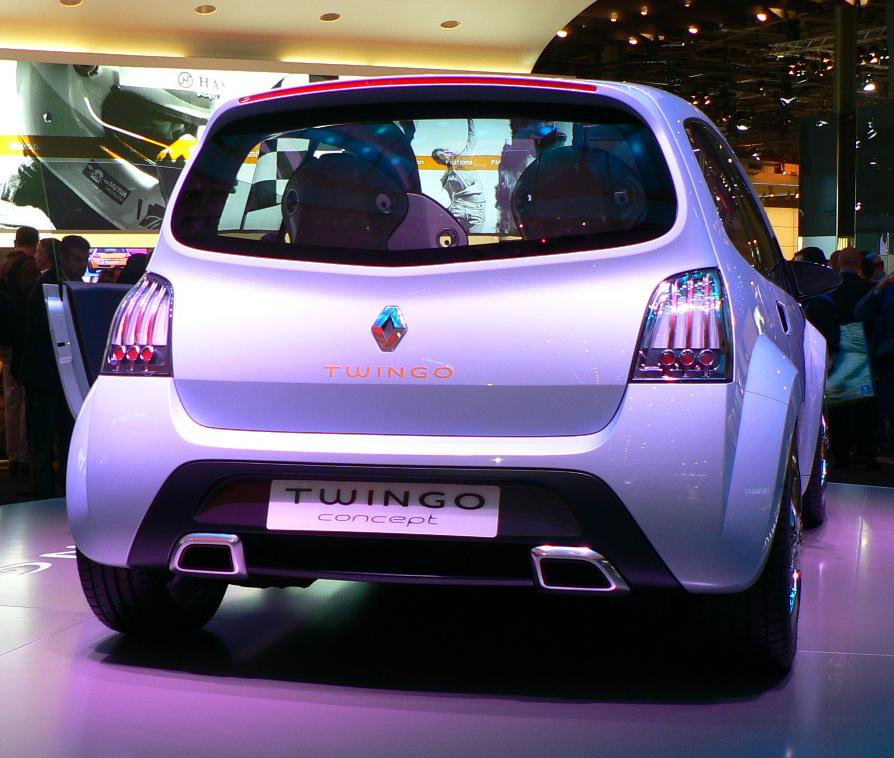
ルノー・トゥインゴ コンセプトモデル
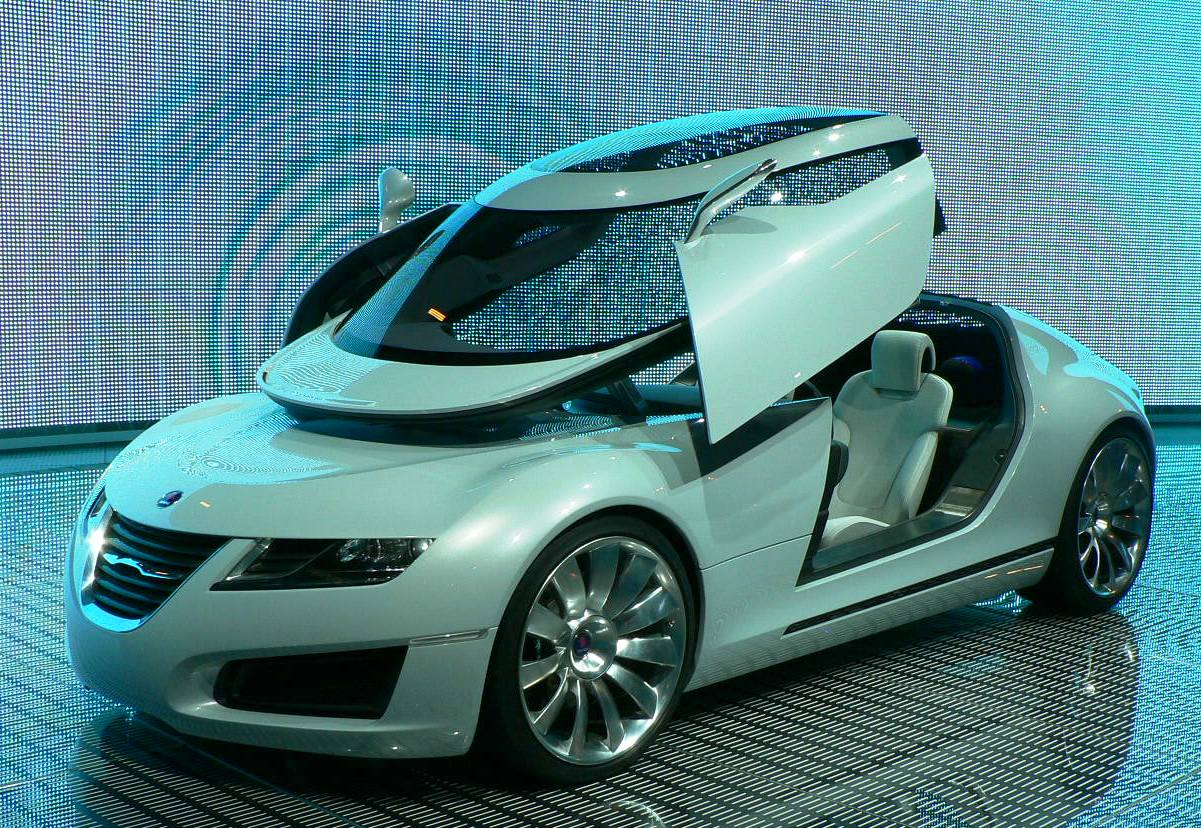
SAAB Aero X
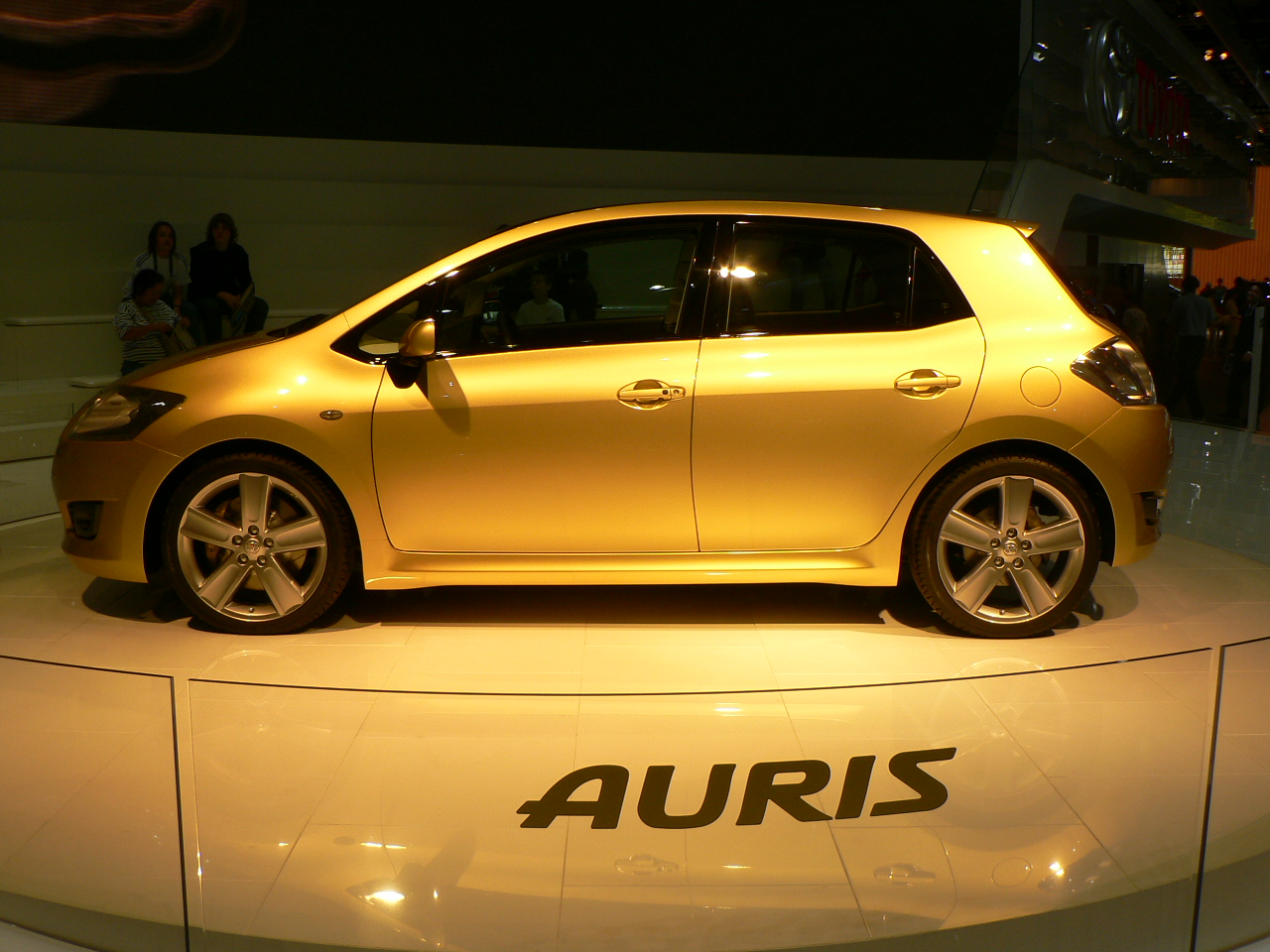
トヨタ・オーリス
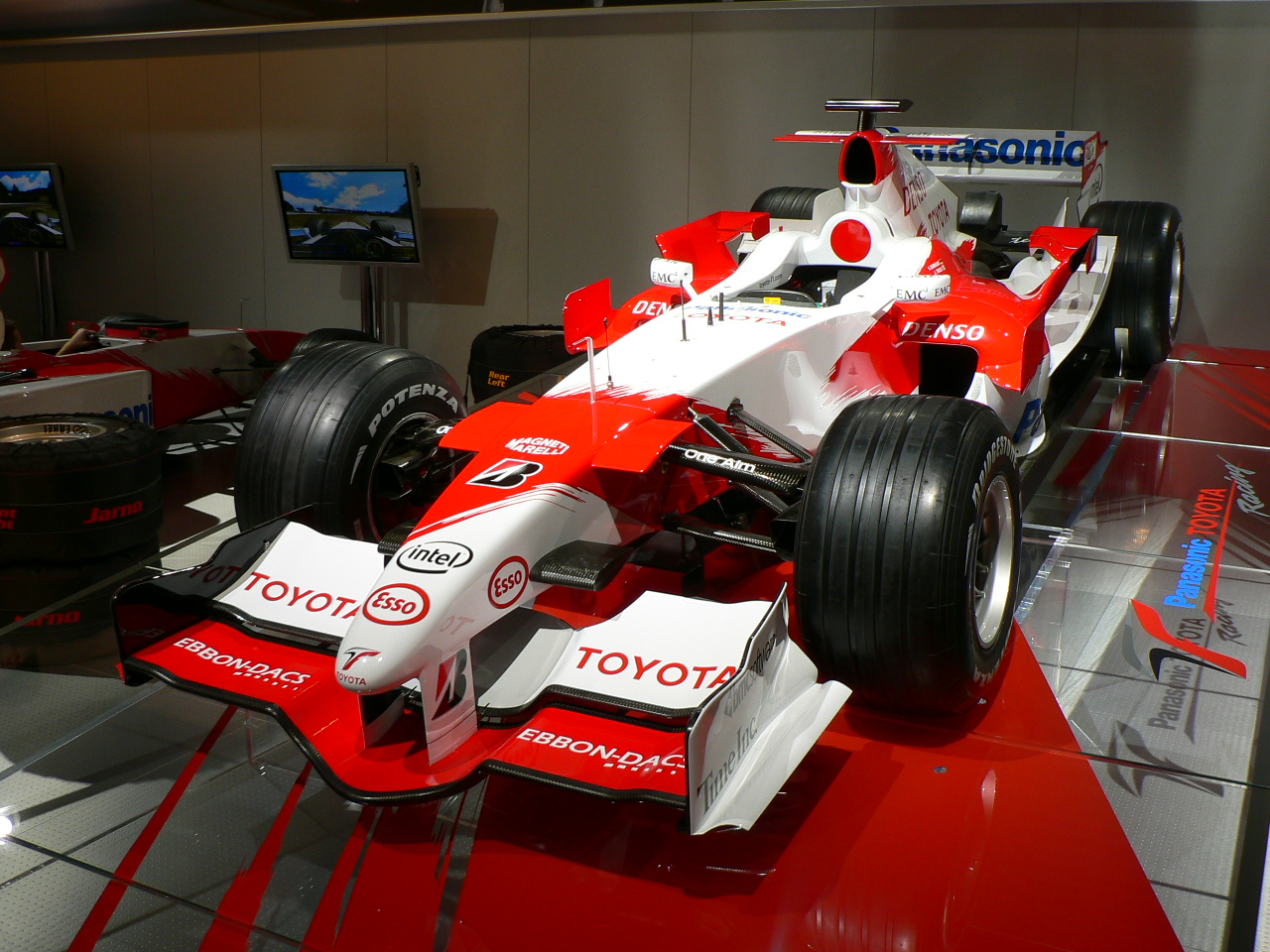
トヨタ TF106
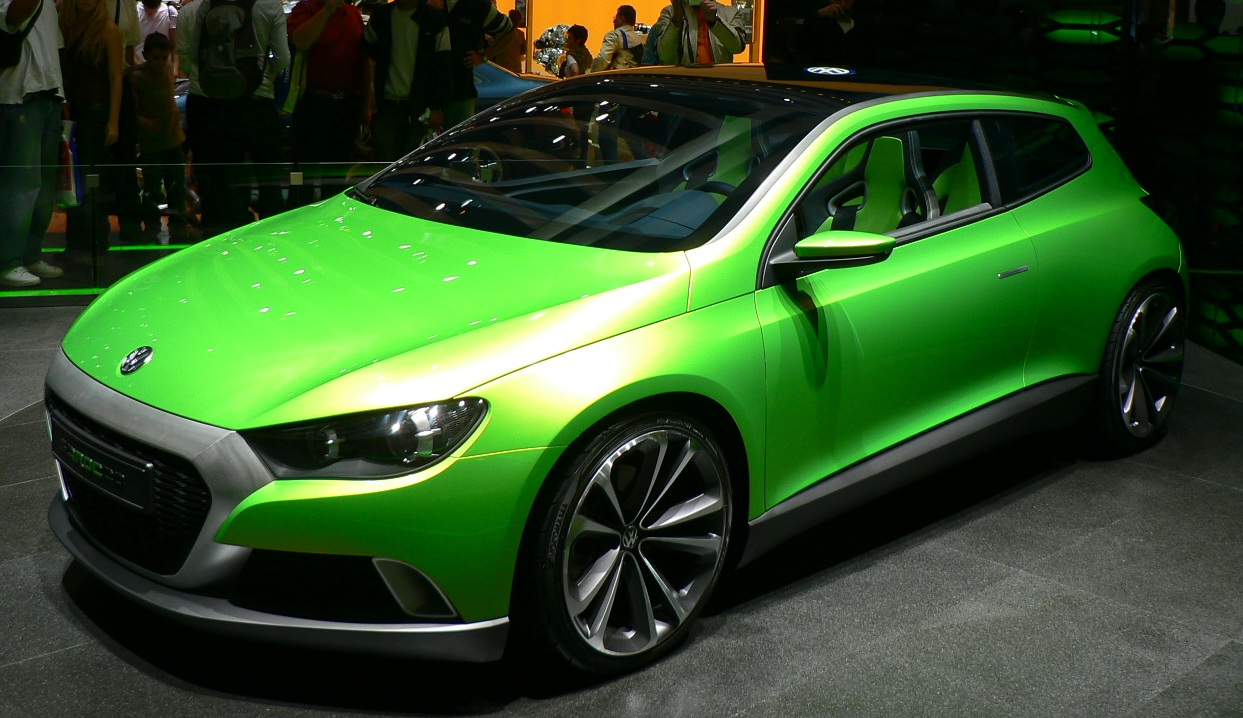
フォルクスワーゲン Iroc
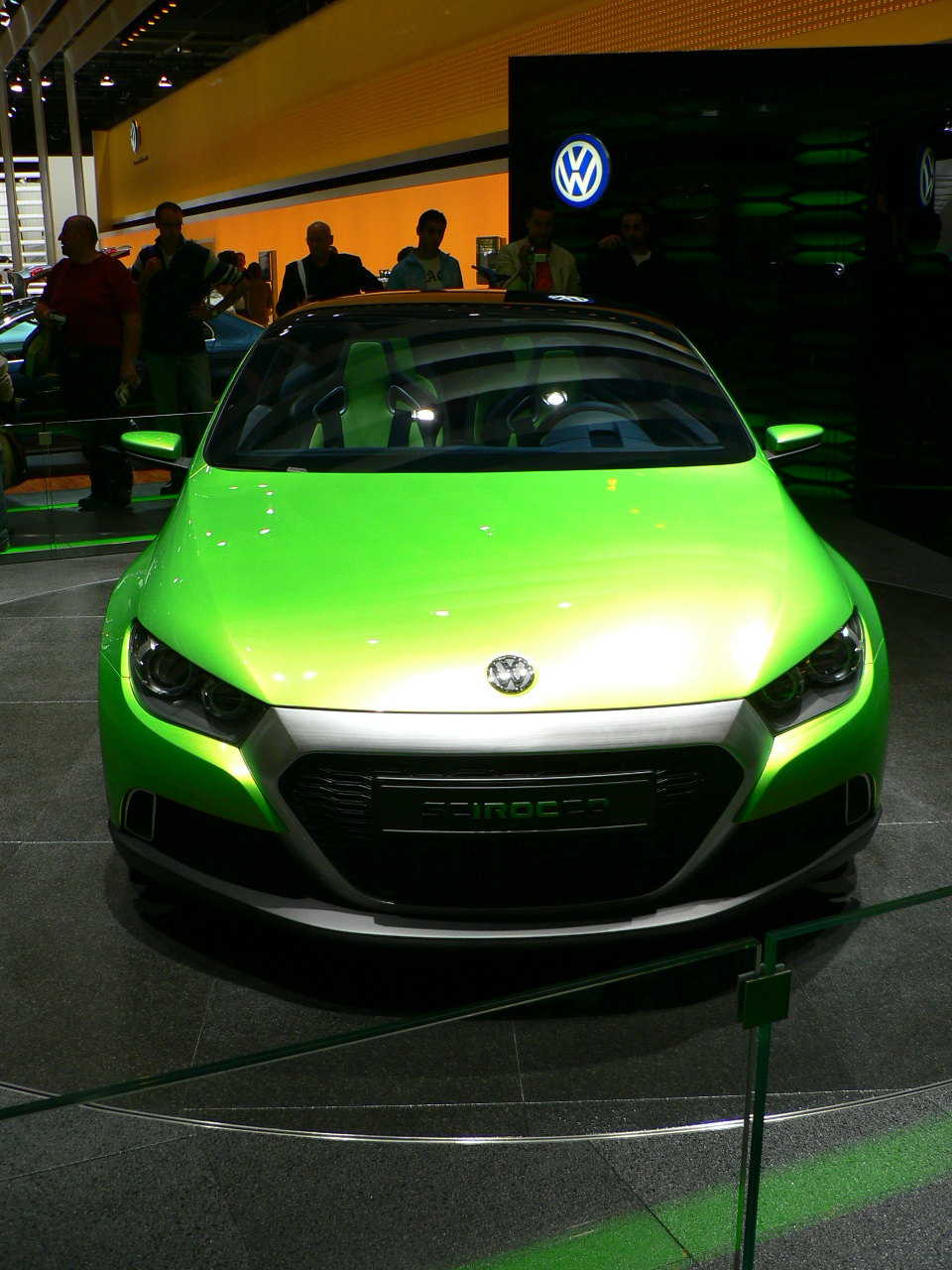
フォルクスワーゲン Iroc
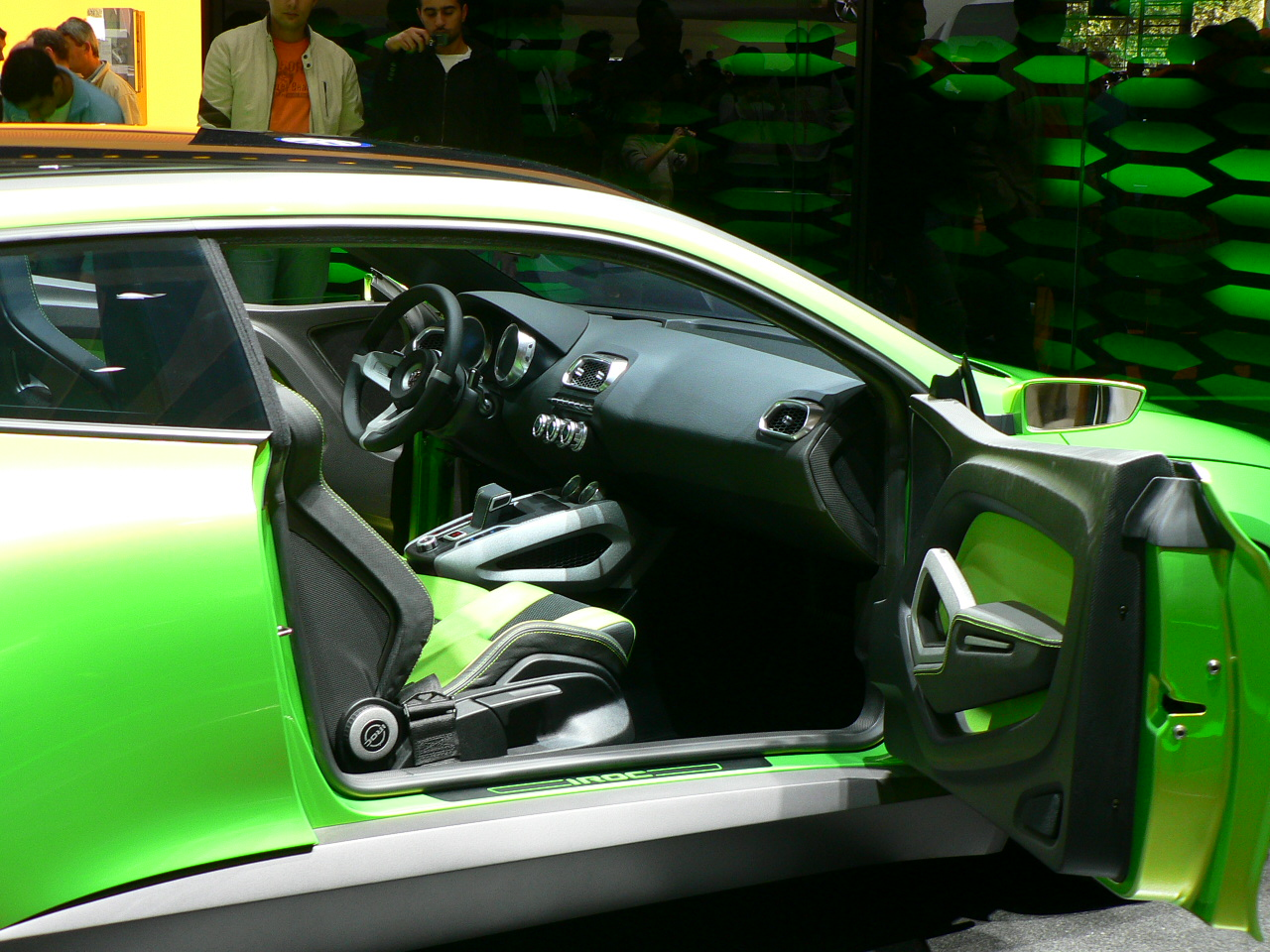
フォルクスワーゲン Iroc
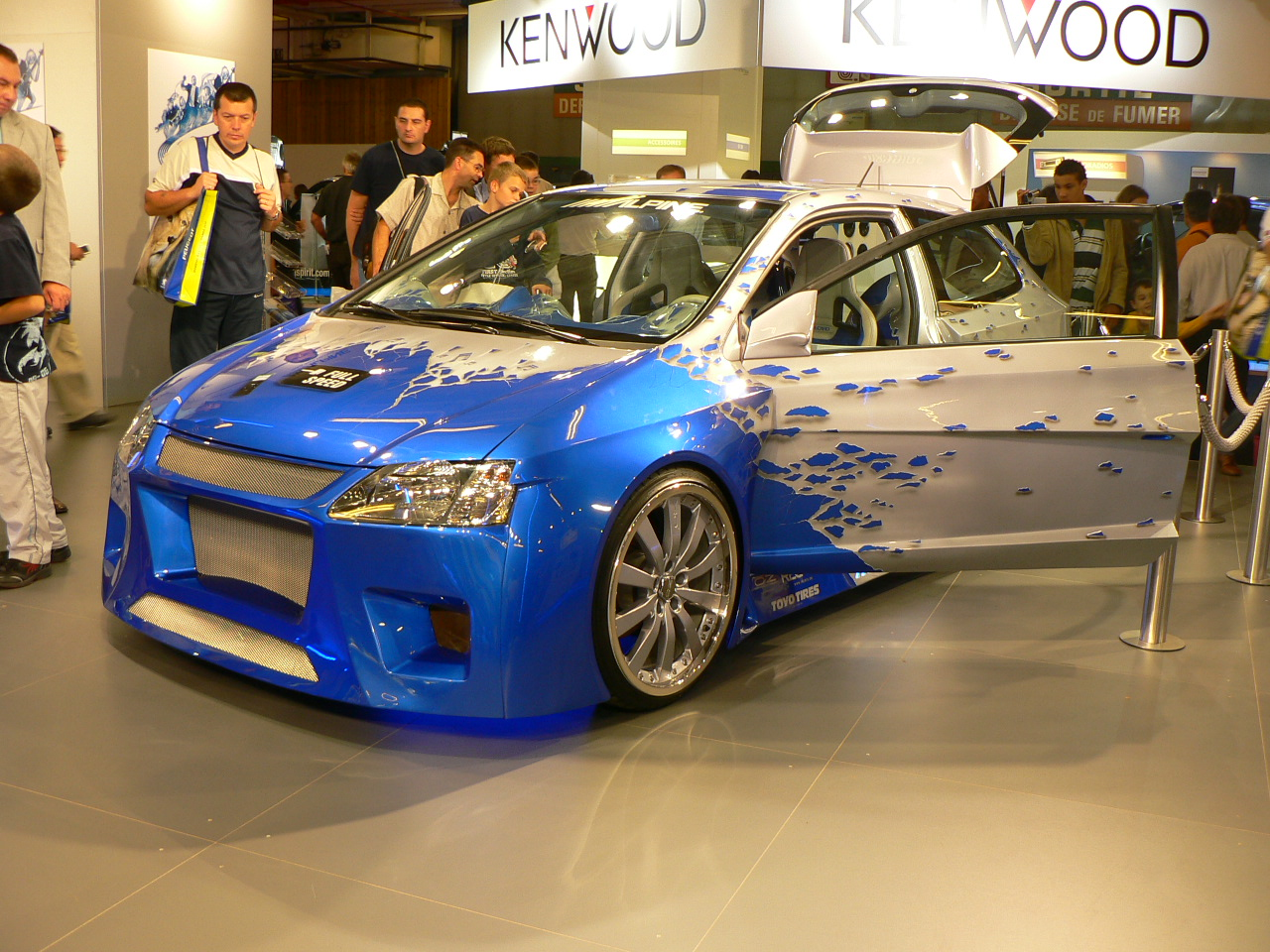
フィアット・スティーロ チューニング車